# Gestaltung der Pariser Métrostationen

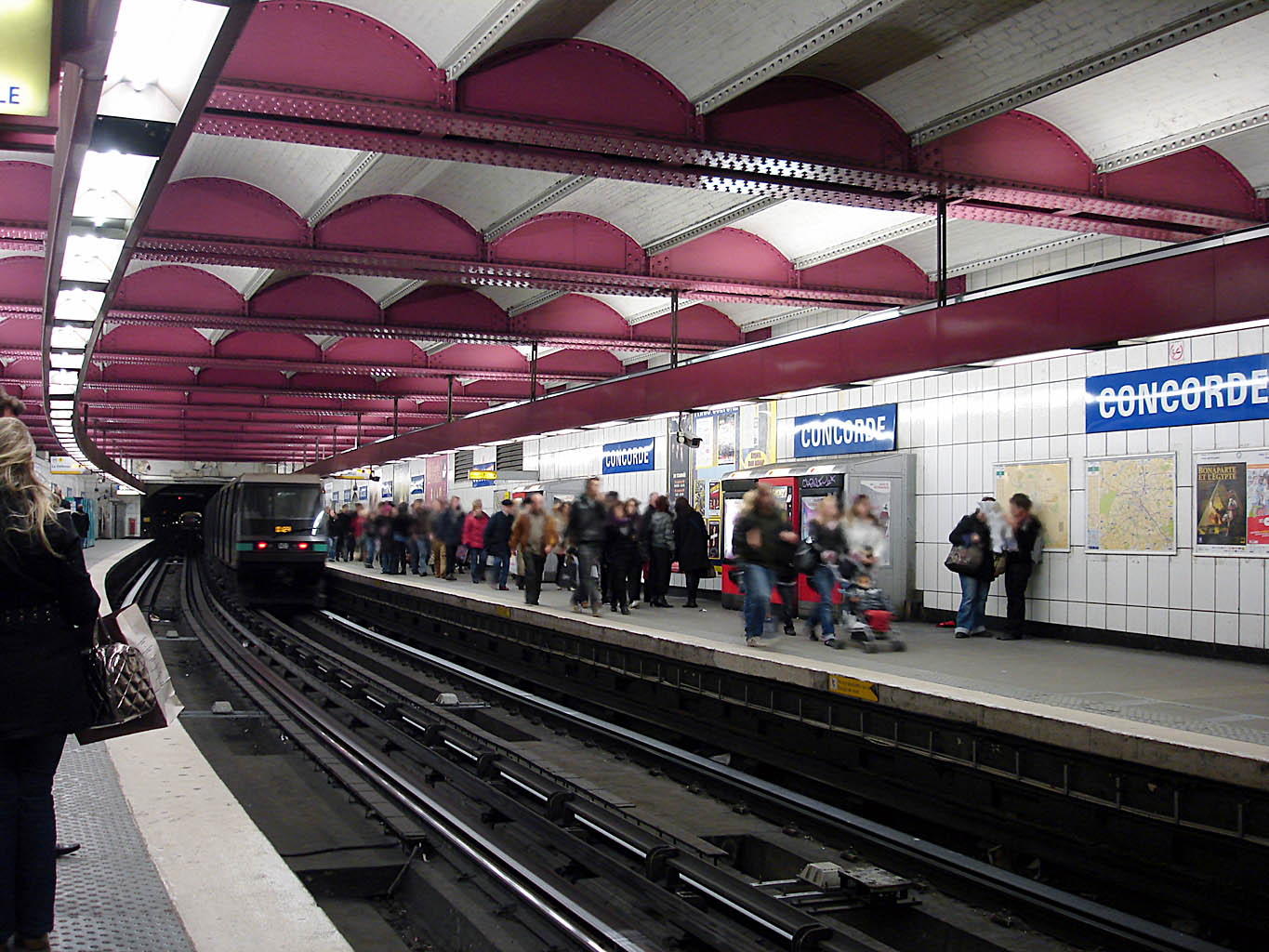
Station Concorde der Linie 1 mit waagrechter Metalldecke

Die Métro Paris betreibt augenblicklich (Stand November 2013) 303 Bahnhöfe mit 385 Haltestellen. Da die Linien vollständig voneinander unabhängig sind, hat jede Linie ihre eigene Bahnsteighalle.
Entsprechend der Tatsache, dass rund 90 % der Strecken unterirdisch verlaufen, liegen auch die weitaus meisten Metrobahnhöfe unterirdisch. Im Lauf der mehr als hundertjährigen Geschichte der Pariser Métro und wegen oft sehr unterschiedlichen örtlichen Gegebenheiten sind recht unterschiedliche Metrostationen entstanden. Diese differenzierten sich dann weiter durch Modernisierungen, die architektonischen Moden folgten. Andererseits gibt es durch die gleiche Aufgabenstellung – nämlich Personen zu den Zügen zu bringen – auch viele Gemeinsamkeiten zwischen den einzelnen Stationen.
Die Bahnsteiglänge wurde 1900 zunächst auf 75 m festgelegt (entsprechend Züge mit 5 Wagen zu je knapp 15 m), später wurden 90 m lange Bahnsteige gebaut und auf den Linien mit starkem Benutzerandrang (Linien 1, 3, 7, 8, 9) wurden sogar 105 m lange Bahnsteige errichtet. Die Verlängerung der Linie 14 verlangt bei einem zu erwartenden größeren Verkehrsaufkommen längere Züge und damit 120 m lange Bahnsteige.

## Bahnhöfe

### Unterirdische Normbahnhöfe

#### Bahnhöfe mit elliptischem Querschnitt

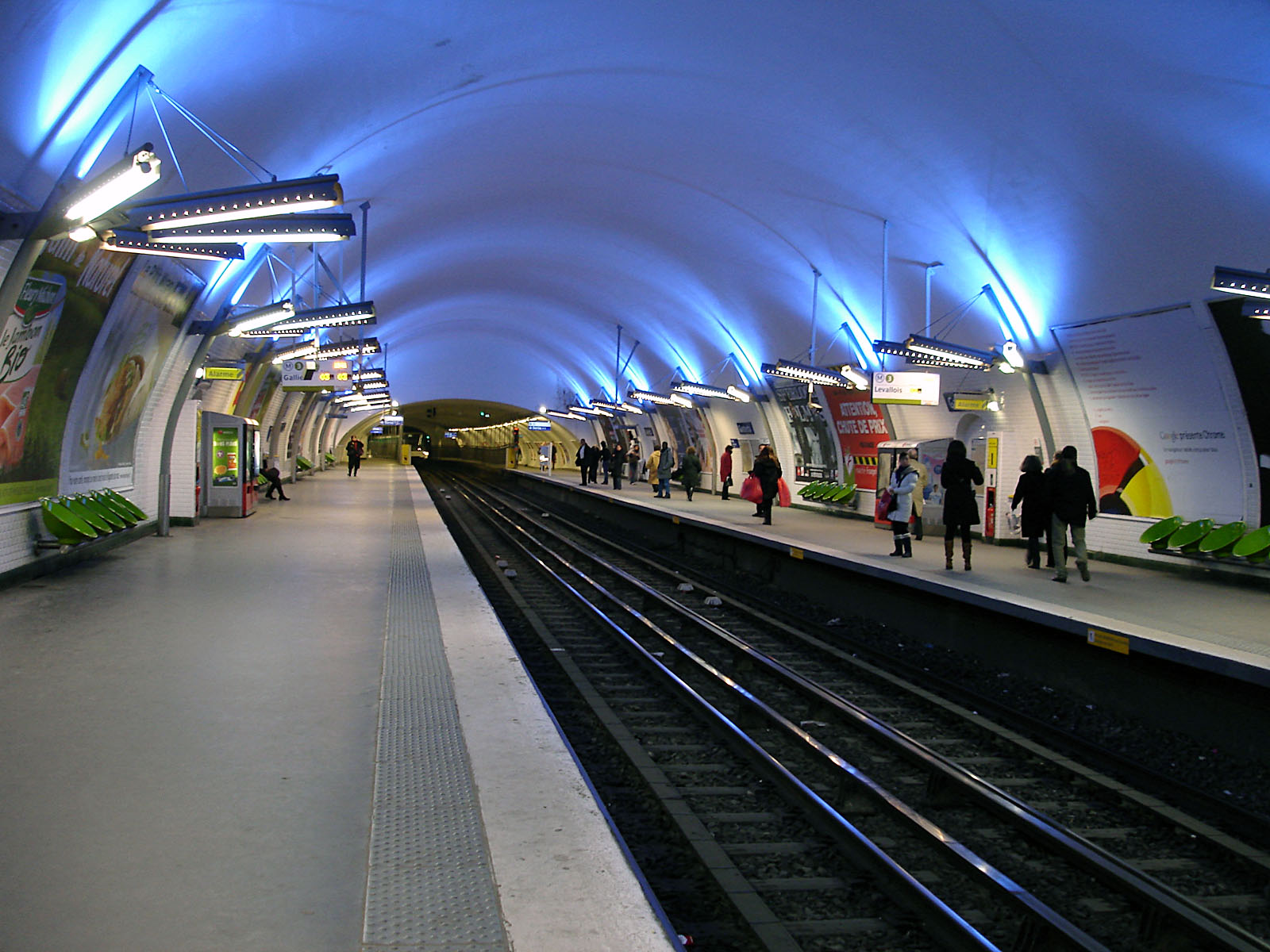
Station Gambetta (Linie 3): Gewölbe über 2 Seitenbahnsteigen und 2 Gleisen

In der Regel besitzen die Bahnhöfe zwei Gleise und zwei Seitenbahnsteige von (normalerweise) 4 m Breite.
Die meisten Bahnhöfe haben einen ellipsenförmigen Querschnitt: In 1,5 m Höhe über den Schienen liegt die Stelle, wo sich das Deckengewölbe und die Ellipse, welche die Sohle des Bauwerks bildet, berühren. Hier liegt mit 14,14 m die größte Innenbreite. Die größte Höhe des Innenraums beträgt 5,9 m und liegt in der Mitte des Bauwerks. Das Deckengewölbe hat eine Wandstärke von 0,70 m bei einer lichten Höhe von 3,70 m. Die Bodenplatte ist ebenfalls ellipsenförmig nach unten gekrümmt, sie hat eine Mindestdicke von 0,50 m und eine größte Tiefe von 1,50 m, die wiederum 0,70 m unterhalb der Schienenoberkante liegt. Die seitlichen Stützmauern besitzen eine maximale Wandstärke von 2 m. Die Bahnsteige sind jeweils 4 m breit und leicht in Richtung Gleisbett geneigt. Gegenüberliegende Bahnsteigkanten sind 5,33 m voneinander entfernt.
Die Gewölbe der ehemaligen Stationen der Société du chemin de fer électrique souterrain Nord-Sud de Paris (Nord-Sud) sind etwas höher, weil die Stromzufuhr der jeweils führenden Triebwagen über eine Oberleitung erfolgte.

#### Bahnhöfe mit rechteckigem Querschnitt

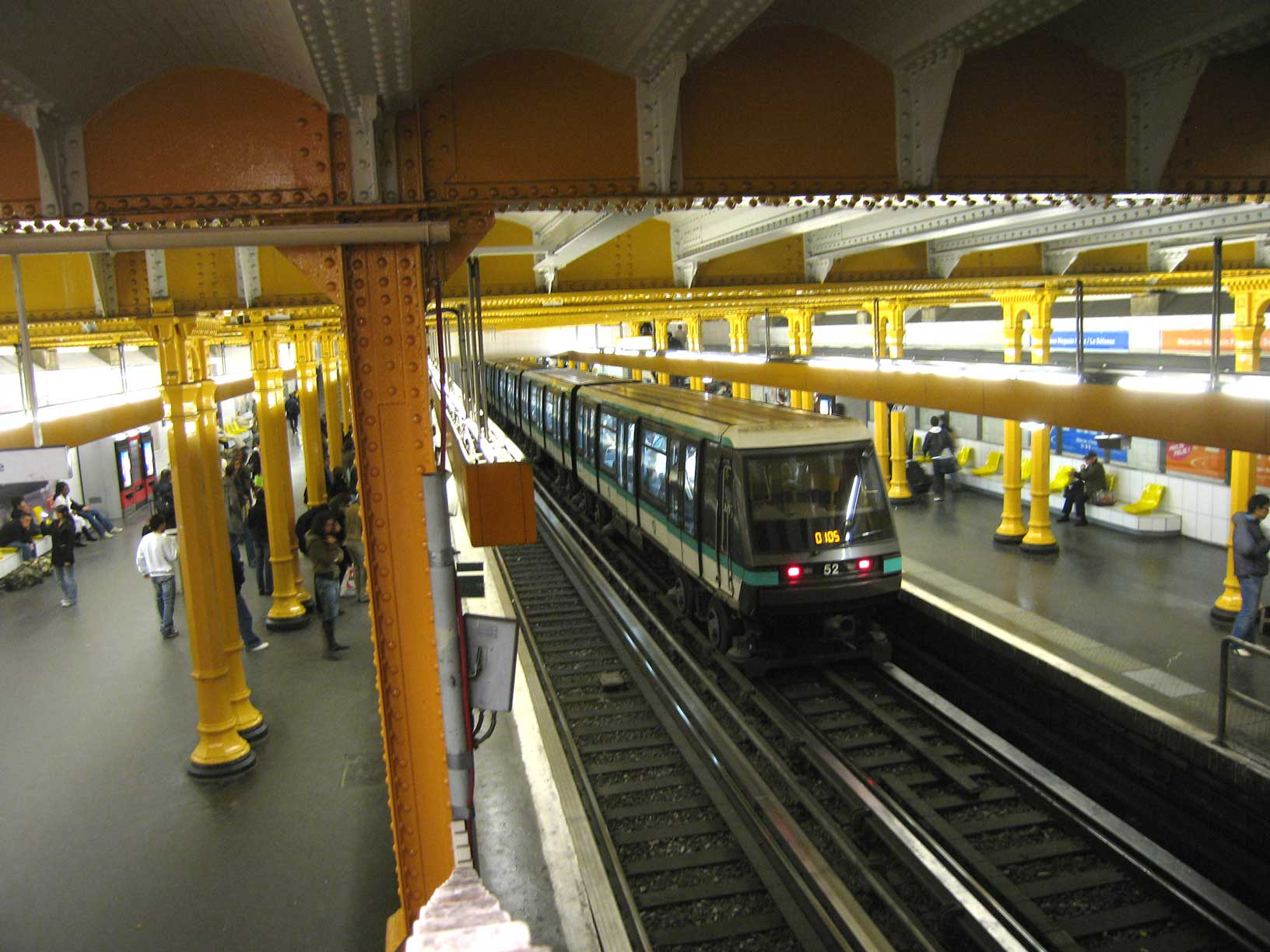
Station Gare de Lyon: Bahnsteig der Linie 1; Stützbalken mit Stützpfeilern und Tragegewölben

Bei Strecken, bei denen der Höhenunterschied zwischen Straße und Schienen weniger als 7 m beträgt, wurde die Wölbung durch eine waagrechte Metalldecke ersetzt (z. B. Concorde). Es entstanden Stationen mit rechteckigem Querschnitt. Die Bodenplatte der Station sind, genau wie bei den Stationen mit Deckengewölbe nach unten gekrümmt. Auf ihr sitzen die Stützmauern, sie sind im unteren Bereich 1,50 m dick, weiter oben verjüngen sie sich auf 1,15 m. Der Innenraum hat eine lichte Breite von 13,50 m und eine lichte Höhe von 3,50 m (gemessen ab Bahnsteighöhe). Auf den Stützmauern liegen – quer zur Fahrtrichtung – metallische Stützbalken. Auf diesen wiederum ruhen in Gleisrichtung Längsträger, die mit einem Abstand von knapp 2 m parallel zueinander verlaufen. Profileisen tragen kleine, aus Ziegelsteinen gemauerte Gewölbe. Bei breiteren Stationen werden die querlaufenden Stützbalken zusätzlich von je einer Metallsäule auf jedem Bahnsteig unterstützt.

#### Sonderformen unterirdischer Bahnhöfe
Etwa 50 Bahnhöfe weichen von dieser Regel ab. Oft sind es ehemalige Endstationen mit zwei Gleisen und einem Inselbahnsteig (z. B. Porte Dauphine), oder mit 3 Gleisen und zwei Bahnsteigen (z. B. Porte d’Orléans) oder sogar mit vier Gleisen (Château de Vincennes). Bei sehr breiten Bahnhöfen oder instabilem Untergrund wird eine Stützmauer hochgezogen, die das Gewölbe entlastet. Dabei wird die Bahnhofshalle in zwei Teile mit je einem Gleis und einem Bahnsteig getrennt (z. B. Porte de Versailles).

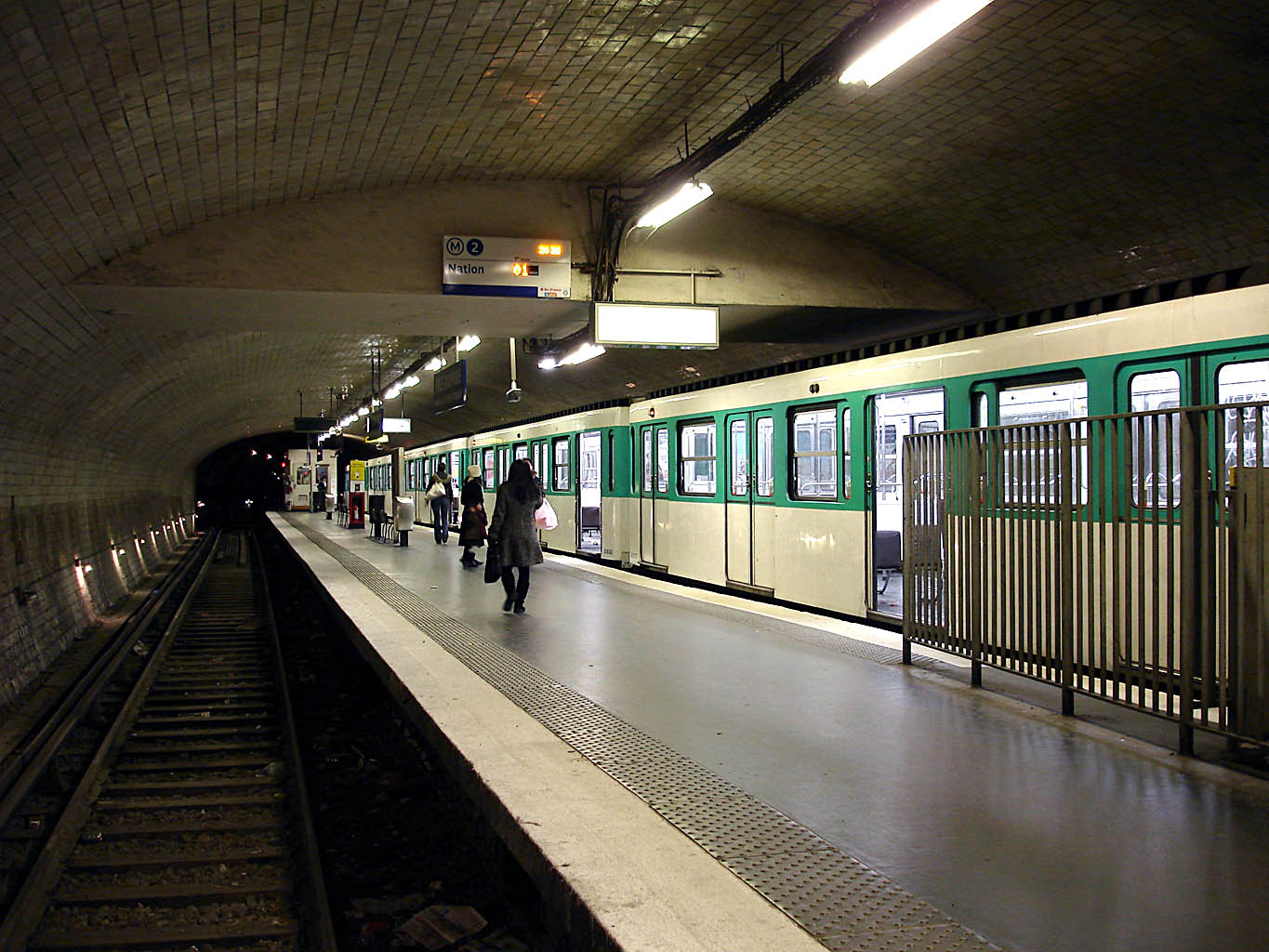
Porte Dauphine: Zwei Gleise mit Inselbahnsteig
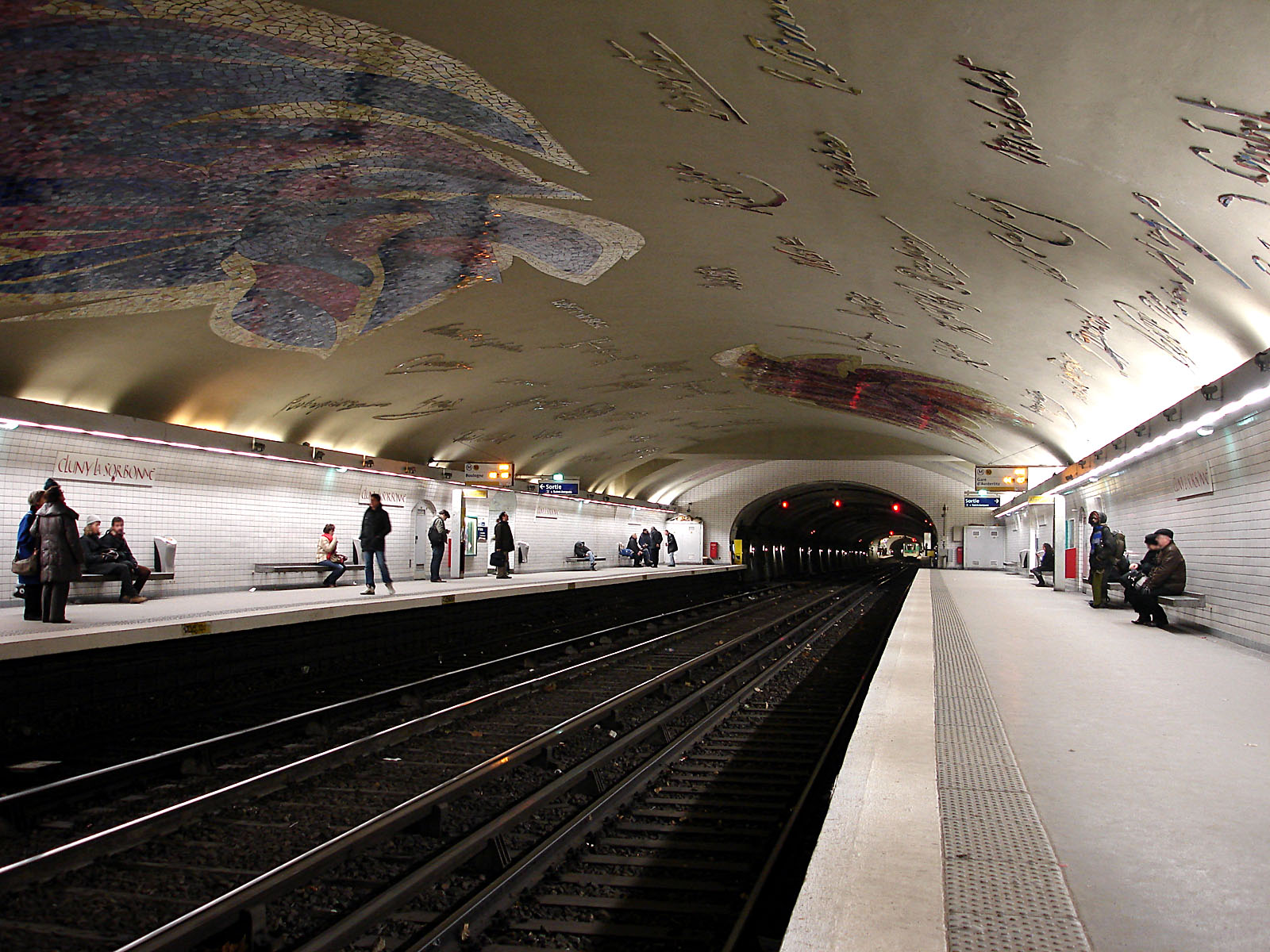
Cluny – La Sorbonne: Das Mittelgleis dient als Verbindungsstrecke zu einer anderen Linie
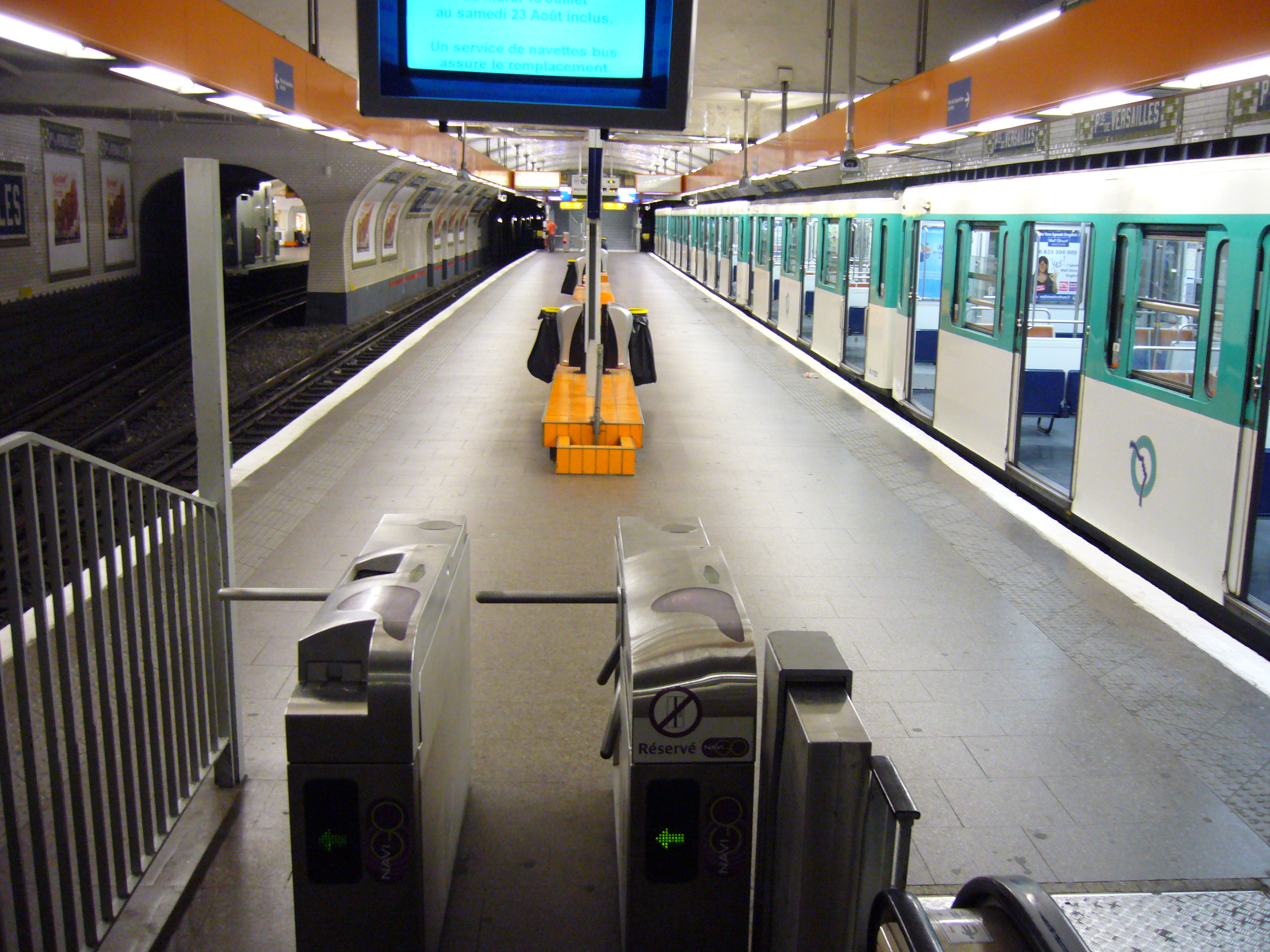
Porte de Versailles: Drei Gleise; Stützmauer zwischen den Gleisen; Bahnsteige gegeneinander verschoben
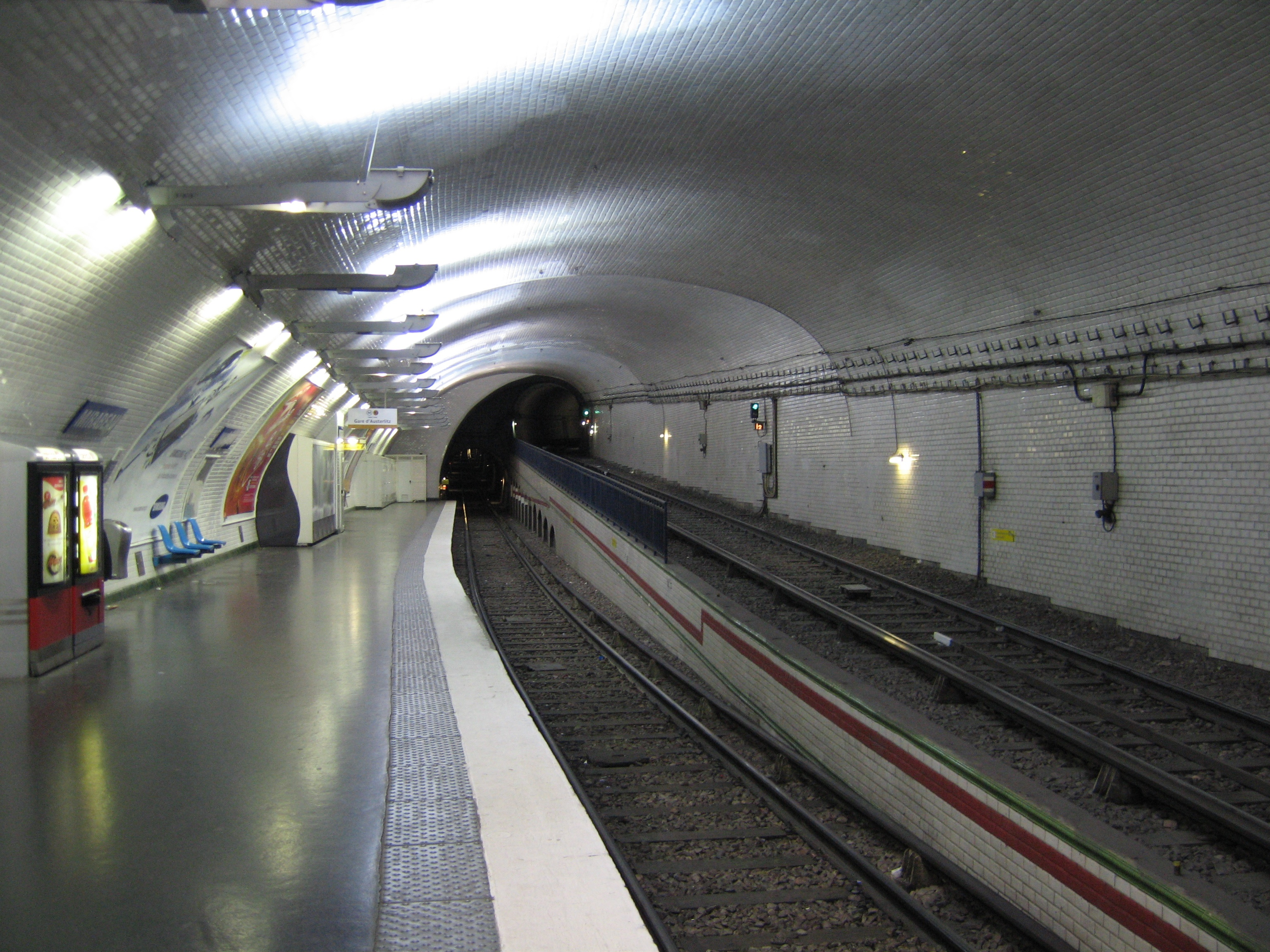
Mirabeau: Nur ein Seitenbahnsteig, Züge in westlicher Richtung passieren die Station ohne Halt auf einer Rampe
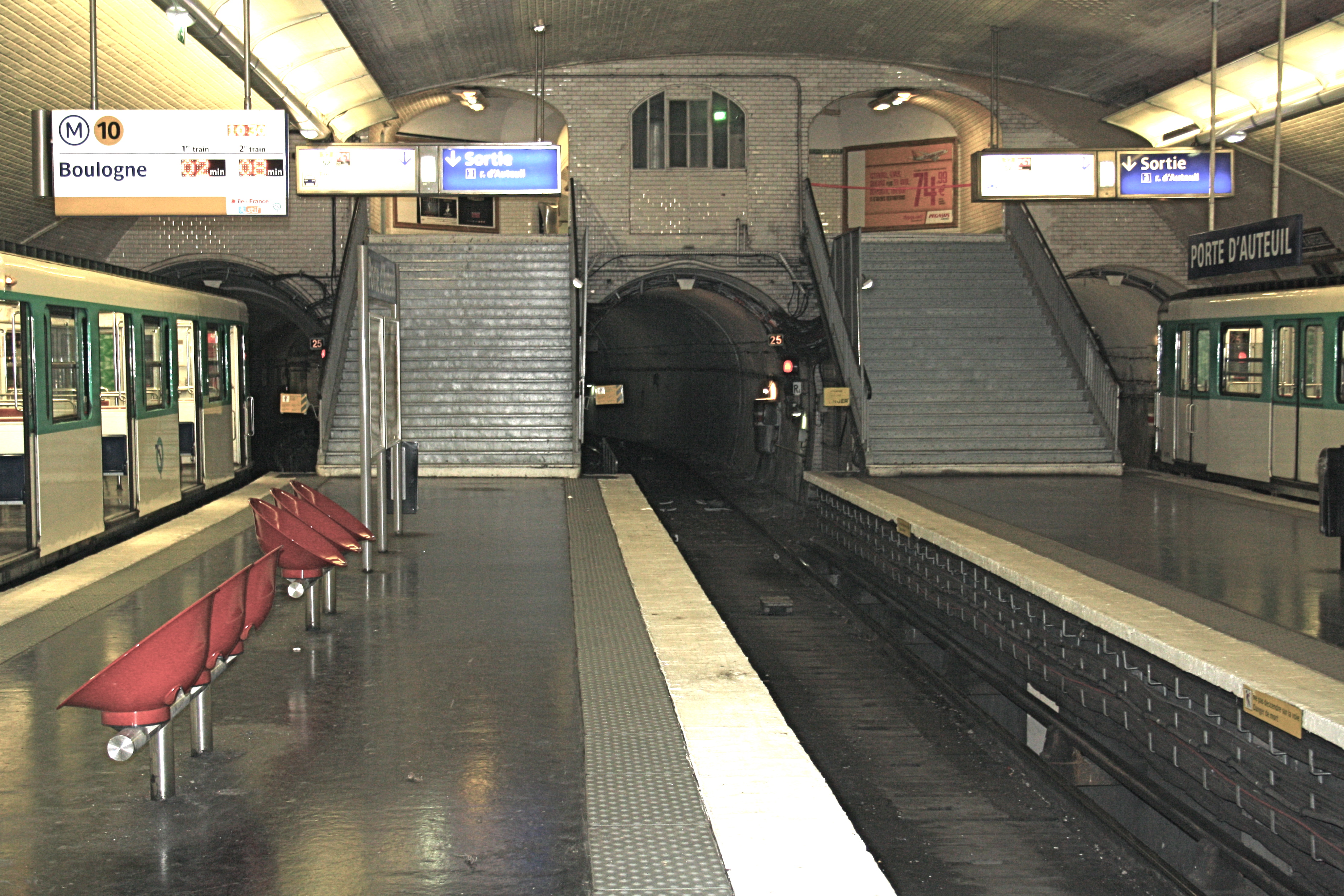
Porte d’Auteuil: Zwei Mittelbahnsteige an drei Streckengleisen

Die beiden Stationen Saint-Michel und Cité der Linie 4 entstanden in Senkkastenbauweise.

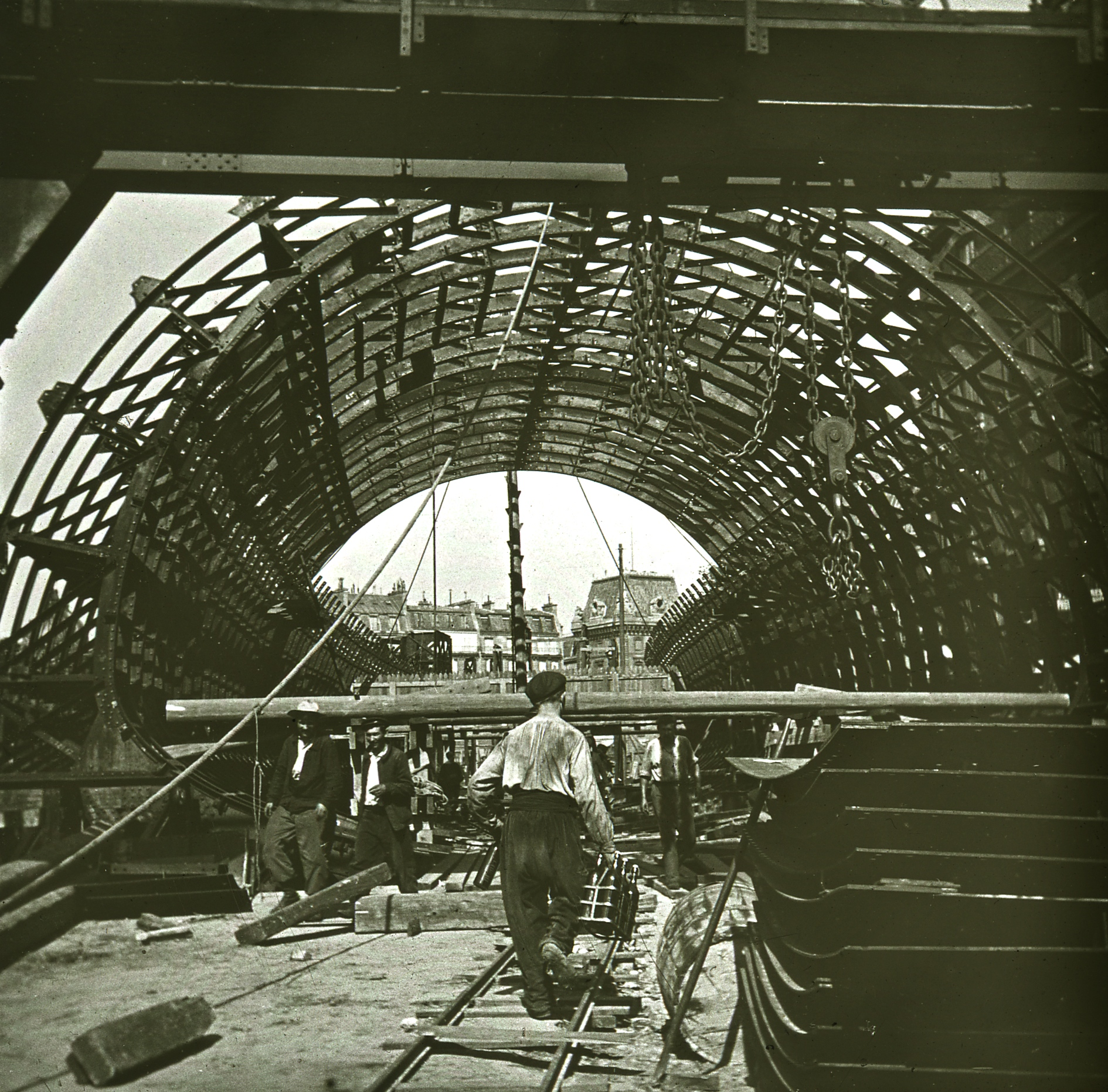
Bau des Hauptcaissons der Station Saint-Michel
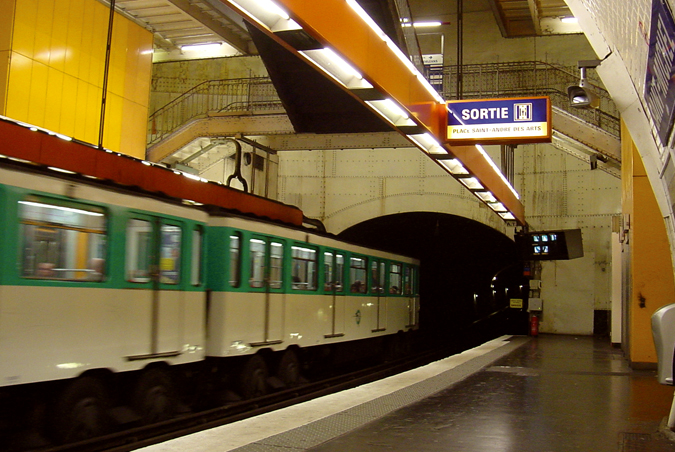
Zugangscaisson der Station Saint-Michel
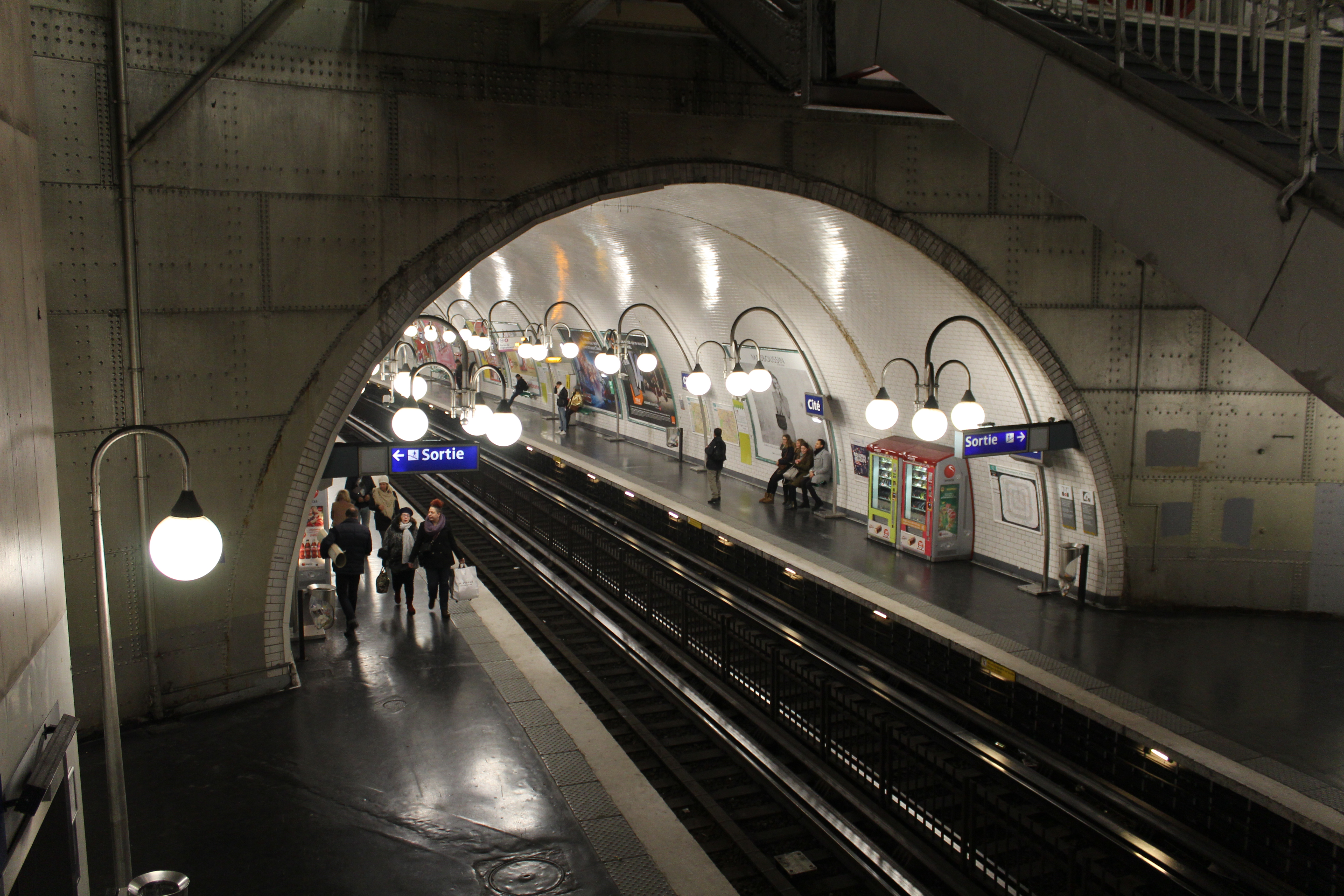
Station Cité

### Bahnhöfe in Hochlage
Bahnhöfe in Hochlage findet man vor allem auf den Linien 2 und 6. Jede Station ruht auf vier Längsträgern. Die beiden äußeren liegen auf Steinpfeilern auf, die beiden inneren auf zwei Reihen von Eisensäulen. An den vier Ecken jeder Station ragt je ein Pfeiler weit bis über das Dach hinaus. Diese Pfeiler haben keine tragende Funktion, sondern dienen rein der Ornamentik. Die oberirdischen Stationen der Linie 2 haben zwei Pultdächer, die jeweils nur den Bahnsteig überdecken. Bei der Linie 6 sind die Haltestellen mit einem gläsernen Satteldach versehen, das auch die Gleise überspannt.

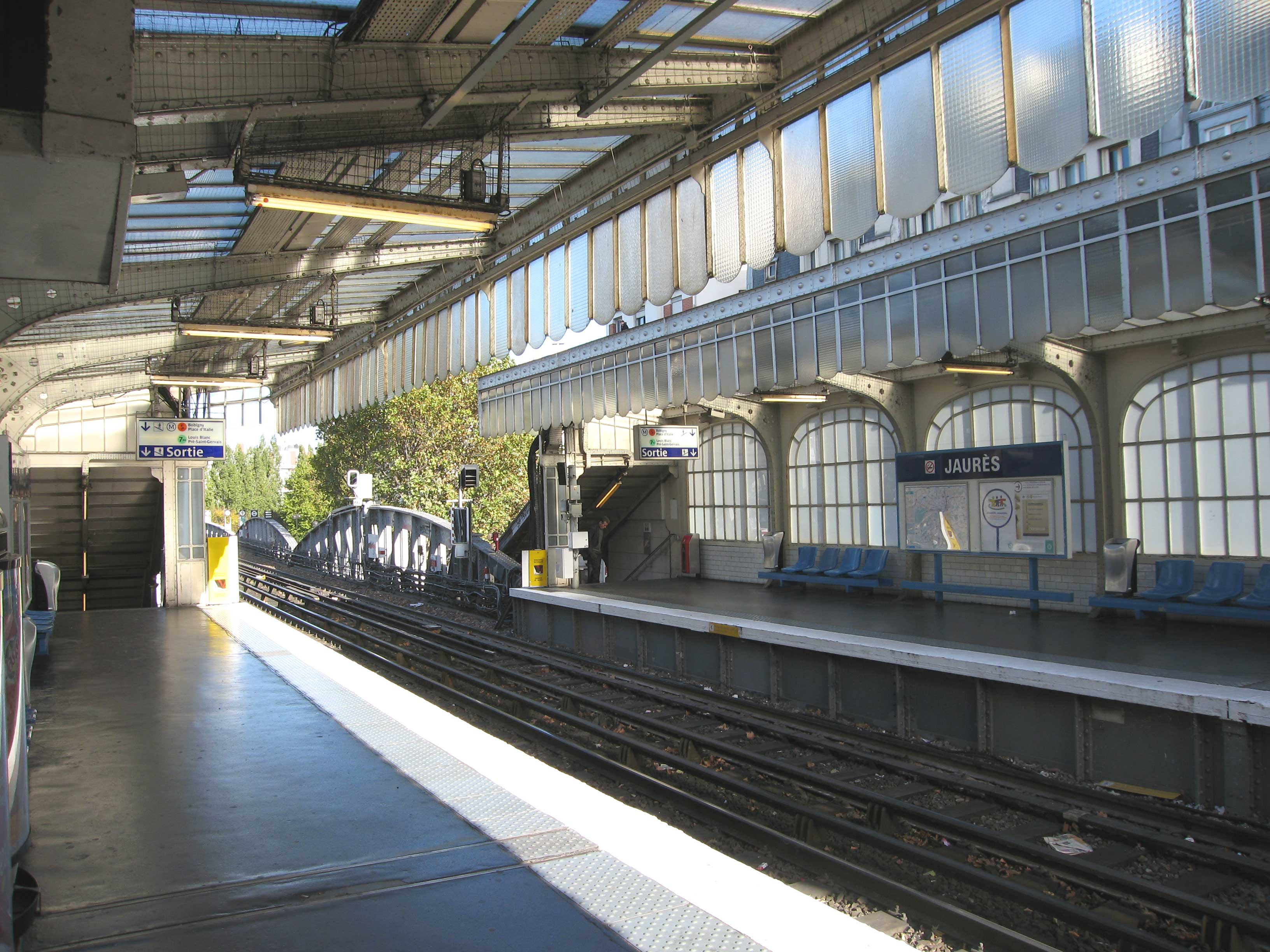
Station Jaurès der Linie 2: Wände verglast, Dach geht nur über Bahnsteige
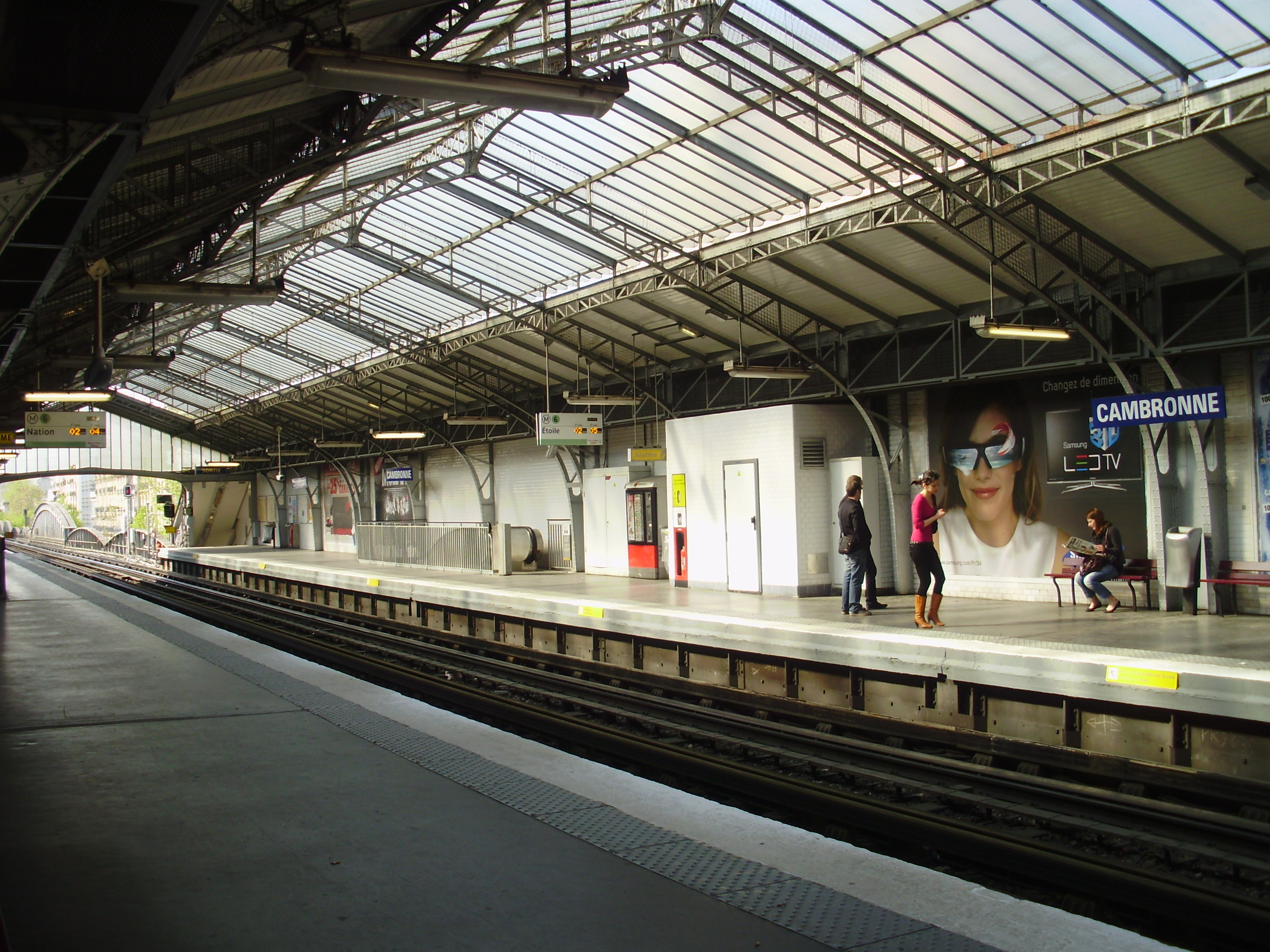
Station Cambronne der Linie 6: gemauerte Wände; Glasdach überspannt Bahnsteige und Gleise
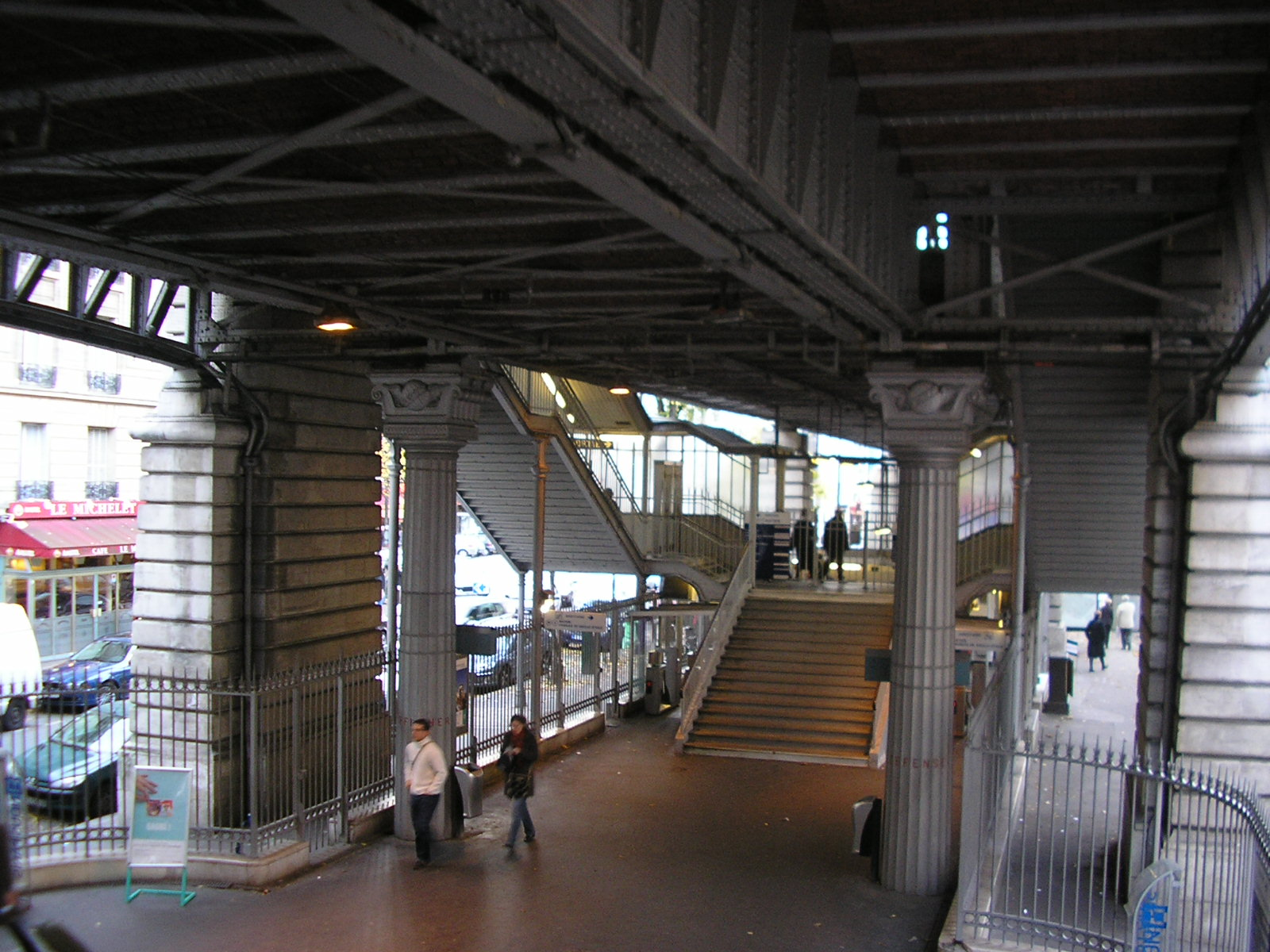
Treppenaufgang der Station Cambronne
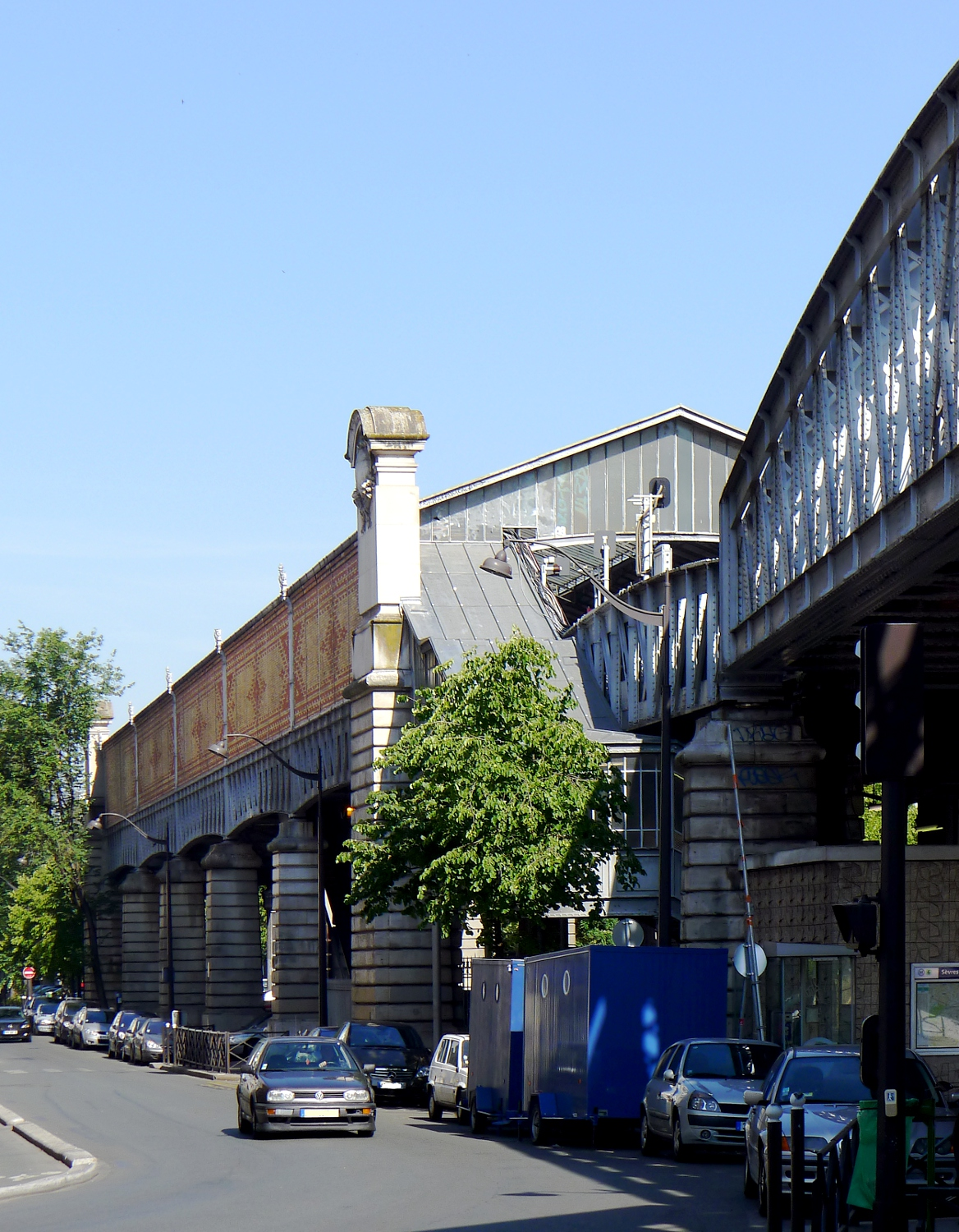
Sèvres-Lecourbe mit Zierpfeiler
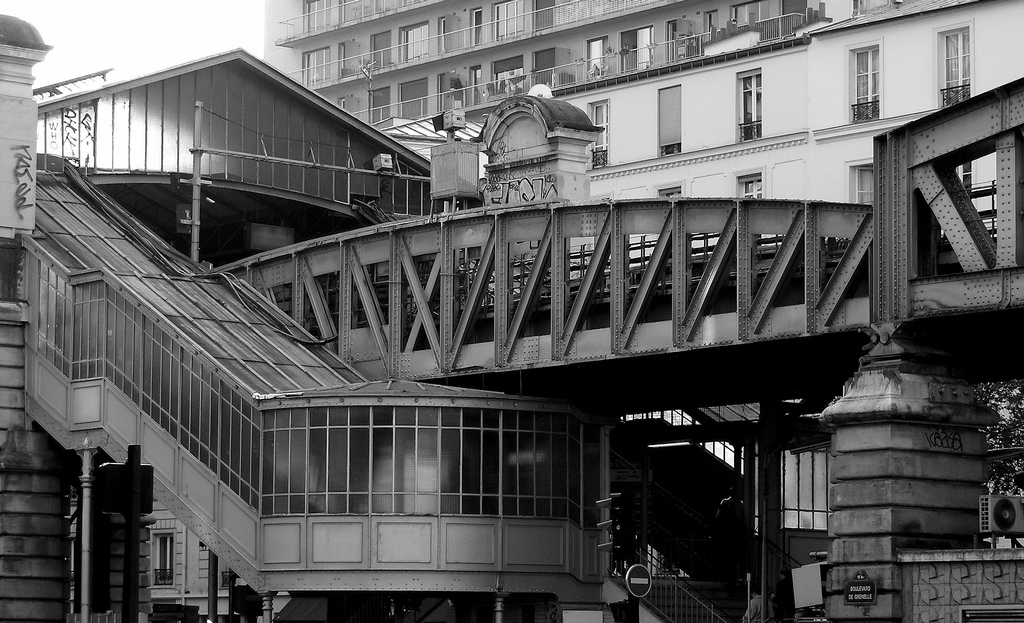
La Motte-Piquet mit Treppenaufgang

#### Moderne Bahnhöfe

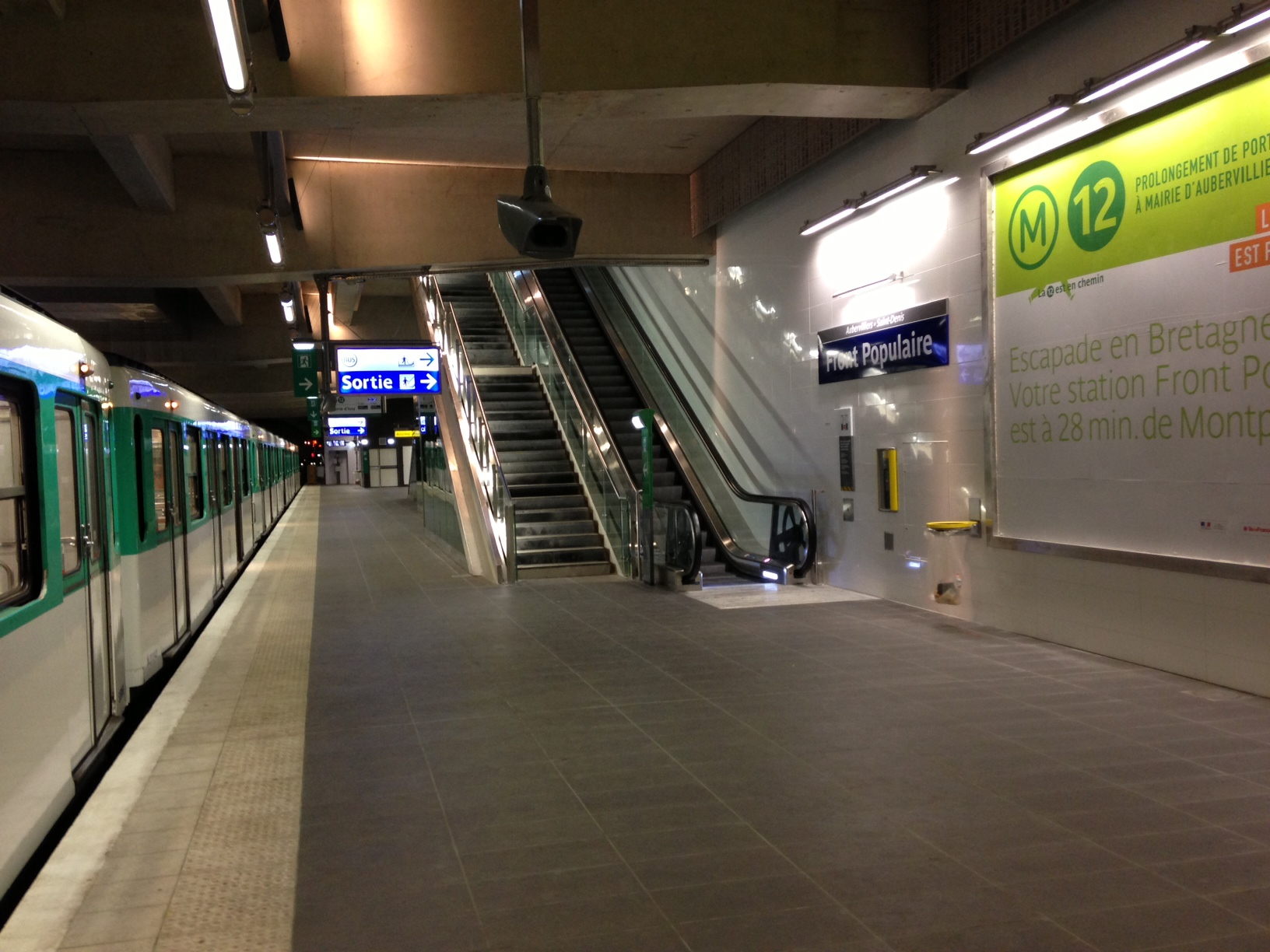
Großzügige Treppen und Rolltreppen in der Station Front Populaire

Bei den durch Streckenverlängerungen notwendigen neuen Stationen wird nach anderen Vorgaben gebaut: Es soll möglichst direkte Zugänge geben, also ohne verwinkelte Gänge, sondern mit langen Treppen und Rolltreppen und Personenaufzügen. Der Fahrgast soll auf möglichst geradlinigem Weg von der Straße zu den Bahnsteigen gelangen.

### Wenig und viel benutzte Stationen

#### Die zehn am stärksten frequentierten Stationen
Gezählt wurden die Fahrgäste, die direkt, d. h. über die Eingänge, die Metrostationen betraten. Der Umsteigebetrieb wurde nicht erfasst.
Besonders stark frequentiert sind natürlich erwartungsgemäß die Stationen an den großen Bahnhöfen und Stationen, die Zugang zu mehreren Linien bieten. 248 Stationen hatten mehr als 2 Millionen einsteigende Fahrgäste; nur an 12 Stationen wurden weniger als 1 Million einsteigende Fahrgäste gezählt.
Der Medianwert liegt bei 3,40 Millionen einsteigenden Fahrgästen, d. h. die Hälfte der Stationen hatte mehr Fahrgäste als der Medianwert angibt, die andere Hälfte weniger.
| Station                | Fahrgastaufkommen in Mio. (2011) | Zugang zu Stationen |
| ---------------------- | -------------------------------- | ------------------- |
| Gare du Nord           | 48,6                             | 4, 5                |
| Saint-Lazare           | 46,8                             | 3, 9, 12, 13, 14    |
| Gare de Lyon           | 35,5                             | 1, 14, RER A        |
| Montparnasse-Bienvenüe | 31,1                             | 4, 6, 12, 13        |
| Gare de l’Est          | 19,7                             | 4, 5, 7             |
| République             | 15,9                             | 3, 5, 8, 9, 11      |
| Bibliothèque           | 15,8                             | 14                  |
| Châtelet               | 14,4                             | 1, 4, 7, 11, 14     |
| La Défense             | 13,9                             | 1                   |
| Les Halles             | 13,1                             | 4                   |

#### Die zehn am wenigsten benützten Metrostationen
Wenig benützte Stationen liegen vor allem an den kurzen Strecken (3bis und 7bis).
| Station           | Fahrgastaufkommen in Mio. (2011) | Zugang zu Stationen |
| ----------------- | -------------------------------- | ------------------- |
| Eglise d’Auteuil  | 0,2                              | 10                  |
| Pelleport         | 0,4                              | 3bis                |
| Pointe du Lac     | 0,4                              | 8                   |
| Pré Saint-Gervais | 0,5                              | 7bis                |
| Buttes Chaumont   | 0,6                              | 7bis                |
| Bolivar           | 0,6                              | 7bis                |
| Chardon-Lagache   | 0,6                              | 10                  |
| Danube            | 0,7                              | 7bis                |
| Porte d’Auteil    | 0,7                              | 10                  |
| Falguière         | 0,9                              | 12                  |

## Von der Straße bis hinab (hinauf) zu den Bahnsteigen

### Hinweisschilder und -maste

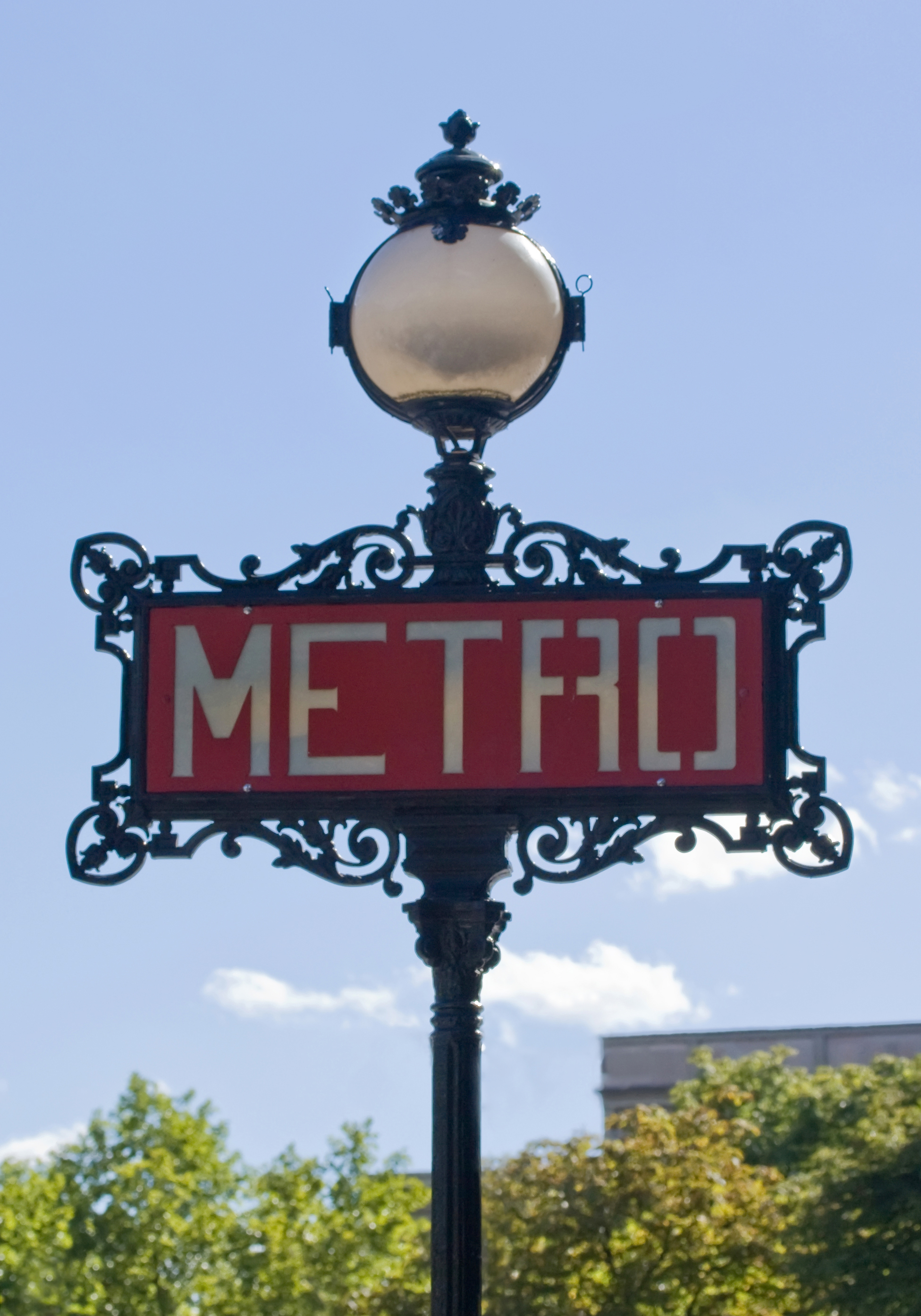
Kandelaber des Typs Val d’Osne an der Station Iéna

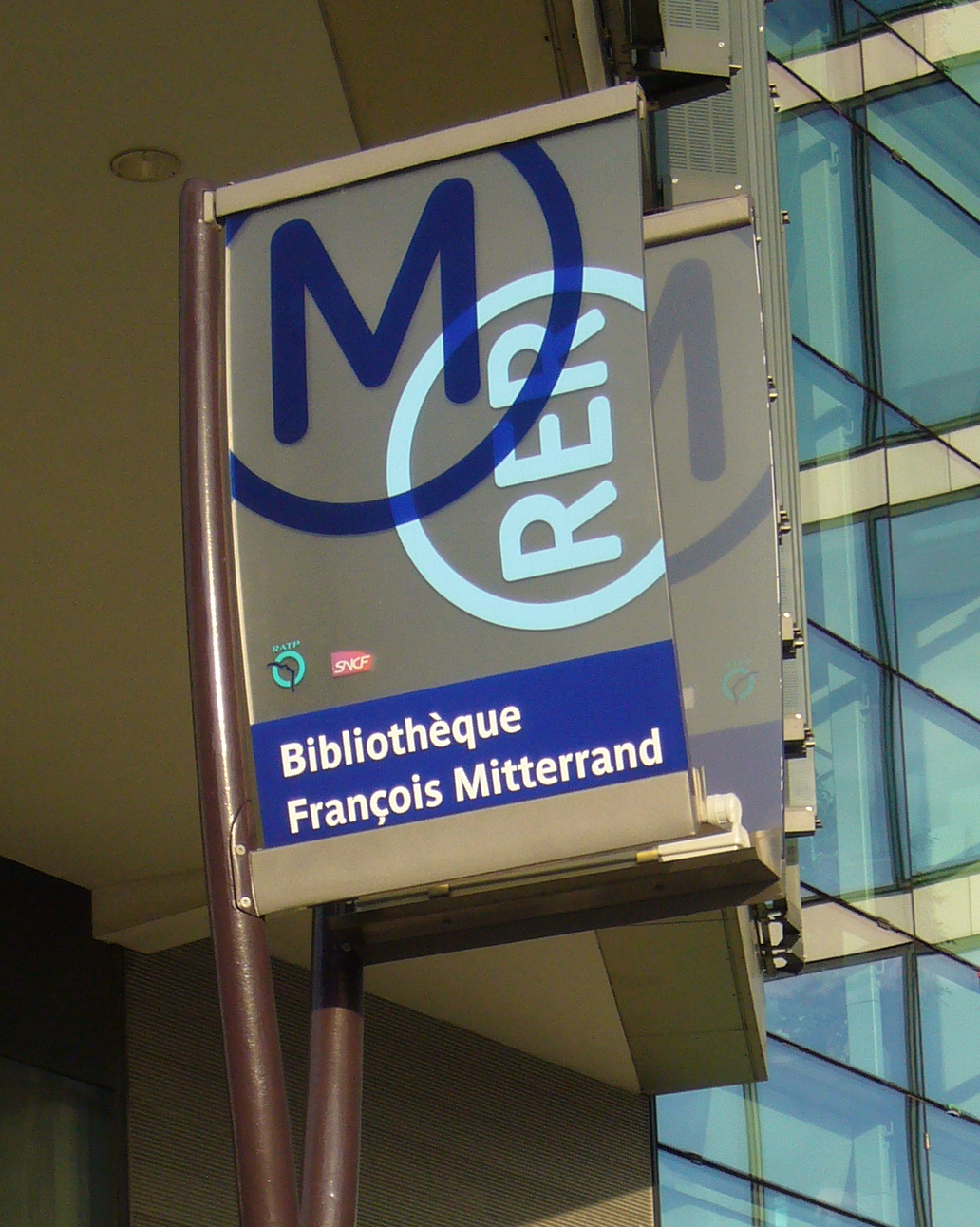
Hinweistafel für die Linie 14, um 2000

Da die flachen Eingänge zu den Métrostationen wenig auffällig sind, wurden schon in der Anfangszeit Schilder (nachts oft beleuchtet) auf eisernen Masten angebracht, die dem Suchenden den Weg finden halfen. Diese Kombination Mast + Schild werden in Frankreich oft als „Totem“ bezeichnet. Nachdem die Zugänge zu den unterirdischen U-Bahnhöfen zunächst weitgehend von Hector Guimard gestaltet worden waren, wurde an der Station Saint-Michel 1909 erstmals ein Mast des Typs Val d’Osne aufgestellt. Diese Kandelaber tragen unter einer kugelförmigen Leuchte ein rotes Schild mit der Aufschrift METRO. Im Lauf der Jahrzehnte änderte sich das Erscheinungsbild der Hinweismaste und -schilder ebenso wie die verwendeten Materialien.
In den frühen 1930er Jahren erhielten die Zugänge neuer Stationen von Adolphe Dervaux im Stil des Art déco entworfene Kandelaber. Sie ähnelten den Val-d’Osne-Masten, waren aber weniger verziert. Versuchsweise waren sie erstmals 1928 am U-Bahnhof Richelieu – Drouot aufgestellt worden, zunächst zeigte das von innen beleuchtete, rote Schild, den Schriftzug PIETONS (Fußgänger).
Maste, die ein gelbes „M“ in einem Doppelkreis tragen, stammen aus den 1950er Jahren. Der erste Mast dieser Art wurde 1956 an der Station Sully – Morland aufgestellt. In den 1970er Jahren wurden diese Masten zum Standard.
In den 1960er Jahren wurde ein Modell eingeführt, das an eine Rundfunkantenne erinnern sollte. Der Schriftzug METRO erscheint auf der Spitze eines Masts innerhalb zwei angedeuteter Radiowellen. Nur wenige Zugänge wurden damit ausgestattet.

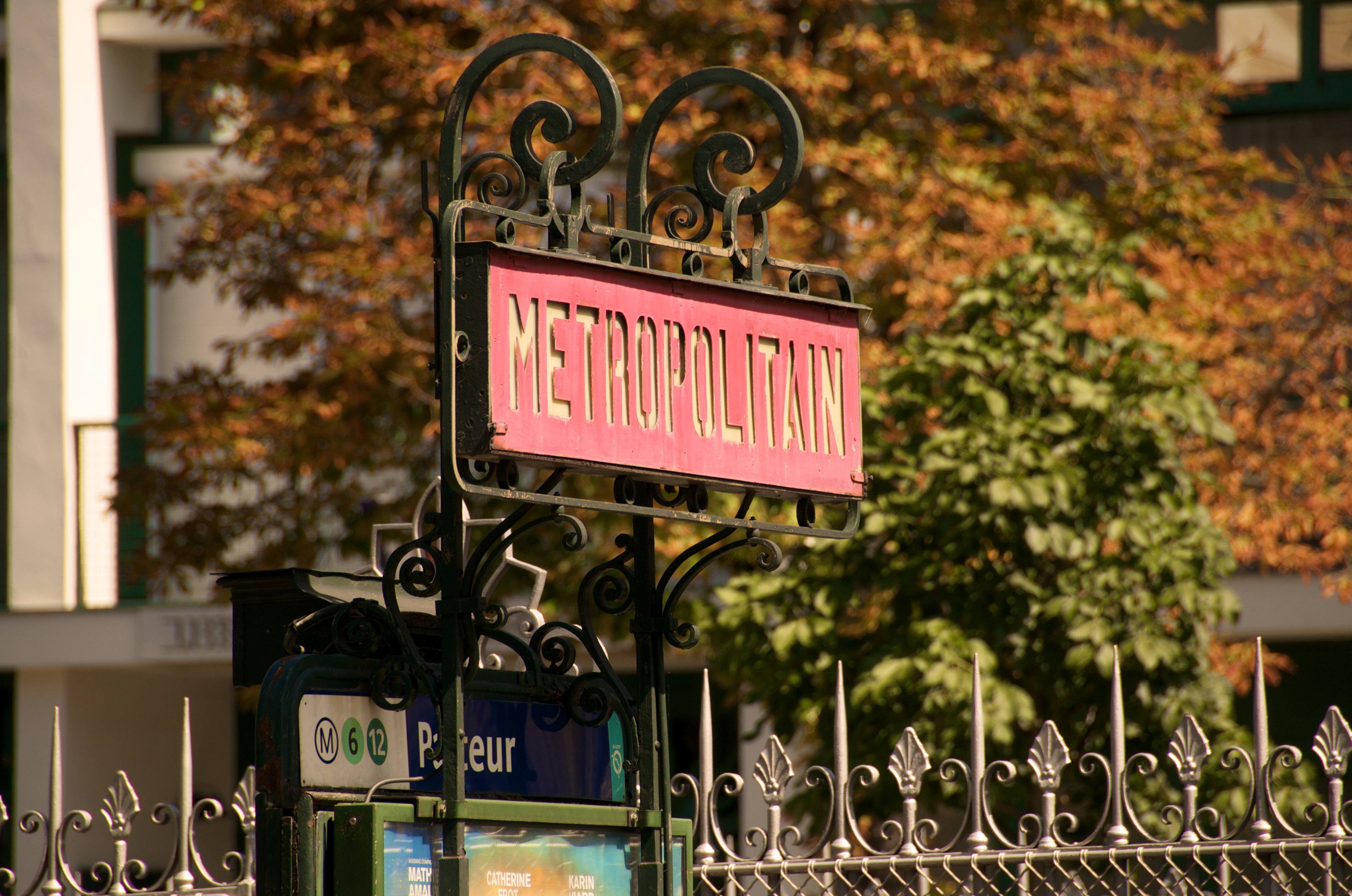
Schild des Nord-Sud (Station Pasteur), die ursprüngliche Beschriftung war NORD-SUD
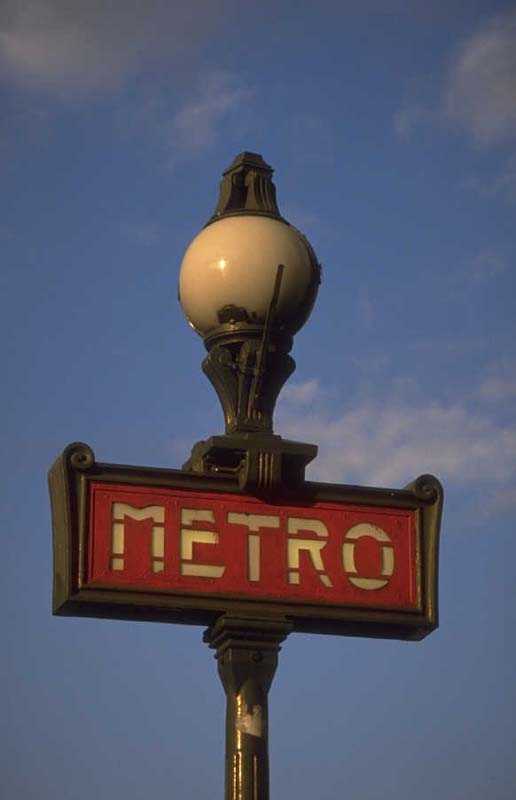
Von Adolphe Dervaux im Stil des Art déco entworfener Kandelaber
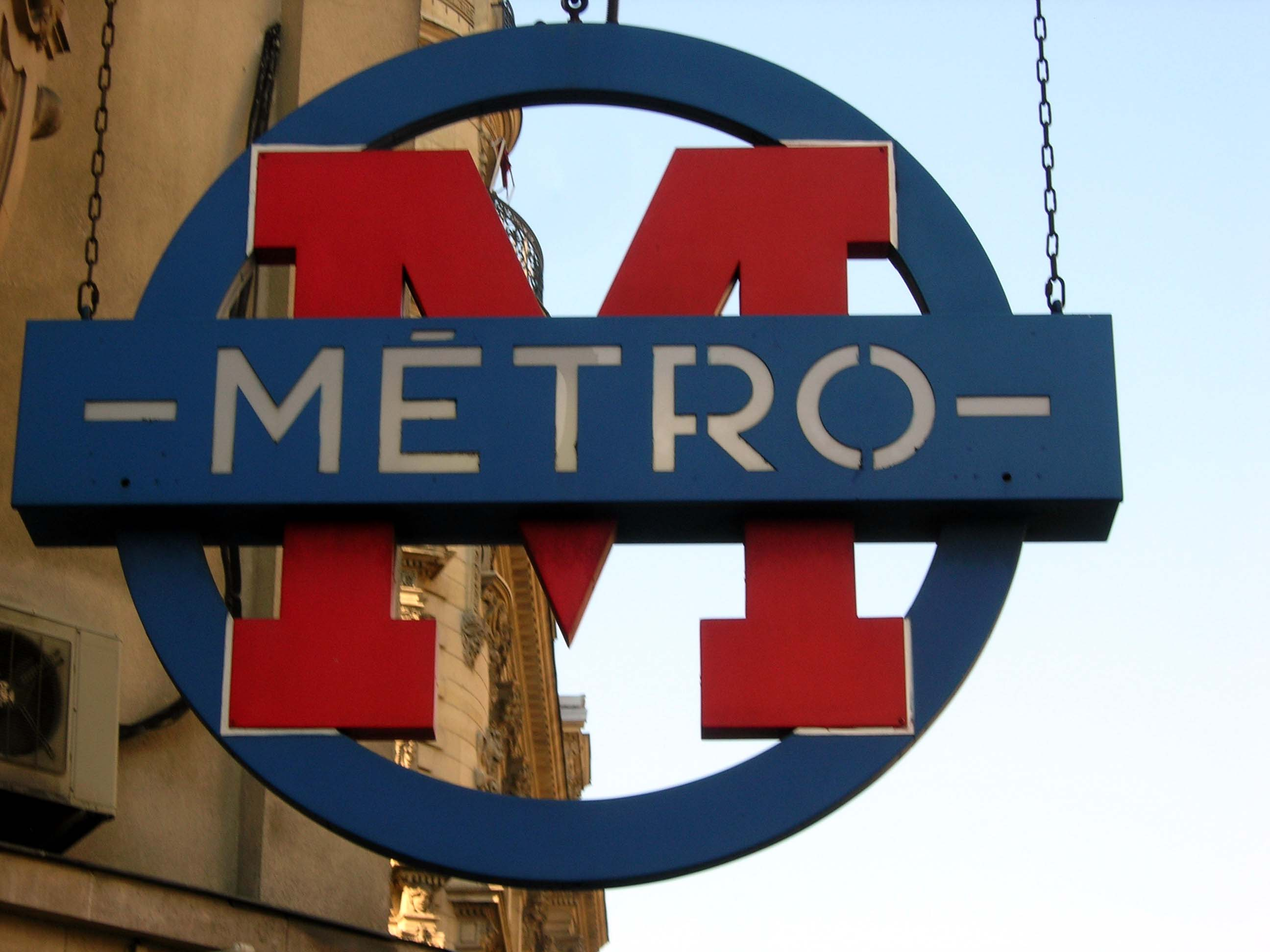
1936 eingeführtes Hinweisschild
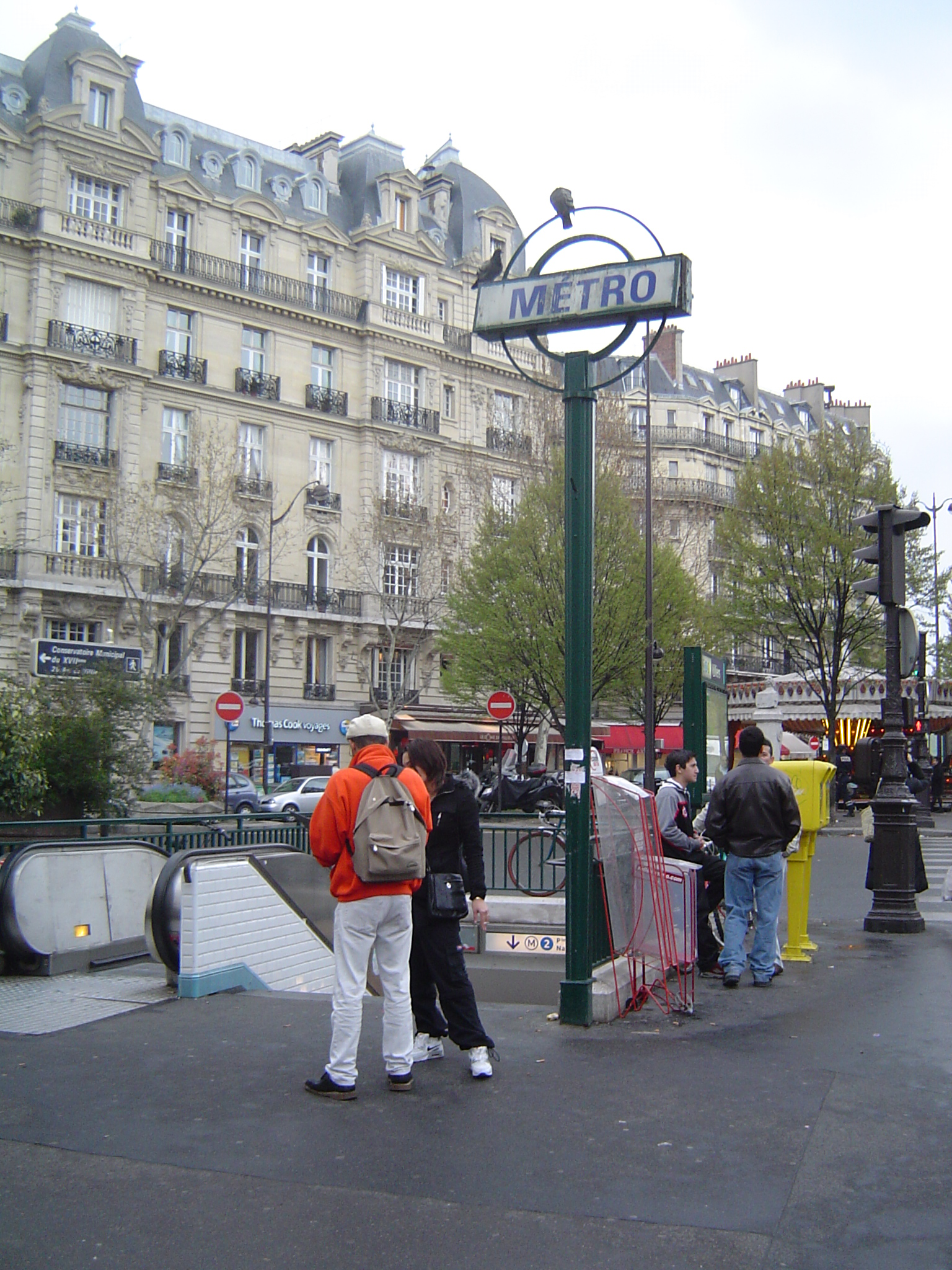
Mast mit Schild Typ Rundfunkantenne am U-Bahnhof Villiers, 2006
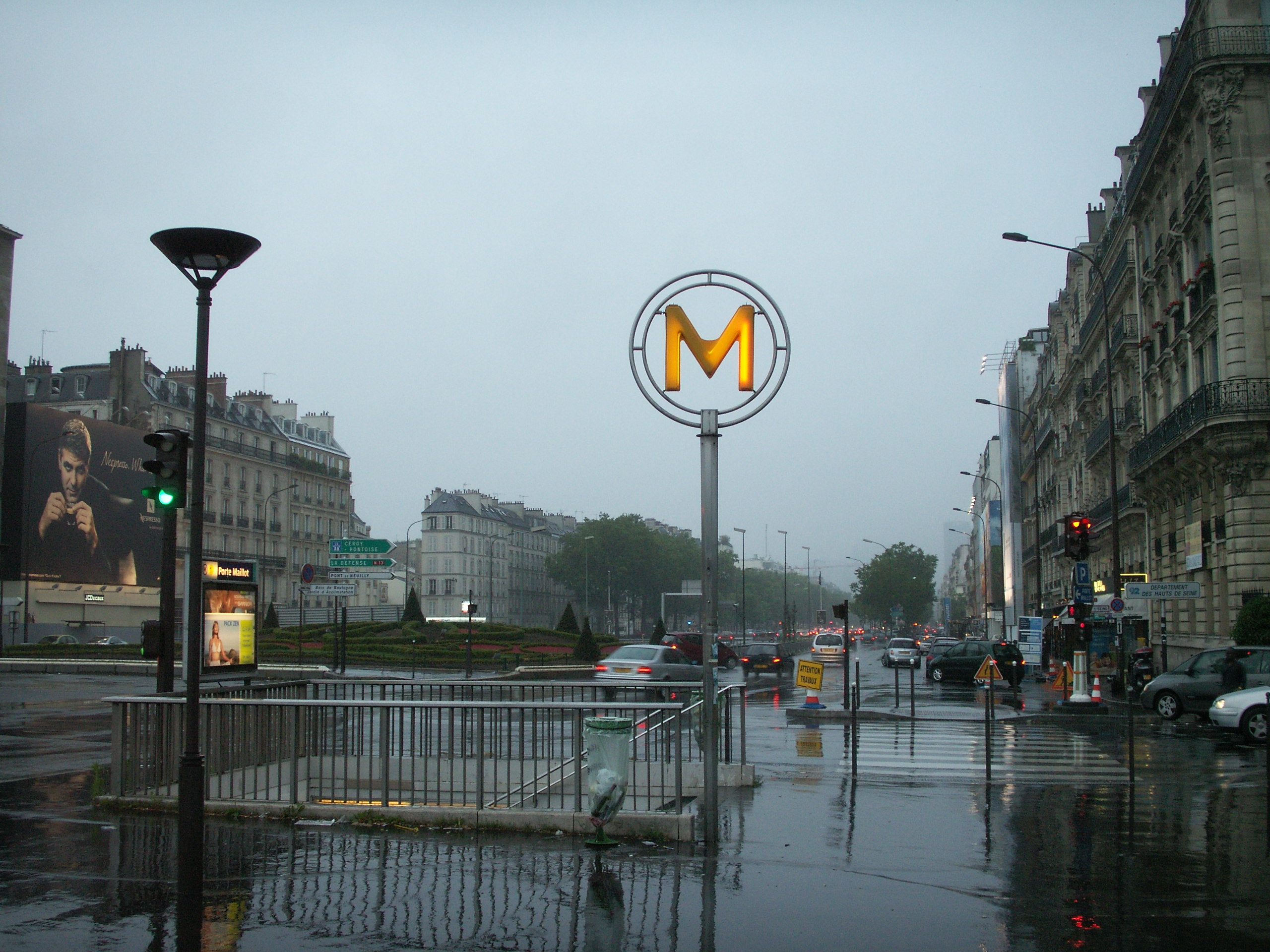
Mast mit gelbem M, in den 1950er Jahren eingeführt

### Die Eingänge: weltberühmt durch Hector Guimard

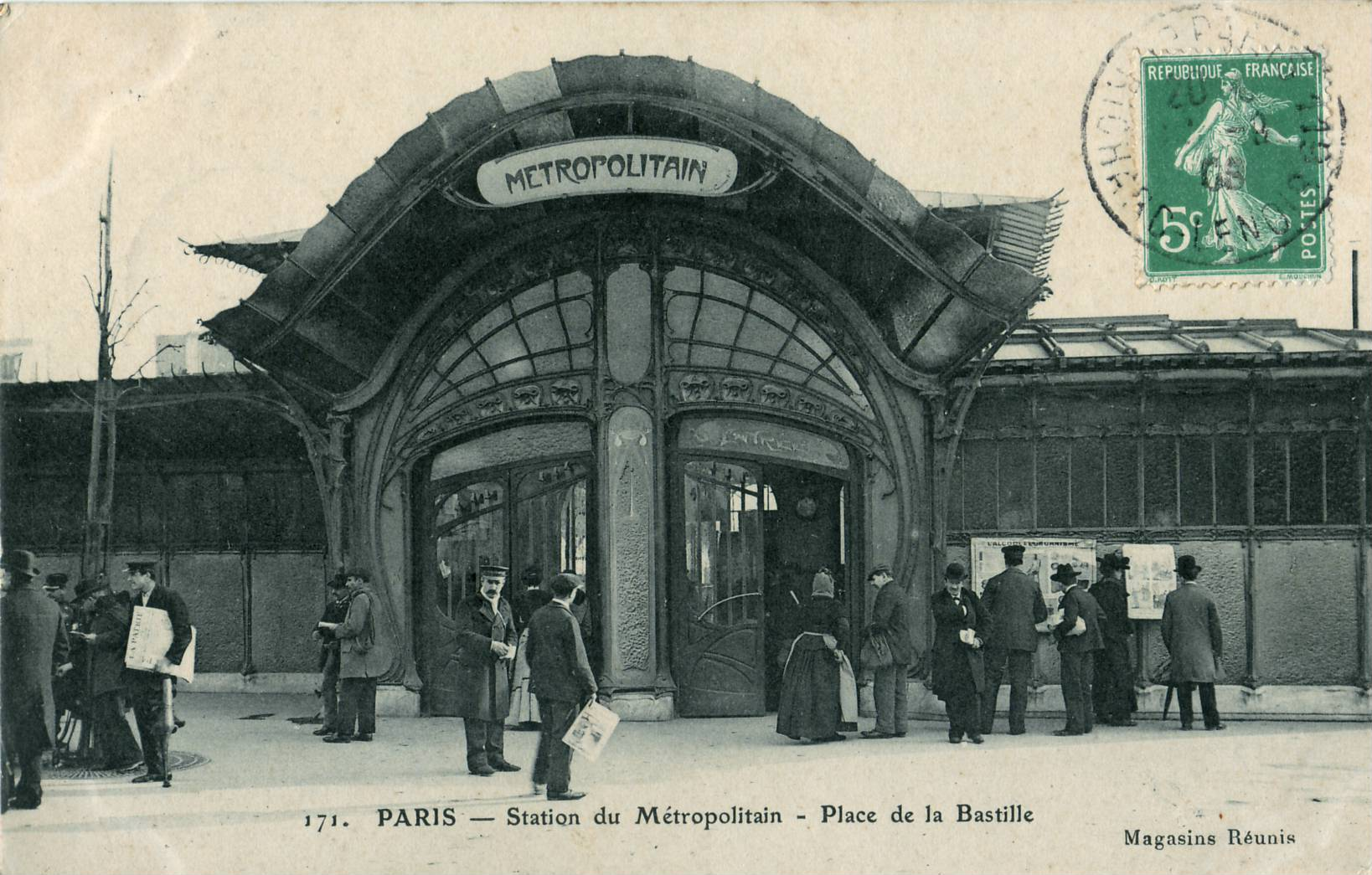
Von Guimard entworfener Eingangspavillon der Station Bastille, 1962 abgerissen

Im Rahmen des Baus der ersten Metrolinien wurde schon 1899 von der CMP ein Wettbewerb zur Gestaltung der Eingangsbereiche ausgeschrieben. Sie sollten einen nachts beleuchteten Schriftzug auf- und deutlich sichtbar auf die Chemin de fer métropolitain hinweisen.
Da die eingehenden Vorschläge nicht zufriedenstellend waren, wurde der Jugendstilarchitekt Hector Guimard um Vorschläge gebeten. Zwischen 1900 und 1912 werden 141 Metrozugänge nach seinen Entwürfen gestaltet. Davon haben 86 Elemente, verteilt auf 66 Stationen überlebt. 4 von ihnen wurden bereits 1965 unter Denkmalschutz gestellte. Die restlichen wurden 1978 in das Zusatzverzeichnis der Monuments historiques aufgenommen.
Bereits um 1910 wurden die Guimard-Decors als nicht mehr zeitgemäß erachtet. Bei zahlreichen Zugängen wurden sie ersetzt; so behielt beispielsweise der Südzugang der Station Pasteur zwar die von Guimard entworfenen Geländer, wies jedoch jahrzehntelang einen Kandelaber des Typs Dervaux auf. Nach der Guimard-Zeit wurden die Eingänge einfacher gestaltet, manchmal erhielten sie auch ein kleines selbstständiges Gebäude oder wurden – bei Platzmangel – im Erdgeschoss größerer Gebäude eingebaut.

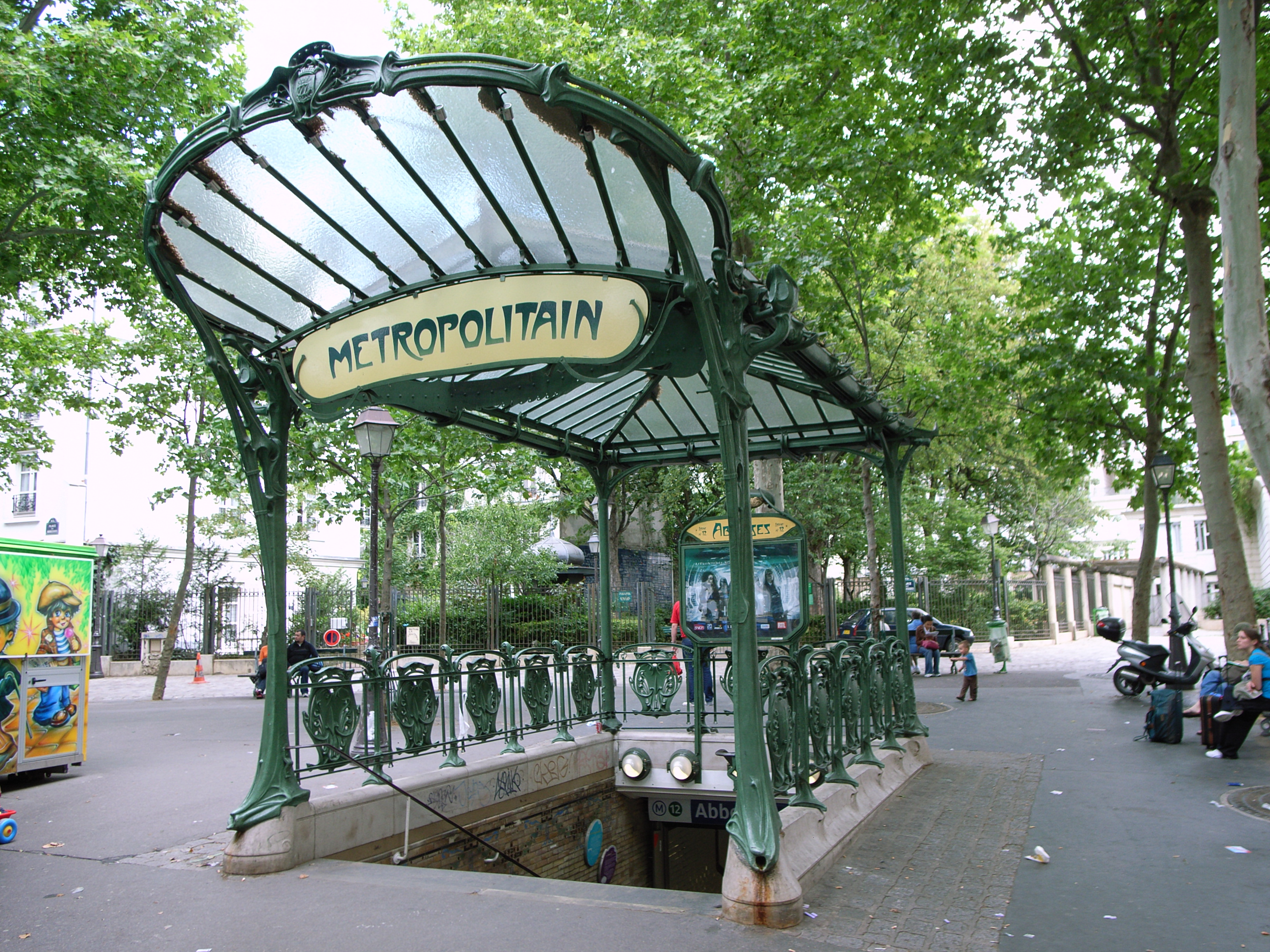
Überdachter Eingang zur Station Abbesses, Entwurf von Guimard
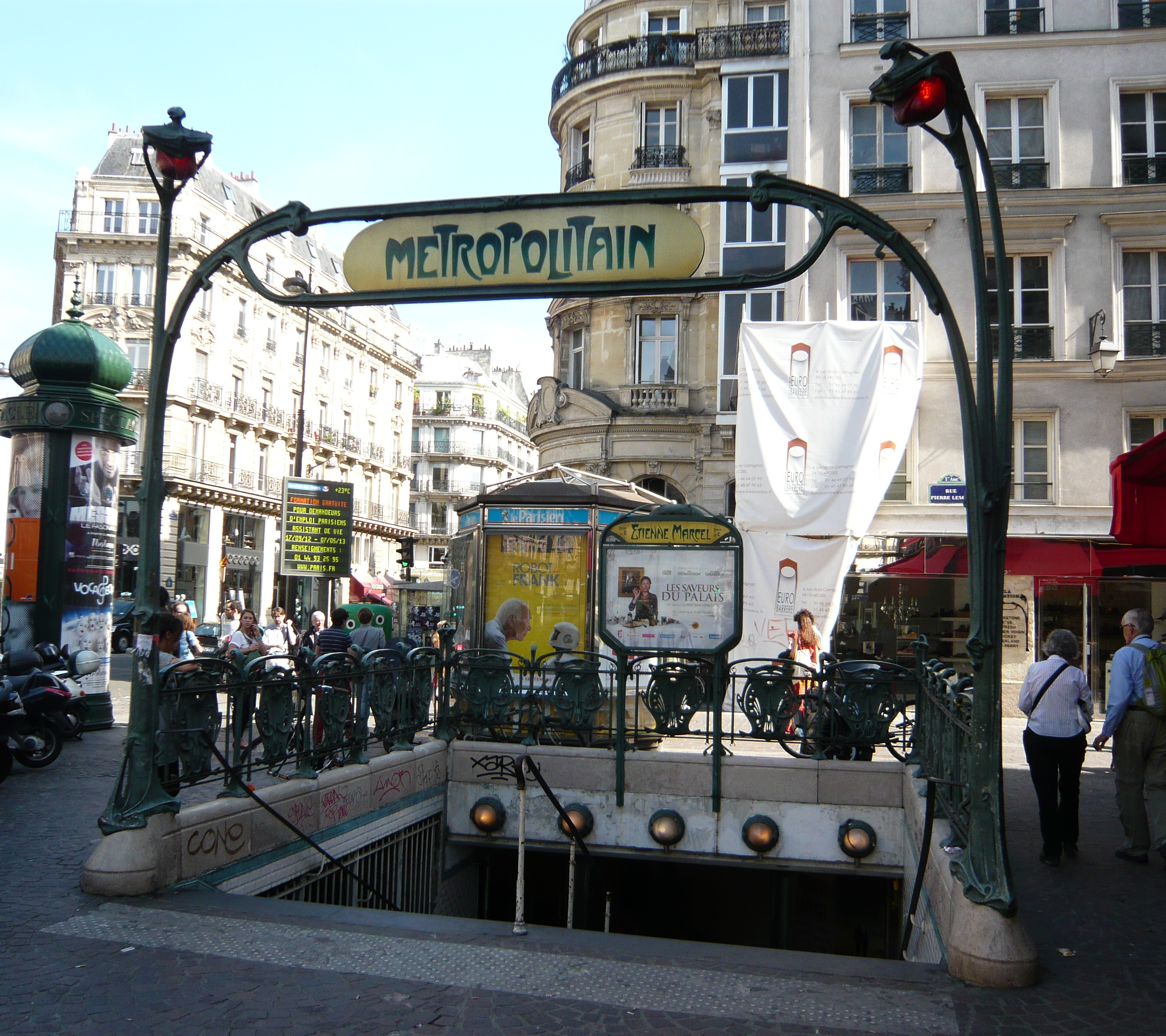
… auch ein echter Guimard: Eingang zur Station Étienne Marcel
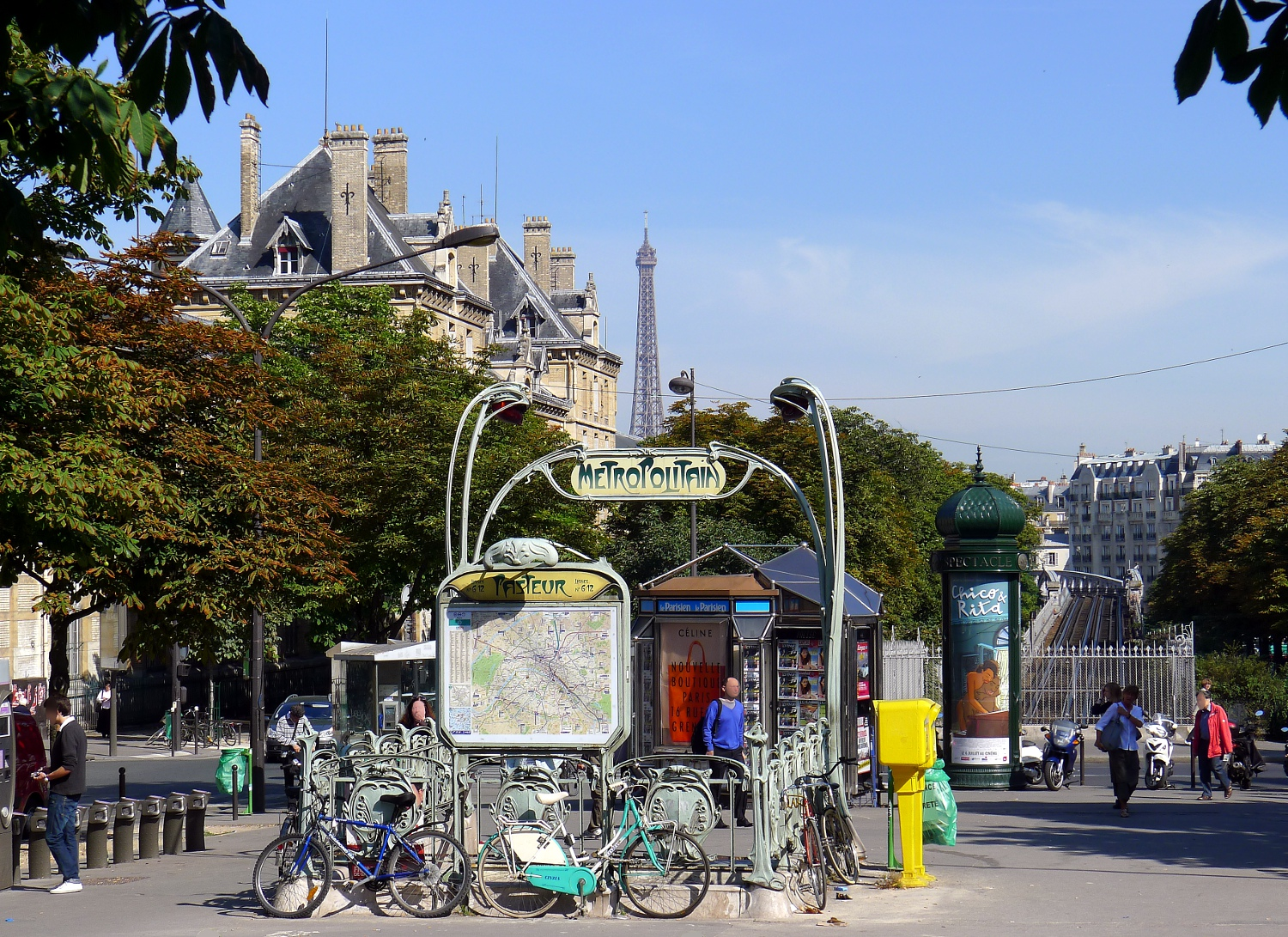
Der Südzugang der Station Pasteur mit wiederhergestellten Guimard-Kandelabern

### Weitere Bauformen von Zugängen

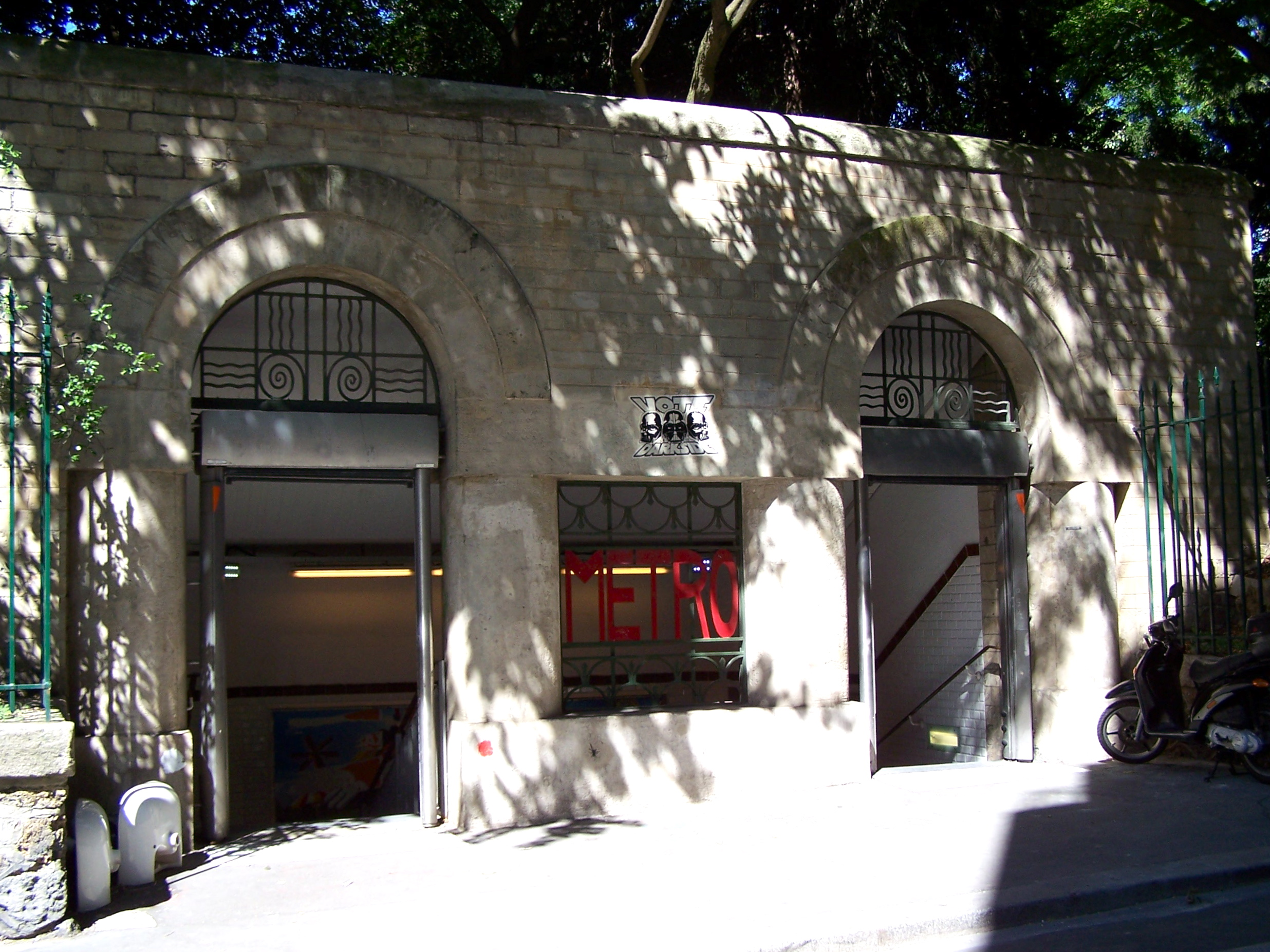
Eingang zur Station Place Monge
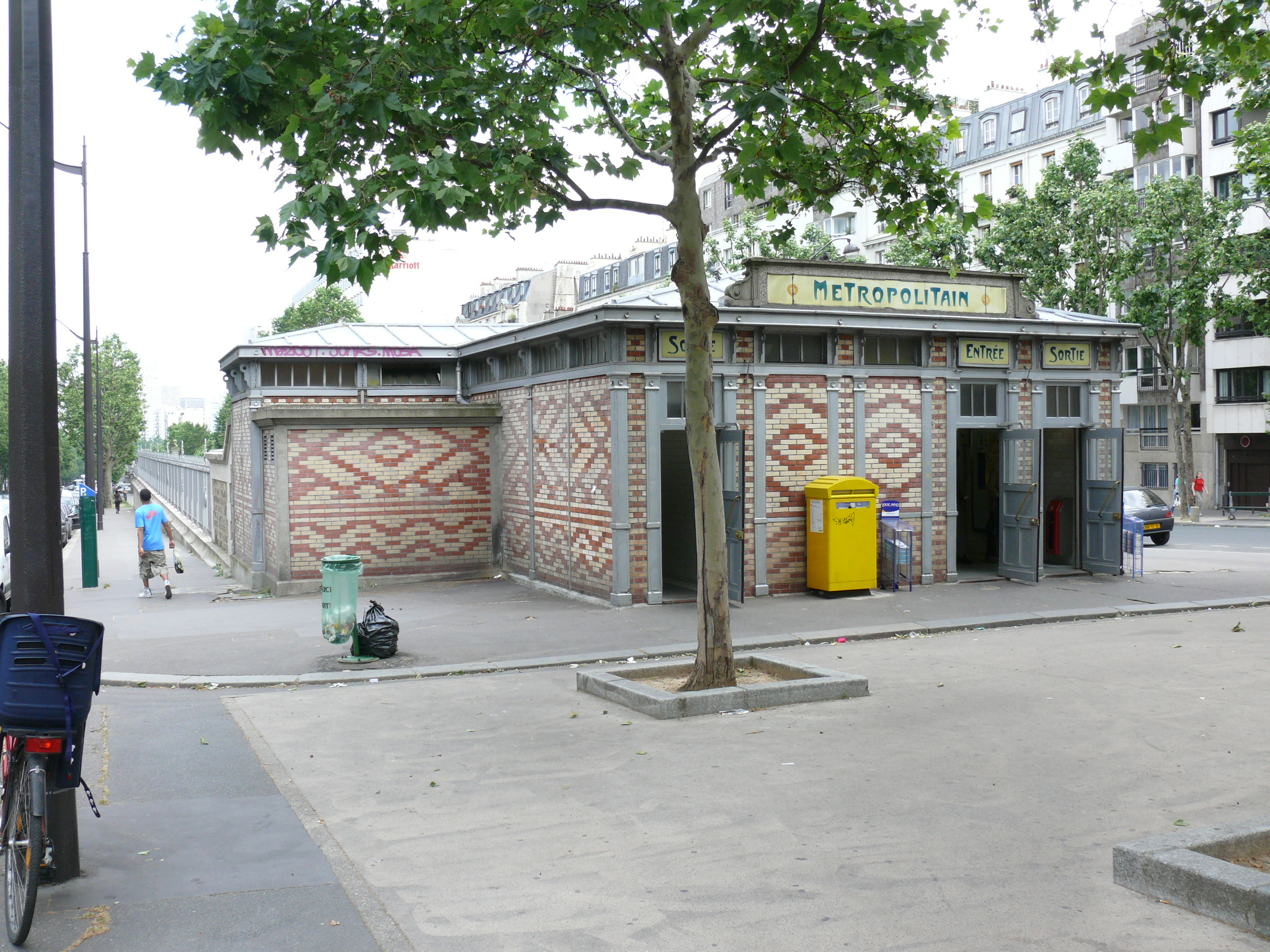
Station Saint-Jacques
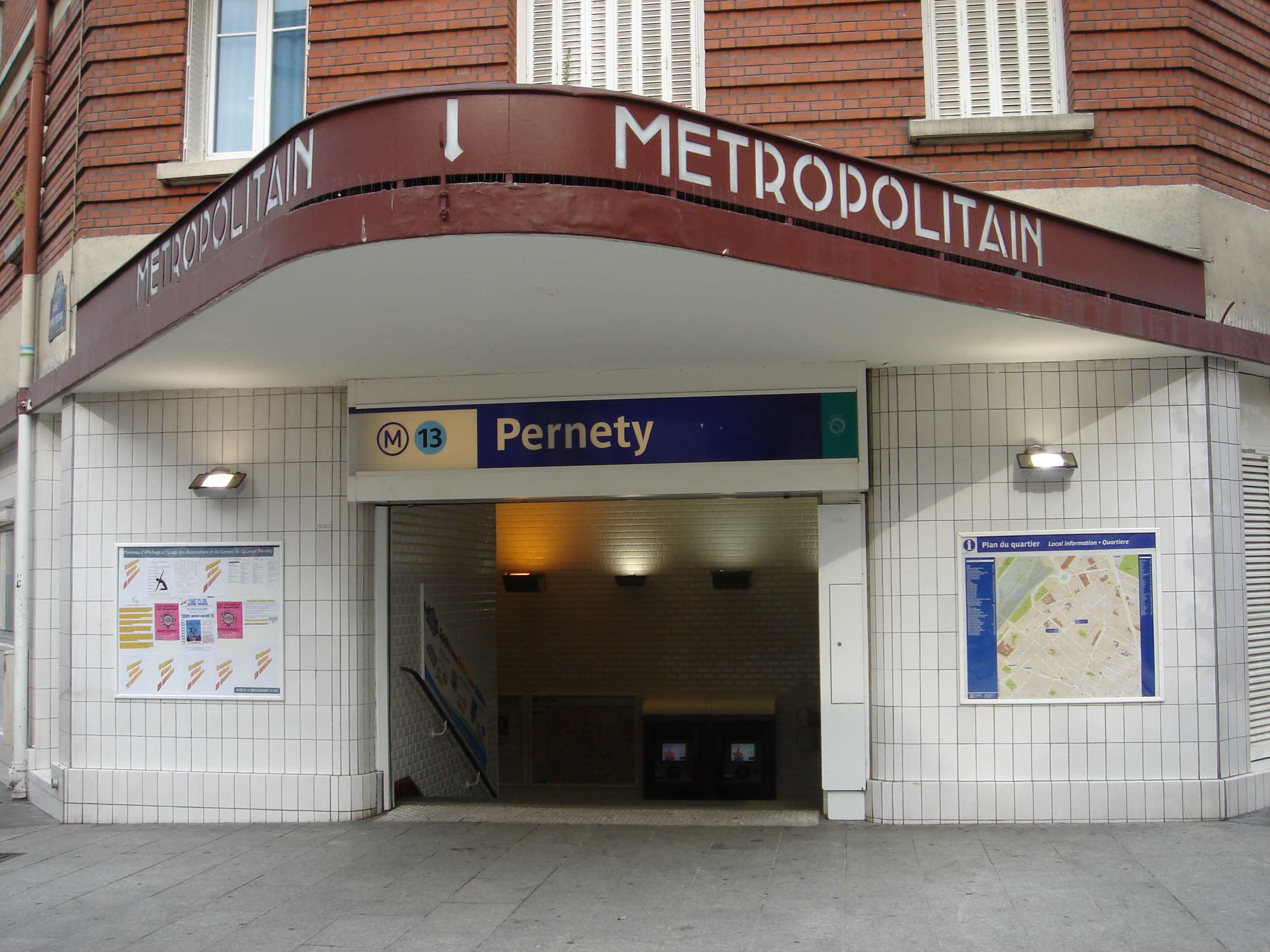
Station Pernety
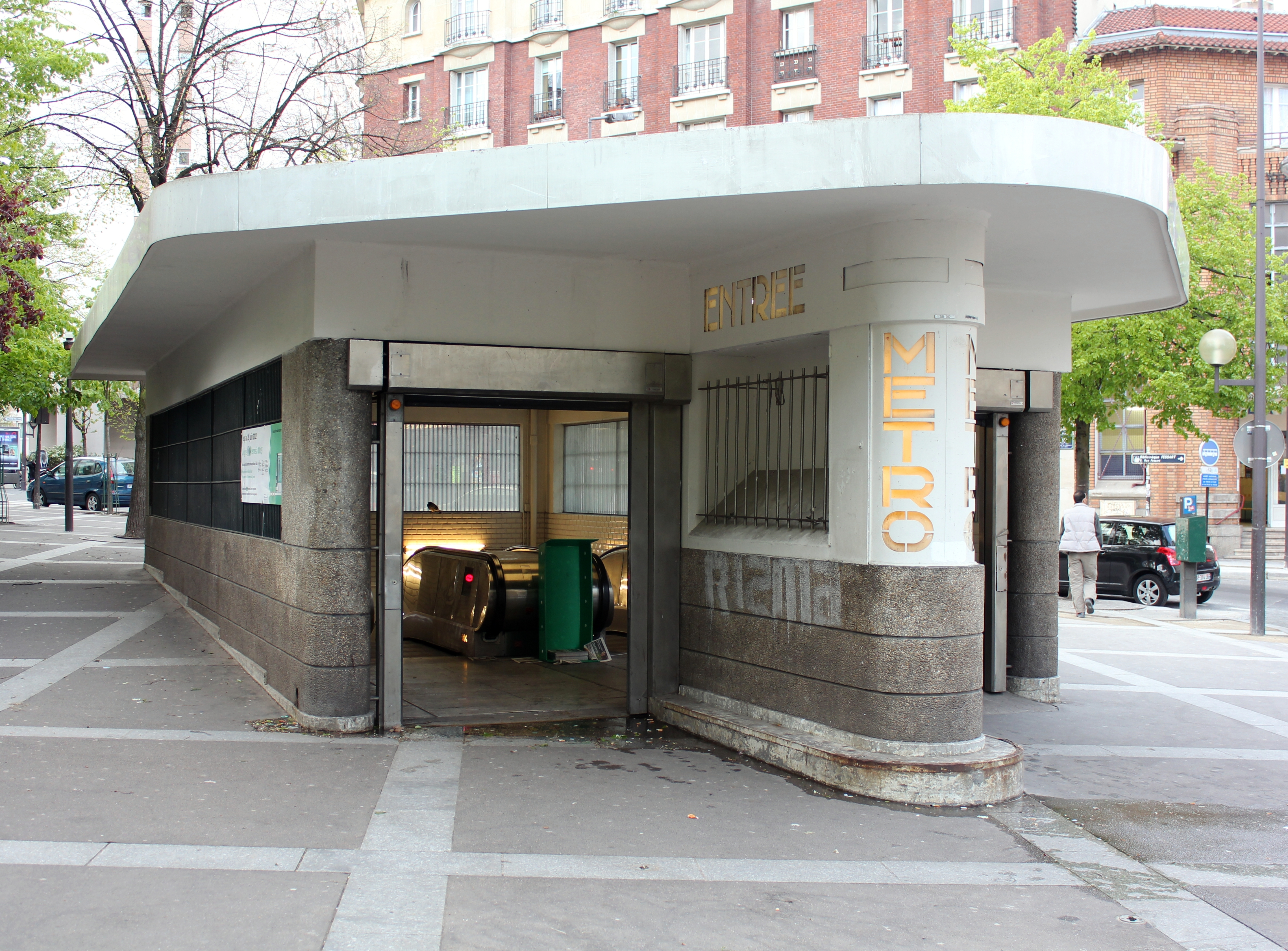
Place des Fêtes: Zugangsbauwerk im Stil des Art déco
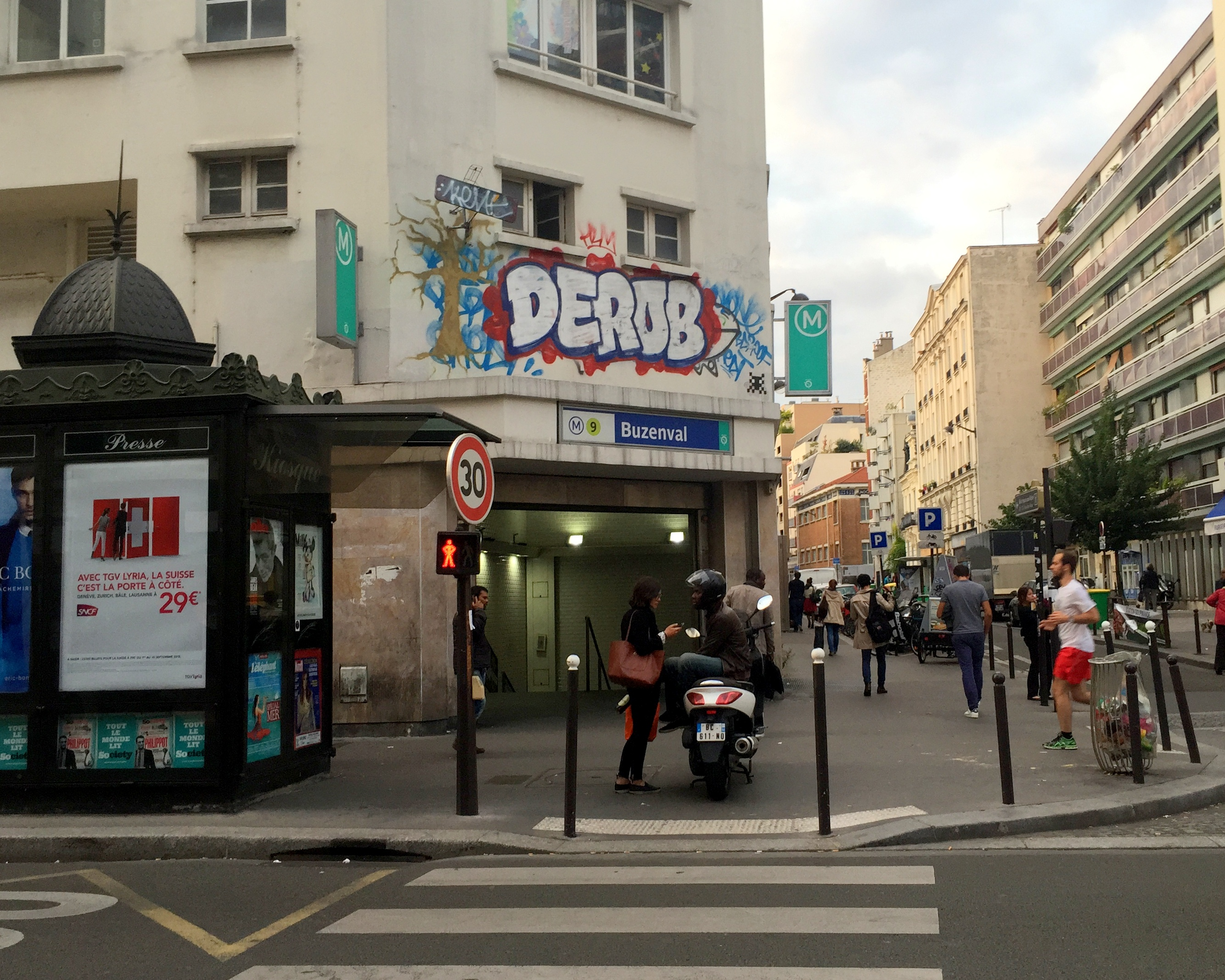
In ein Gebäude integrierter Zugang zur Station Buzenval

### Schalterhalle und Eingangsbereich
Nachdem der Fahrgast die erste Treppe hinabgestiegen ist, kommt er zunächst in die sogenannte Verteilerhalle (Salle des distributions) oder Schalterhalle, dort gibt es einen Informationsschalter mit Fahrkartenverkauf und Fahrkartenautomaten. Für einzelne Fahrten braucht man ein sogenanntes Ticket t+. Unter den Namen Paris Visite bzw. Mobilis werden Tageskarten angeboten. Wochen- bzw. Monatskarten sind mit der Transponderkarte Pass Navigo verbunden. Mit einer gültigen Fahrkarte kann man die Zugangssperren entriegeln und den Innenbereich der Station betreten. Früher gab es dort Bahnsteigsperren, wo die am Fahrkartenschalter gekauften Fahrkarten mit einer Lochzange entwertet wurden, bevor der Fahrgast den Bahnsteig betreten durfte.

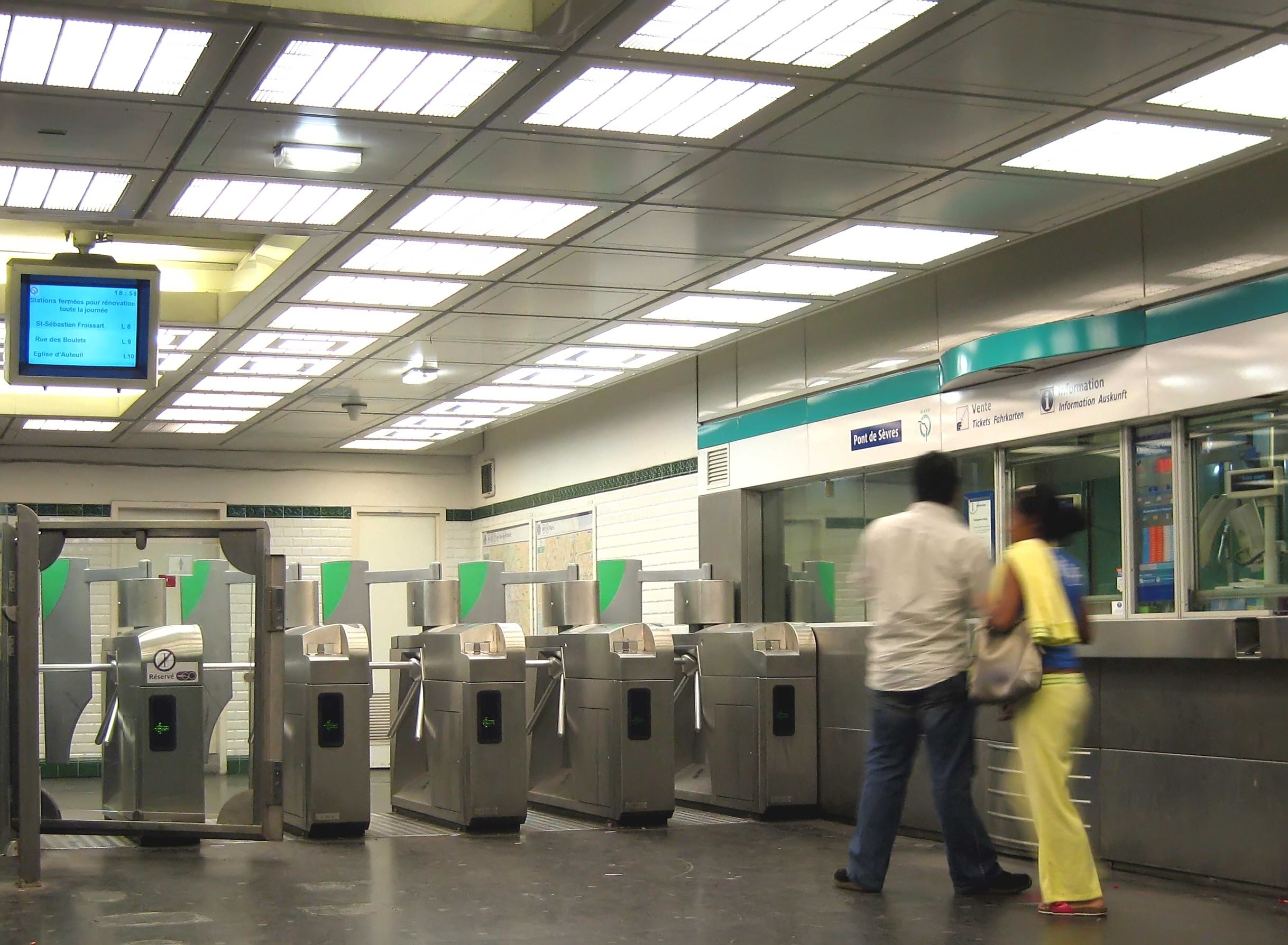
Info-Schalter und Durchgangssperren der Station Pont de Sévres
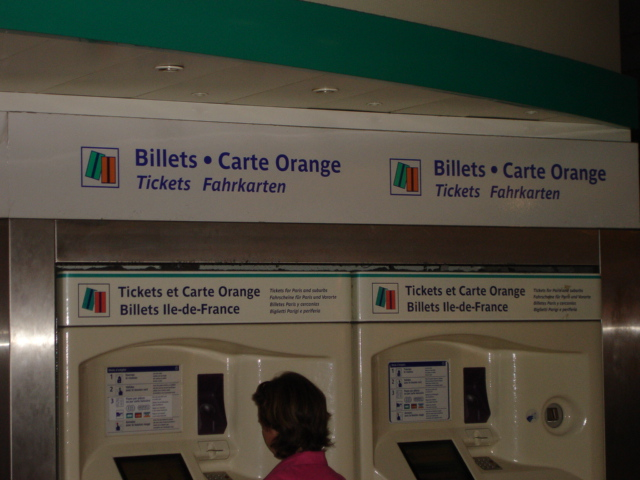
Fahrkartenautomat (2006)
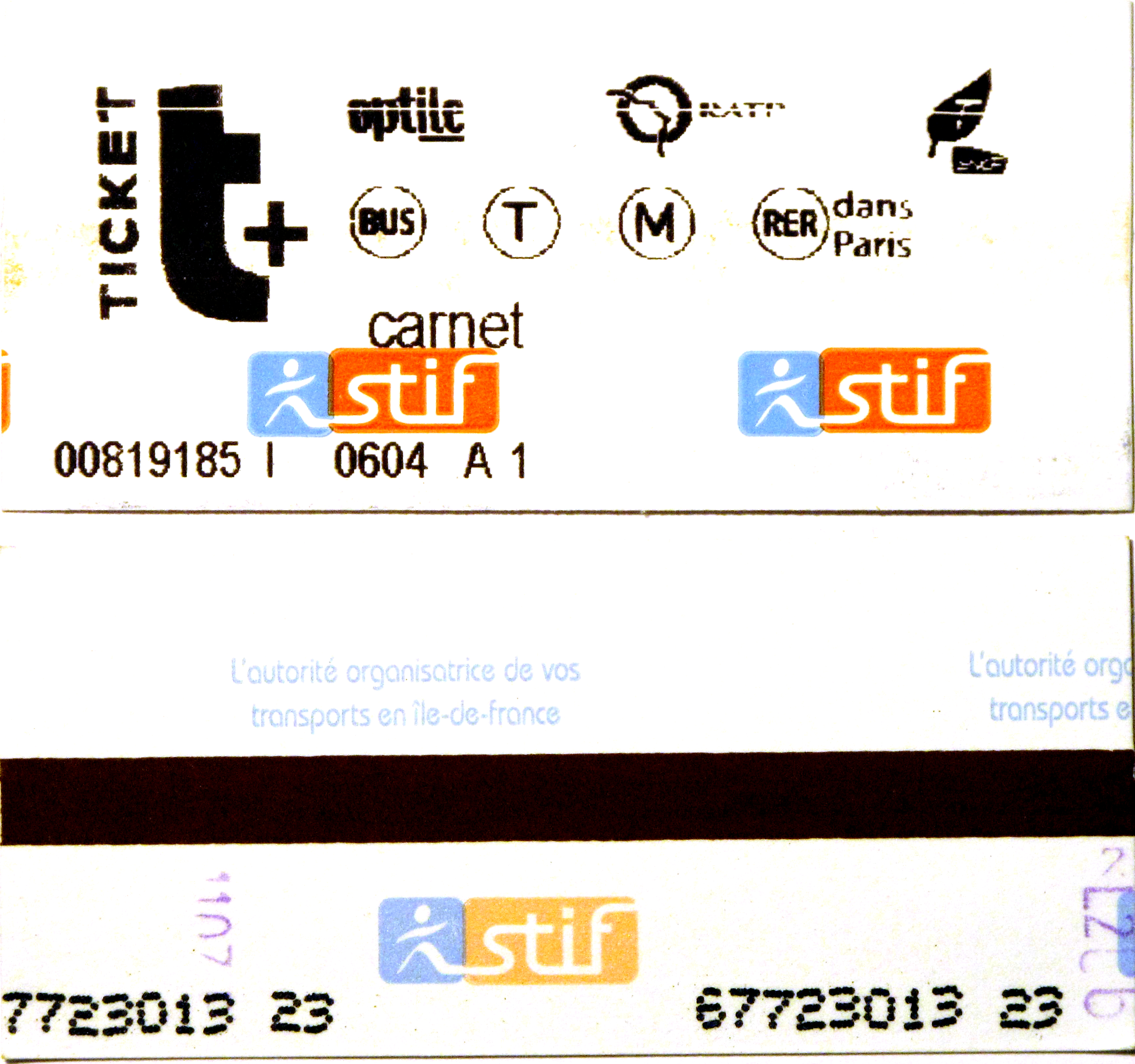
Vorder- und Rückseite des Tickets t+
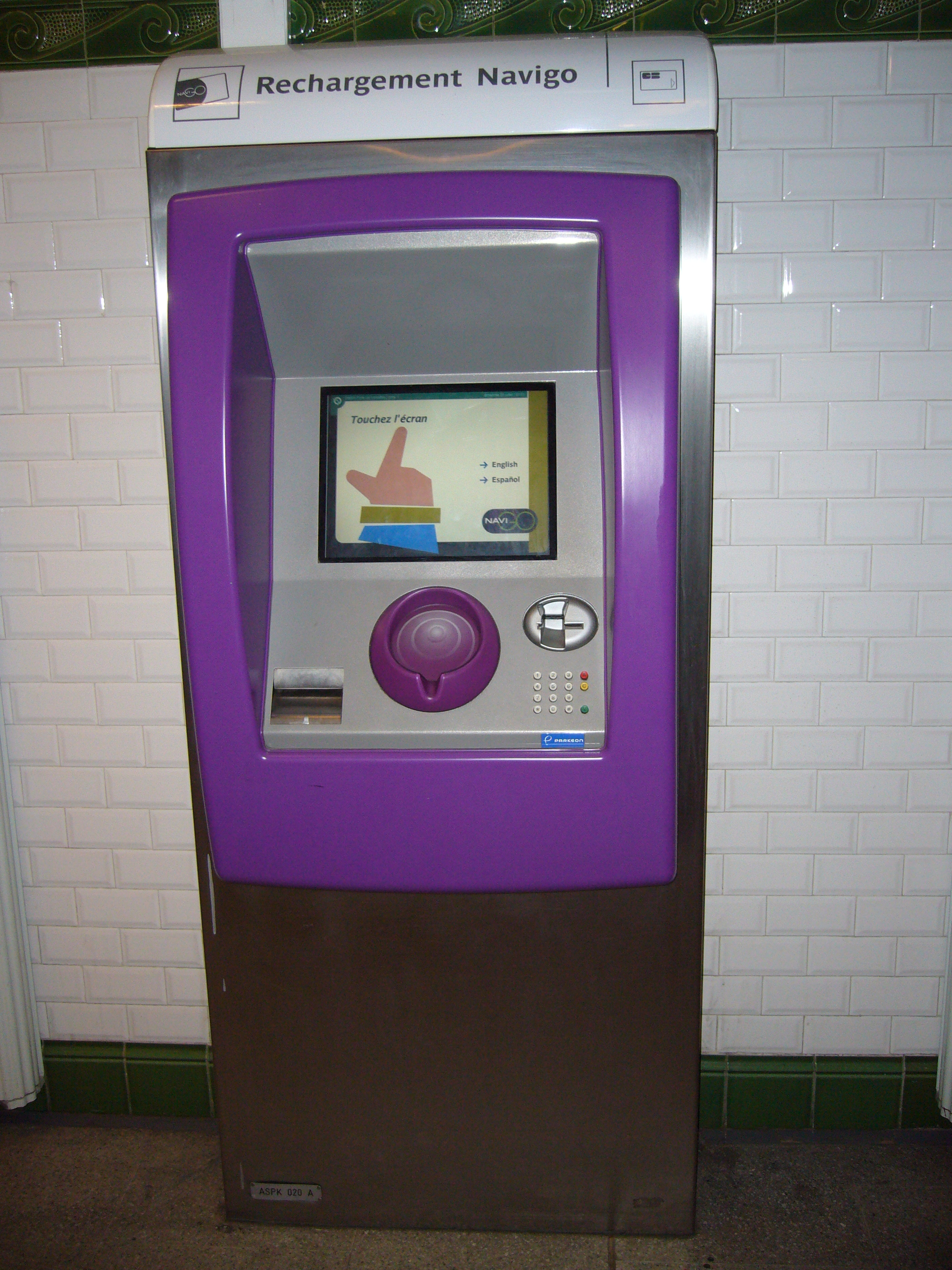
Ladestation für Navigo-Fahrausweis
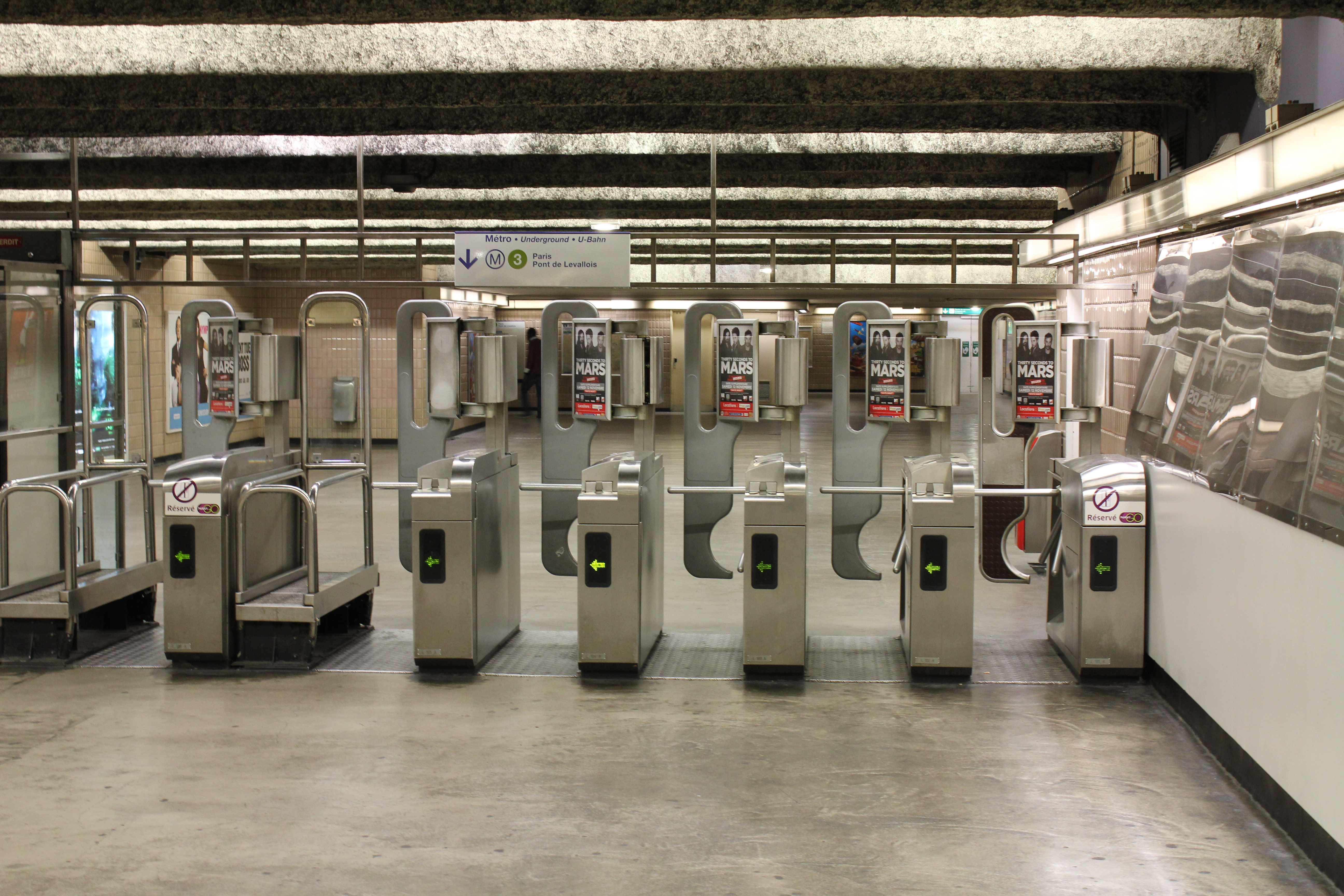
Vereinzelungsanlage der Station Gallieni
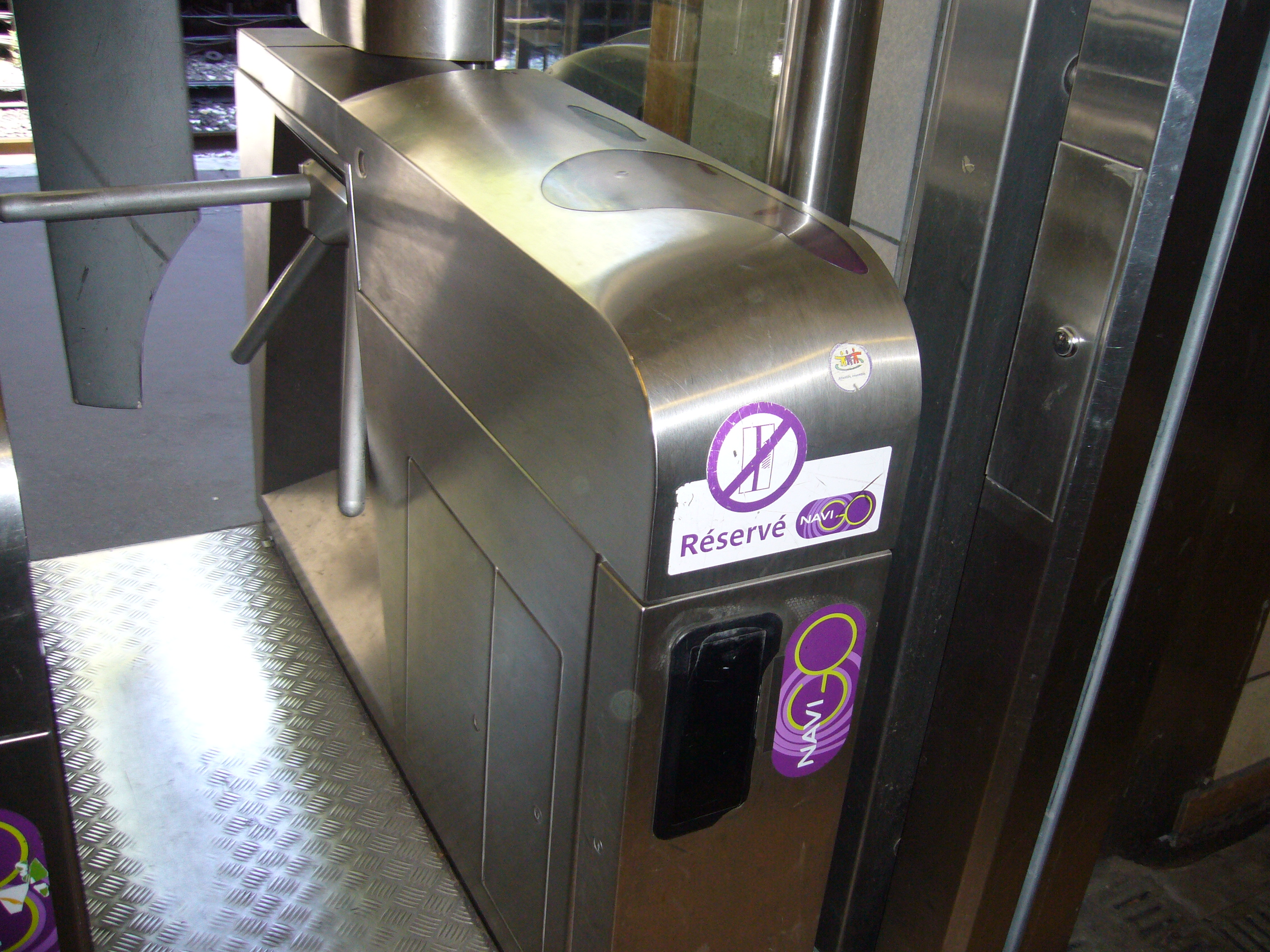
Zugang zum Innenbereich, reserviert für Navigo-Pässe
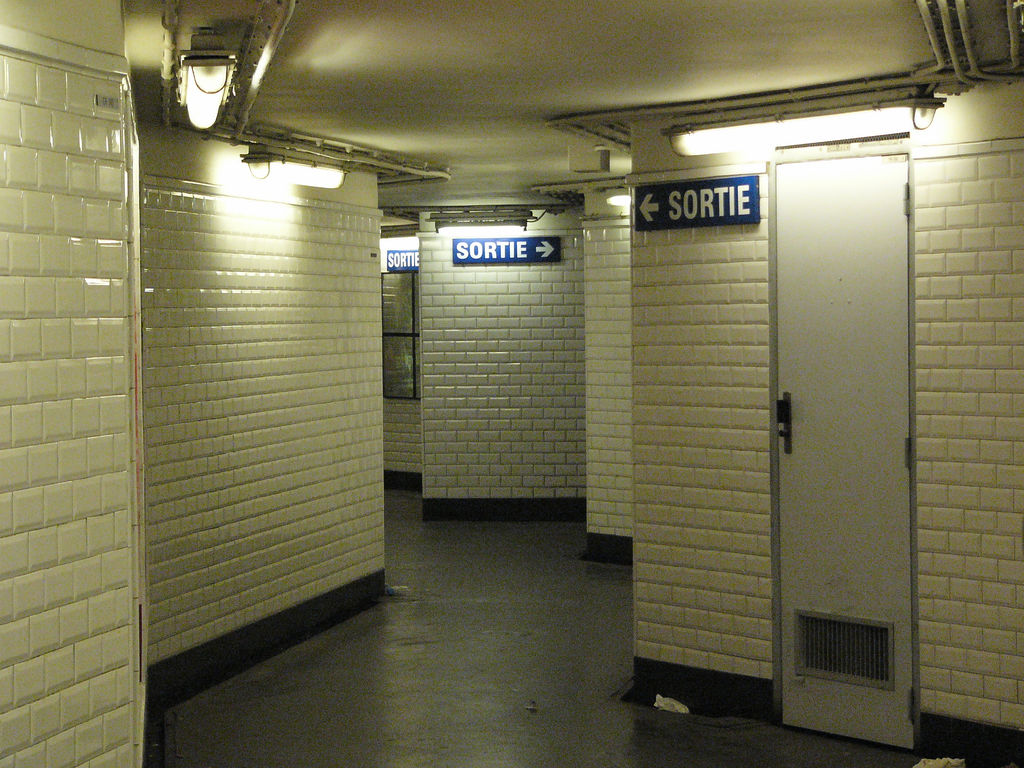
Verbindungsflur einer Metrostation
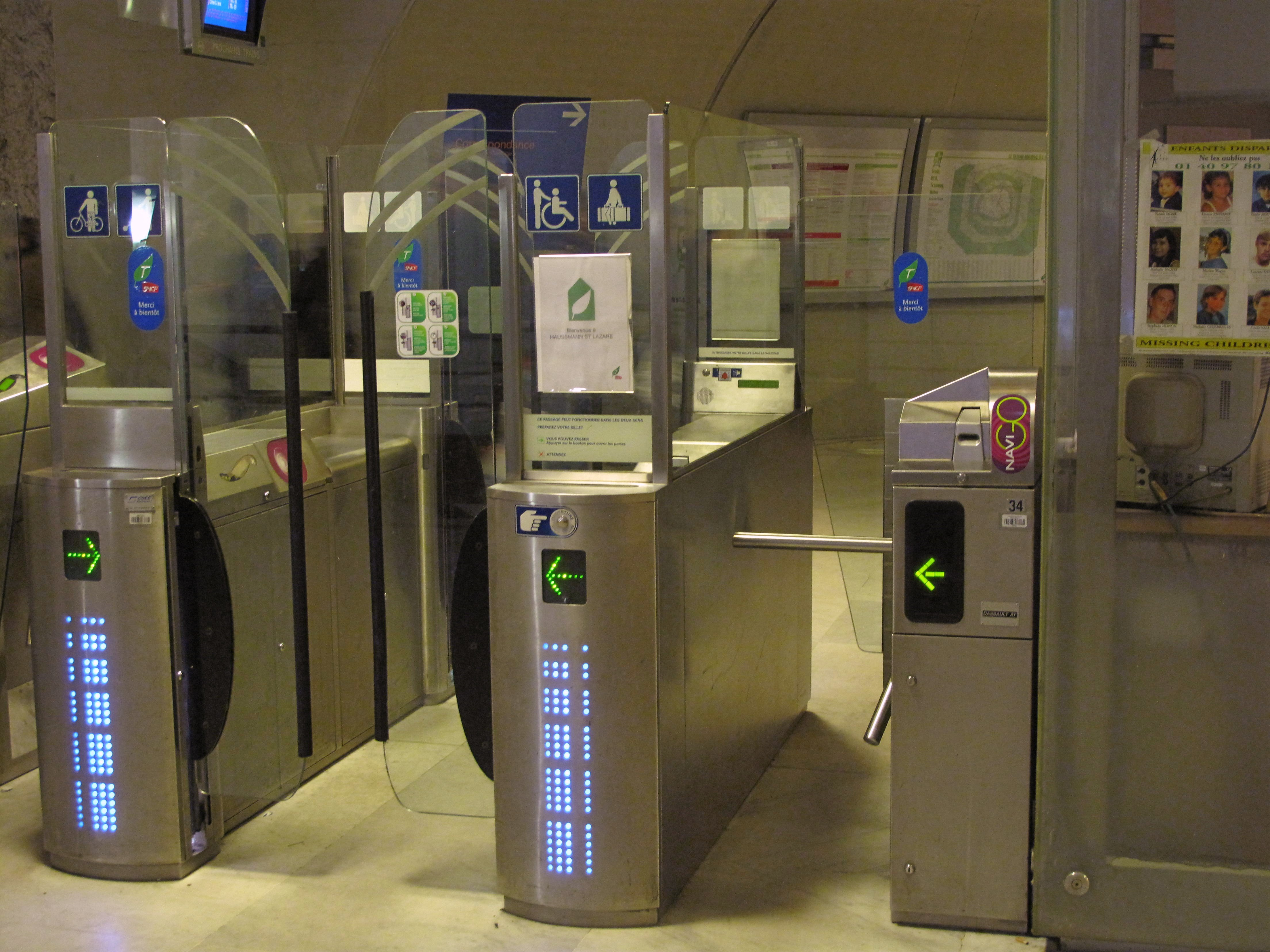
Verbreiterter Durchgang für Behinderte
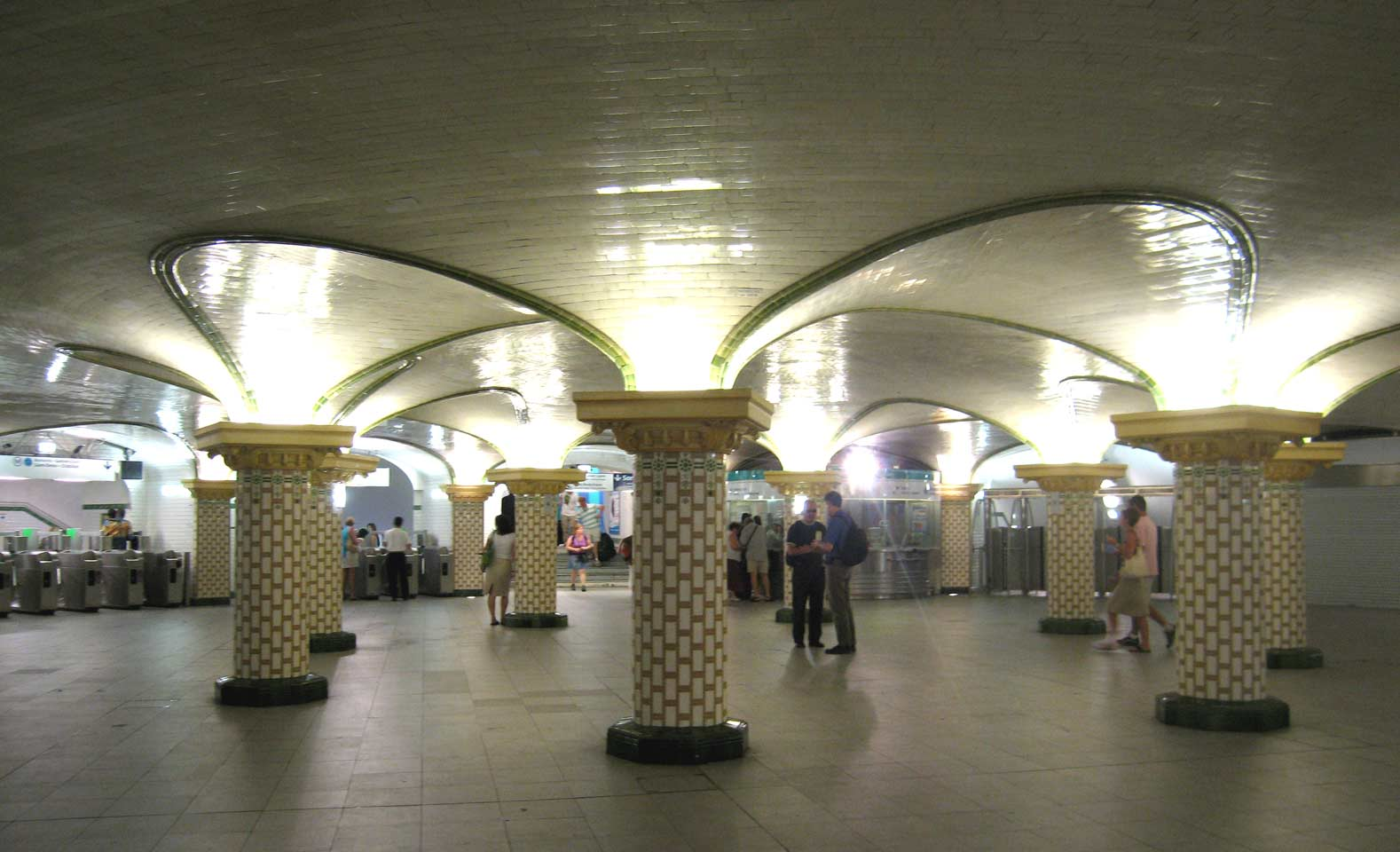
Umstiegshalle des Nord-Sud in Saint-Lazare

### Zugänge: Treppen, Rolltreppen, Aufzüge
Nach Durchqueren der Schalterhalle und der Zugangskontrolle muss der Reisende zu den Bahnsteigen gelangen. Das geht über Treppen, Rolltreppen oder Aufzüge. Anfangs wurden die Stationen mit nur einer Zugangstreppe pro Bahnsteig angelegt. Nach dem schweren Unfall im Bahnhof Couronnes im Jahr 1903, bei dem viele Personen erstickten, weil es keinen zweiten Ausgang gab, wurde die CMP verpflichtet, alle Bahnhöfe mit weiteren Zu- und Ausgänge auszurüsten. (Aber es gibt immer noch einige kleinere Stationen mit nur einem Ausgang, z. B. Picpus.)
Bereits 1906 erklärte sich die CMP bereit, Stationen mit Aufzügen auszurüsten, wenn der Höhenunterschied zwischen Straße und Bahnsteig mehr als 12 m beträgt und gleichzeitig die Bahnsteige mehr als 8 m tiefer liegen als die Schalterhalle. Die ersten Aufzüge wurden 1910 (République) bzw. 1911 (Cité und Saint-Michel) eingebaut. 1912 folgten Aufzüge, die einen großen Höhenunterschied überwanden (Place des Fêtes (20,3 m) und Buttes-Chaumont (28,7 m)). 2011 besaßen 25 Metrostationen Aufzüge.
Die ersten Rolltreppen erhielt die Station Père Lachaise im Jahr 1909; bis 1920 wurden 6 weitere Rolltreppen eingebaut, 1966 waren 86 in Betrieb. im Jahr 2011 laufen in mehr als 200 Stationen Rolltreppen. Auf der Linie 14 sind allein 42 Rolltreppen installiert.
Die ersten Laufbänder (trottoir roulant) kamen 1964 zum Einsatz (Châtelet), später kamen drei weitere in Montparnasse-Bienvenüe hinzu.
Das mittlere der drei Laufbänder war von 2002 bis 2009 als schnelllaufendes Band in Betrieb. Es bewegte sich mit einer Geschwindigkeit von 3 m/s (statt 0,8 m/s bei normallaufenden Bänder). Es war aber störanfällig und oft stürzten Benützer. Deswegen wurde zunächst die Geschwindigkeit reduziert, später wurde es durch ein Band normaler Geschwindigkeit ersetzt.
Bevor der Fahrgast den Bahnsteig erreichte, musste er lange Zeit eine automatische Tür (Portillon automatique) passieren. Die Tür schloss kurz vor Einfahrt einer U-Bahn und gab den Weg auf den Bahnsteig erst wieder frei, wenn der Zug abgefahren war. Die Steuerung der Tür wurde in der Regel durch den ein- bzw. abfahrenden Zug geschaltet. Allerdings konnte sie auch durch das Stationspersonal betätigt werden. Die ersten Türen dieser Art wurde 1921 zunächst auf der Linie 2 installiert, später auch auf anderen Linien. Vorher wurden die Türen durch das Personal per Hand geschlossen und geöffnet. In den 1960er Jahren wurden sie nach und nach abgebaut.

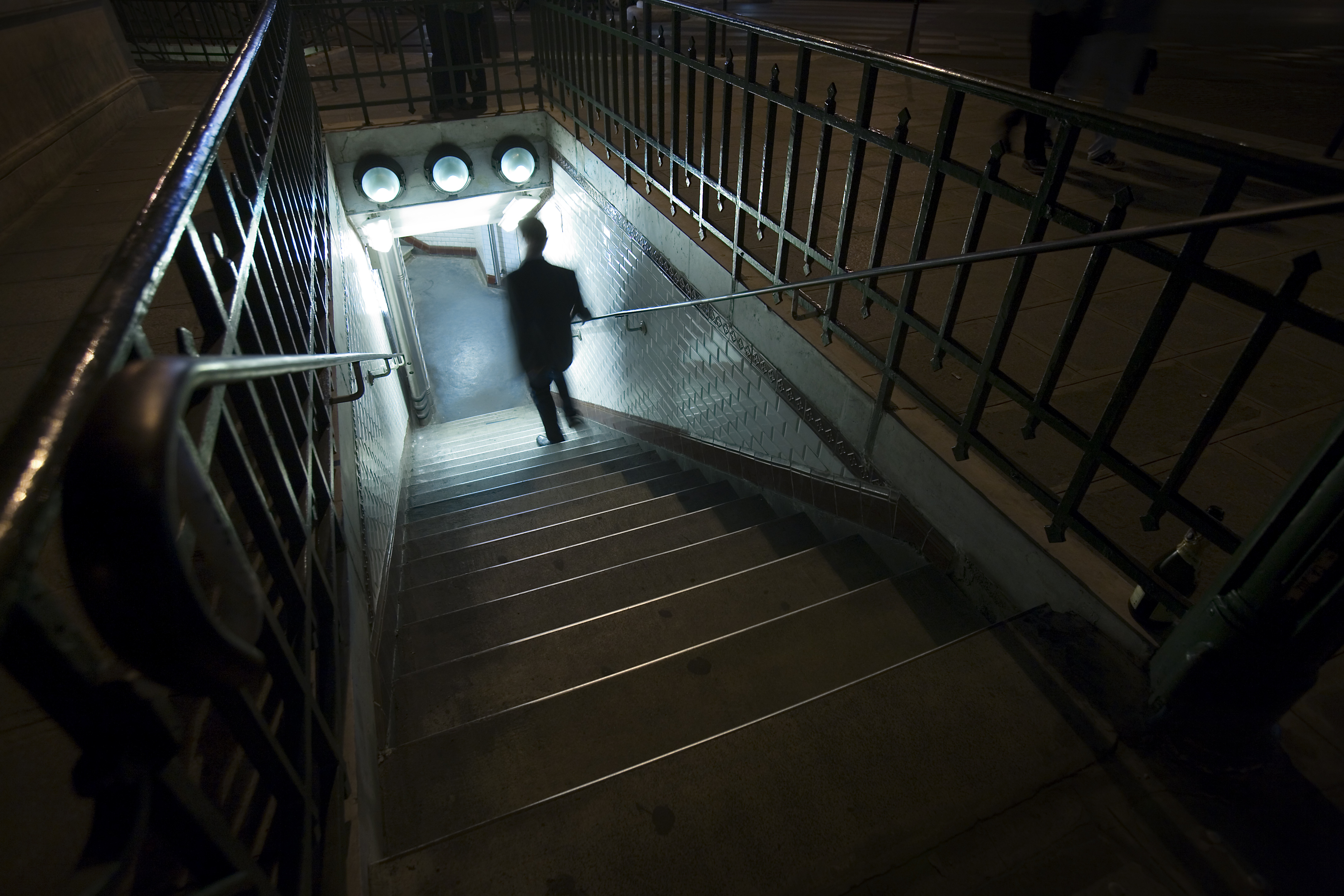
Eine Treppe führt hinab zur Metro
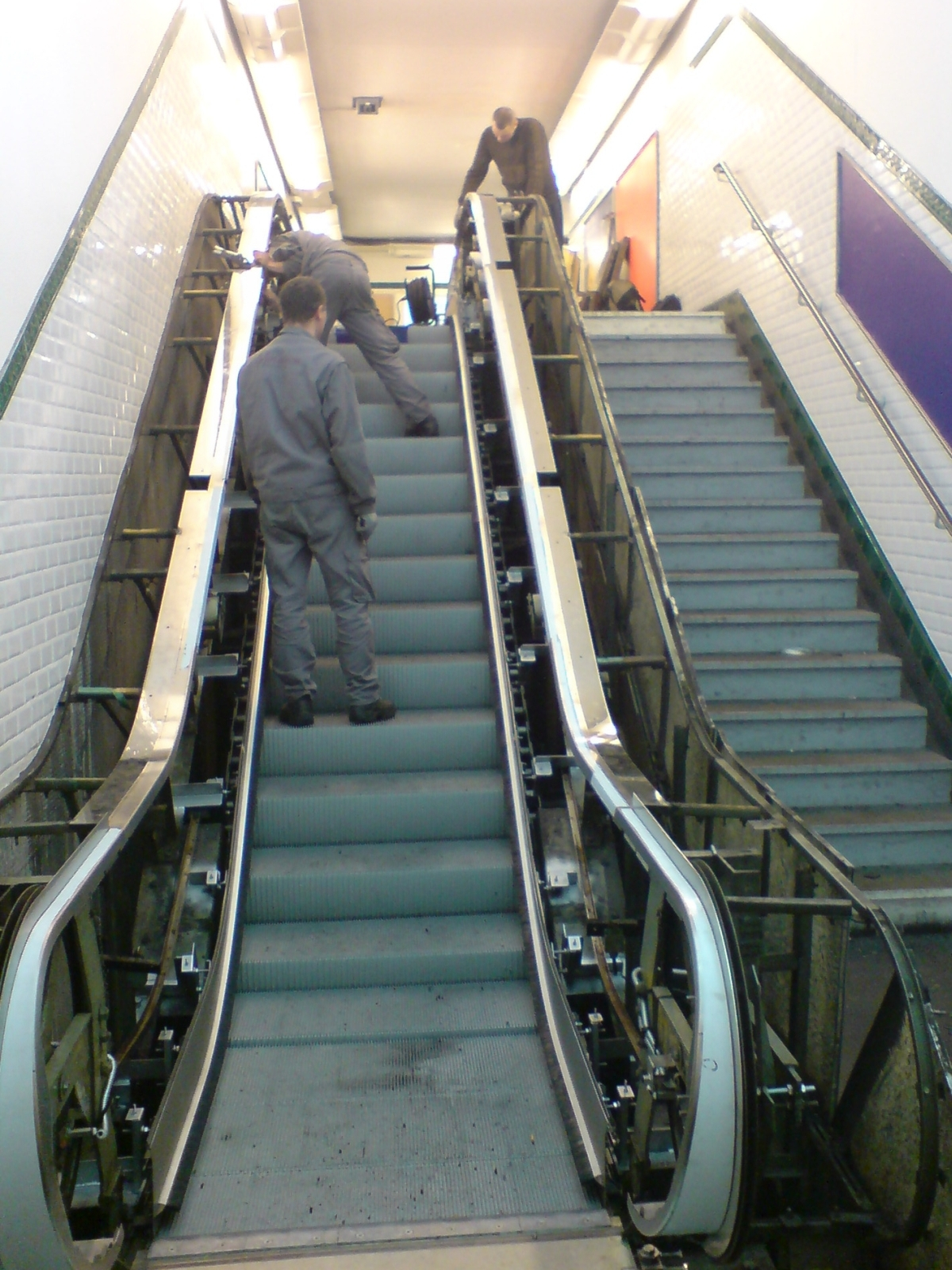
Reparatur einer Metro-Rolltreppe
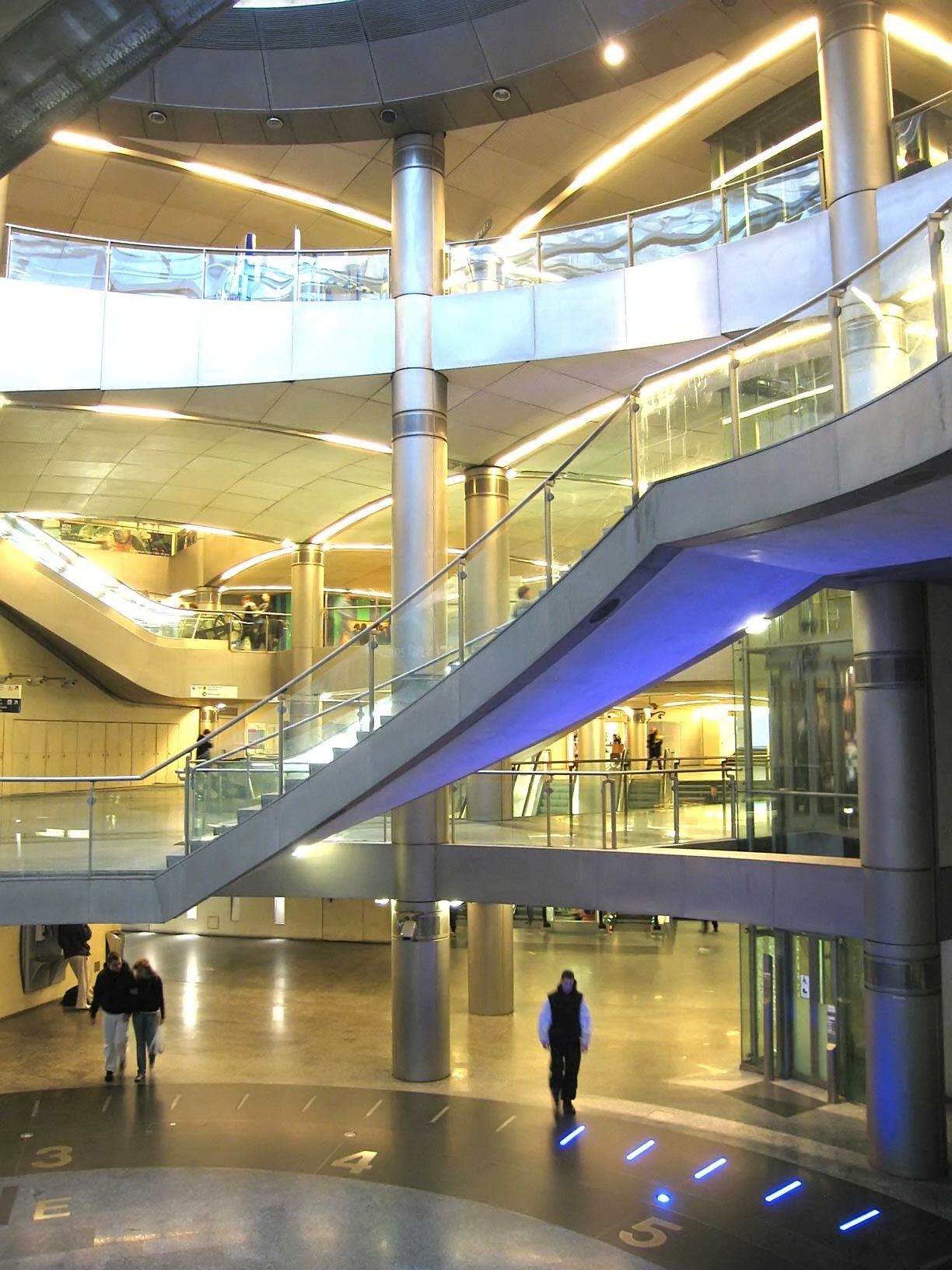
Umstiegshalle der Station Saint-Lazare
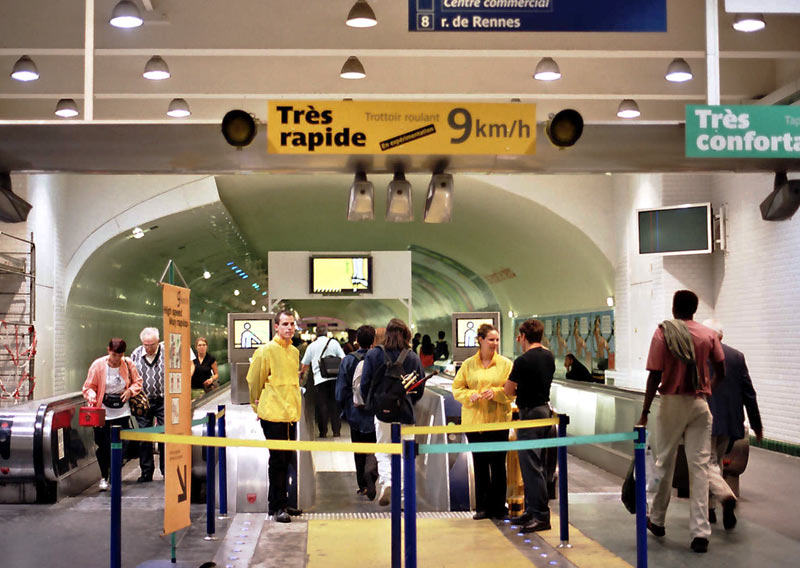
Schnelllaufendes Laufband der Station Montparnasse-Bienvenüe (von 2002 bis 2009 in Betrieb)
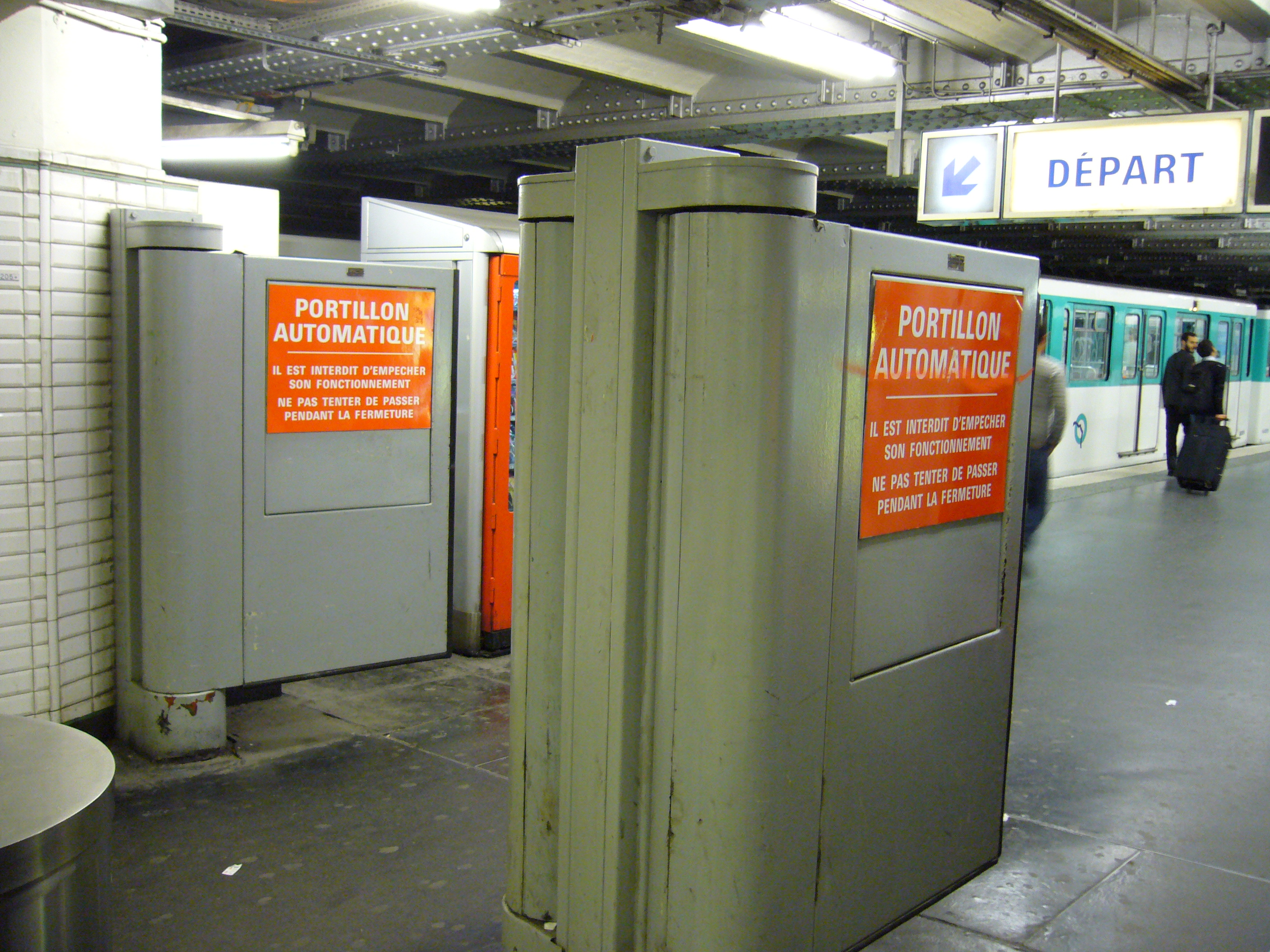
Portillon automatique in der Station Porte d’Orléans, 2008

### Bahnsteighallen

#### Beleuchtung

##### Geschichte
In den ersten Jahren des Métrobetriebs war die Beleuchtung sehr spartanisch: Es herrschte auf den Bahnsteigen eine Beleuchtungsstärke von ca. 1 lx, dies entspricht der Stärke einer Kerze aus ca. 1 m Entfernung. Erreicht wurde dies durch gelbliches Licht, das von 120-V-Lampen kam, von denen jeweils fünf hintereinander an 600-V-Gleichstromleitungen angeschlossen wurden.
Erste Verbesserungen brachte der Einsatz von Leuchtstoffröhren. Sie wurden 1947 in einigen Stationen installiert, die über eine Stromversorgung mit Wechselspannung verfügten. Für die Mehrzahl der U-Bahnhöfe, die nur mit Gleichspannung versorgt wurden, schied diese Lösung jedoch aus, da entsprechende Leuchtstoffröhren noch nicht verfügbar waren. Erst ab 1954 konnte, im Rhythmus von fünf bis sechs Stationen pro Monat, diese Art der Beleuchtung konsequent realisiert werden. Ende 1958 waren, mit Ausnahme einiger oberirdischer Stationen, alle U-Bahnhöfe entsprechend umgerüstet, anschließend folgten die Zugänge, Gänge und Schalterhallen.
Bei Stationen, die um die Jahrtausendwende neugebaut bzw. renoviert wurden, wurden die Bahnsteige mit ca. 200 lx ausgeleuchtet.

##### Umstellung auf LED-Leuchten
Bis Ende 2015 will die RATP alle U-Bahn-Stationen und alle von ihr betriebenen RER-Bahnhöfe mit LED-Leuchten ausstatten. Bei einem mehrjährigen Großversuch wurde zunächst 2009 die Station Censier – Daubenton der Linie 7 umgerüstet. Bei der Beleuchtung der Station wurde ein um 2/3 geringerer Energieverbrauch gemessen. 2010 wurde das Verwaltungsgebäude der RATP und 2011 der RER-Bahnhof Val d'Europe umgerüstet. Insgesamt müssen 250.000 Lichtquellen ausgetauscht werden. Die Gesamtkosten der Aktion belaufen sich auf 11 Millionen Euro.

#### Renouveau du Métro
Bei dem Programm Renouveau du Métro handelt es sich um größte Renovierungsprogramm, das je bei der Pariser Métro durchgeführt wurde: Beginnend im Jahr 1998 sollen innerhalb von 20 Jahren 273 Métrostationen vom Boden bis zur Decke umfassend renoviert werden. Besondere Beachtung findet auch die Beschilderung, die übersichtlicher werden soll. Es wurde eine neue Schrifttype Parisine geschaffen, die vor allem für Personen, deren Muttersprache nicht in lateinischen Buchstaben geschrieben wird, leichter erfassbar sein soll.

#### Künstlerisch gestaltete Bahnsteighallen
Auf Anregung des damaligen Kulturministers André Malraux wurden 1968 erstmals Bahnsteige einer Pariser Métrostation künstlerisch ausgestaltet: In der Station Louvre-Rivoli wurden die Wände mit Naturstein verkleidet, in Vitrinen wurden Kopien von Kunstwerken aus dem Louvre ausgestellt.
Die Maßnahme fand großes Interesse bei der Bevölkerung und den Touristen, so dass seitdem eine ganze Reihe von Stationen in diesem Sinne umgestaltet wurden. Das gewählte Thema weist oft auf ein wichtiges Gebäude in der Nähe der Station hin.
Die nachfolgende Tabelle führt nur einige dieser Bahnsteighallen auf.
| Station         | Linie | Jahr | Gestaltung |
| --------------- | ----- | ---- | --- |
| Arts et Métiers | 11    | 1994 | Entwurf von François Schuiten: Die ganze Station ist mit Kupferblech ausgekleidet                               |
| Bastille        | 1     | ?    | farbige Kacheln illustrieren Ereignisse der französischen Revolution                                            |
| Concorde        | 12    | 1991 | Text der Erklärung der Menschen- und Bürgerrechte von 1789 auf den Kacheln                                      |
| Louvre-Rivoli   | 1     | 1968 | Kopien von Kunstwerken aus dem Louvre                                                                           |
| Liège           | 13    | 1982 | Kacheln im niederländischen Stil: Landschafts-, Städtebilder aus der Provinz Lüttich                            |
| Parmentier      | 3     |      | Statuengruppe und Texte erinnern an Antoine Parmentier, der sich für den Kartoffelanbau in Frankreich einsetzte |
| Pont Neuf       | 7     | ?    | Ausstellungsstücke erinnern an die Münzprägestätte Monnaie de Paris                                             |
| Tuileries       | 1     | ?    | Collagenhaft wird die Geschichte der Pariser Metro aufgezeigt                                                   |

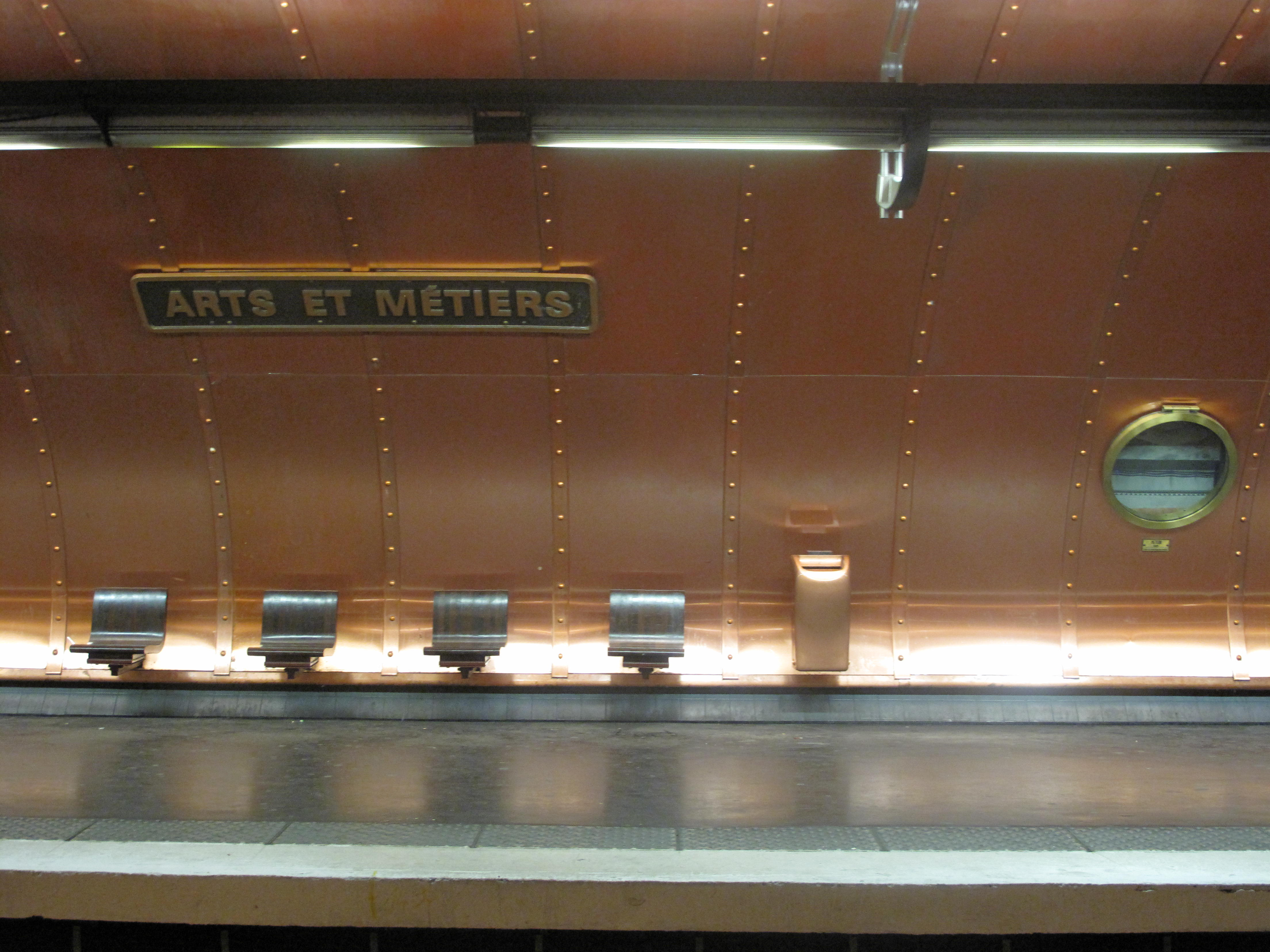
Station Arts et Métiers (Linie 11): Kupferverkleidung
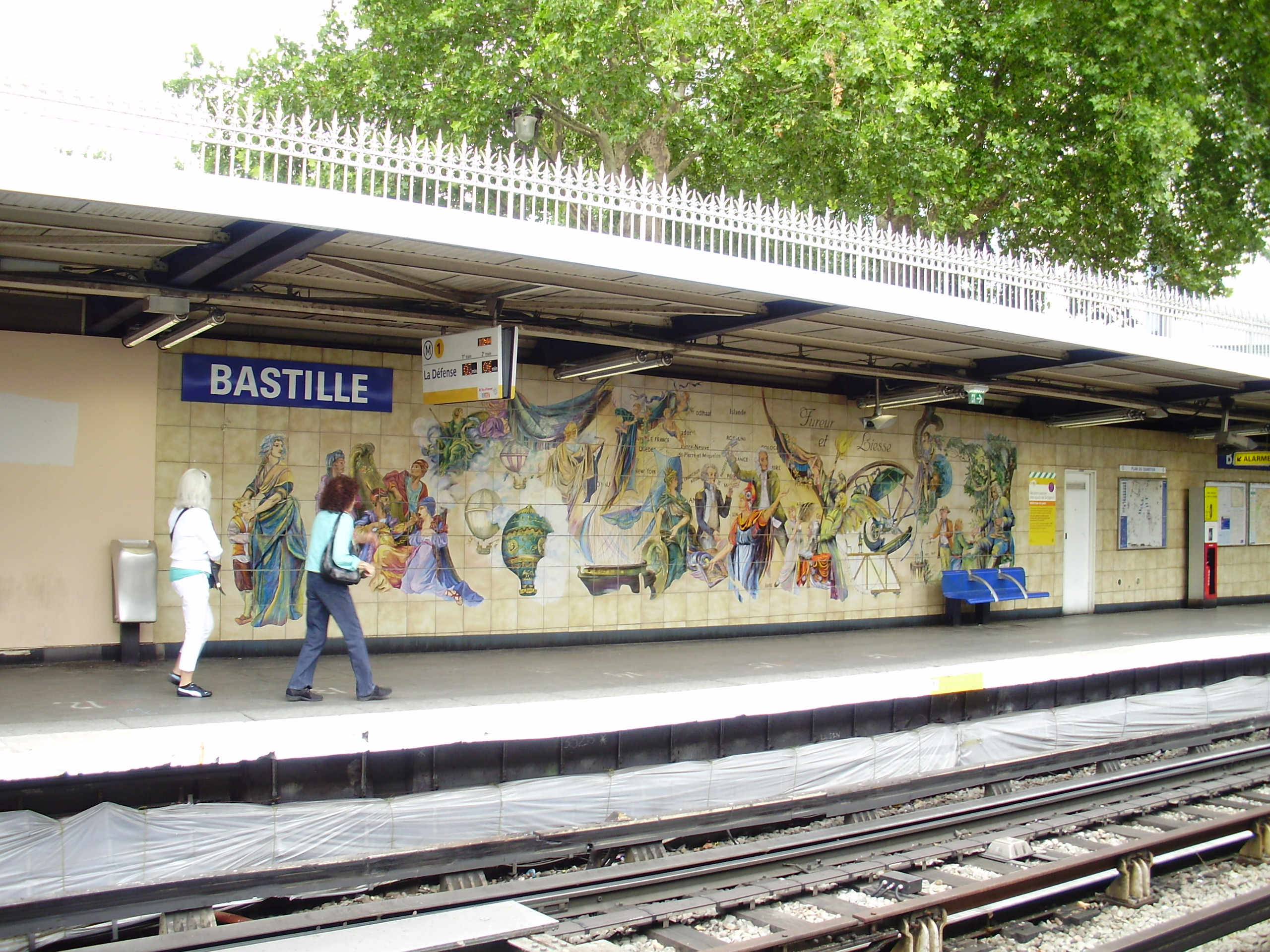
Station Bastille (Linie 1): Erinnerungen an die Französische Revolution
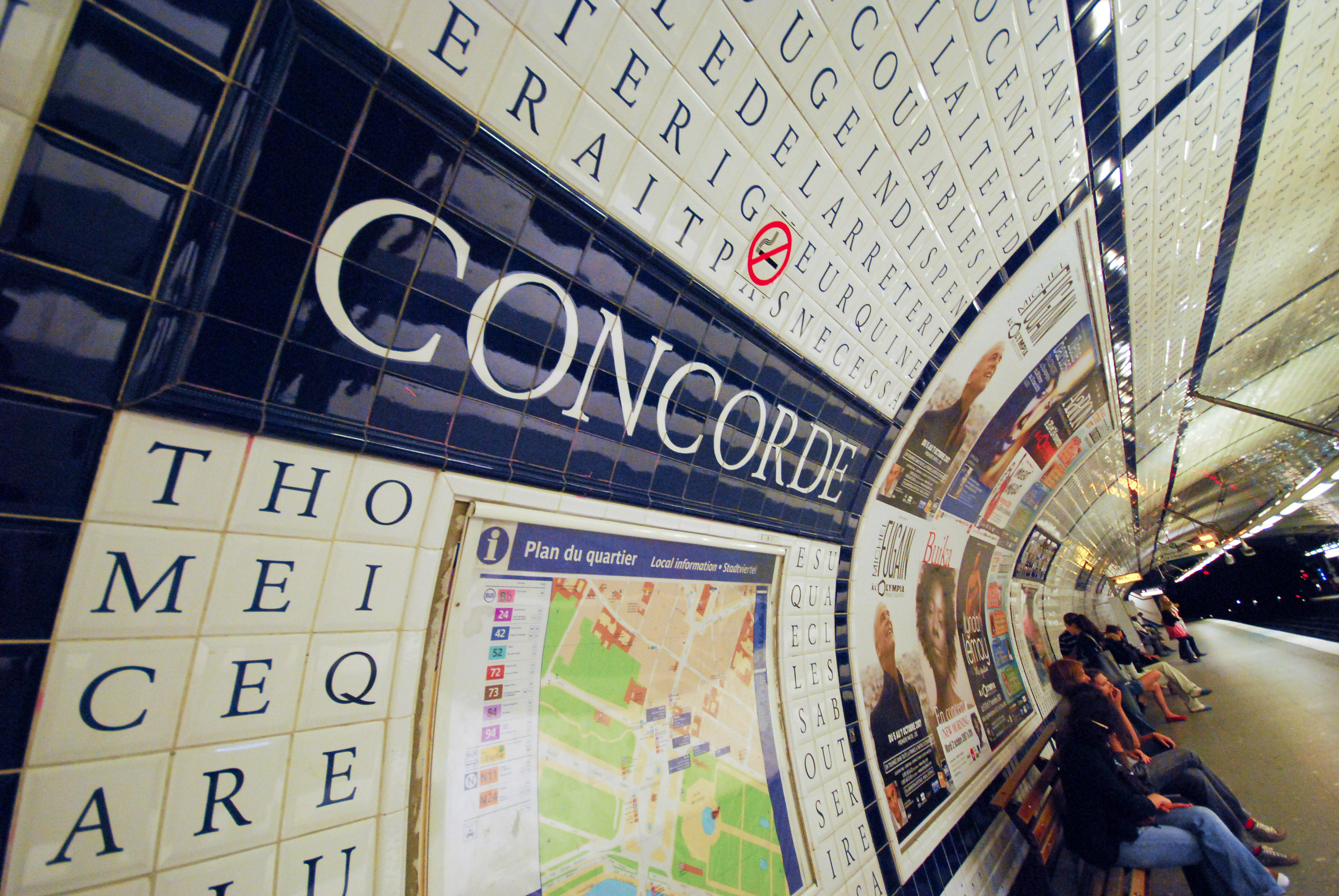
Station Concorde (Linie 12): Text: Erklärung der Menschen- und Bürgerrechte
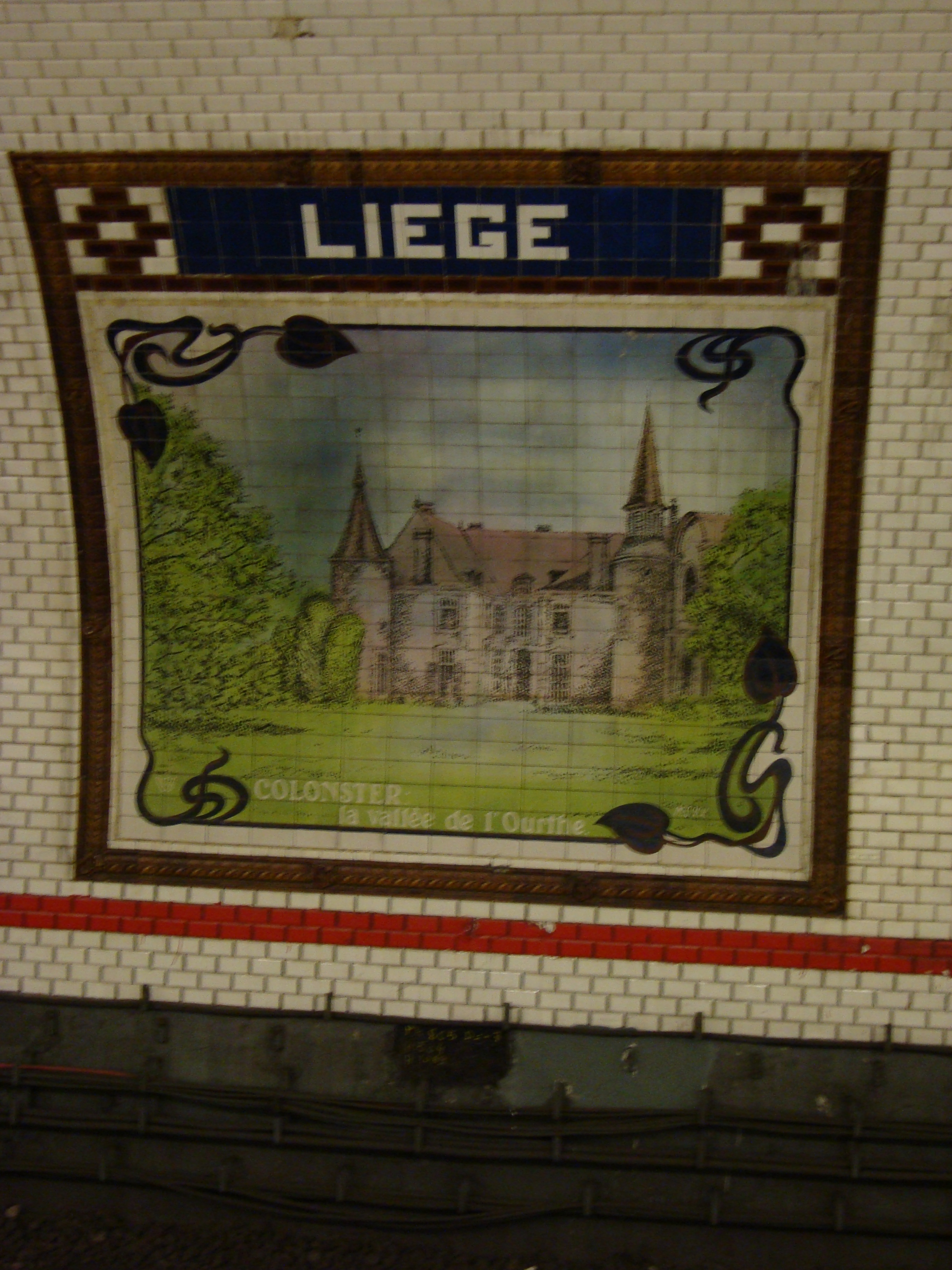
Station Liège (Linie 13): Bilder aus Provinz Lüttich
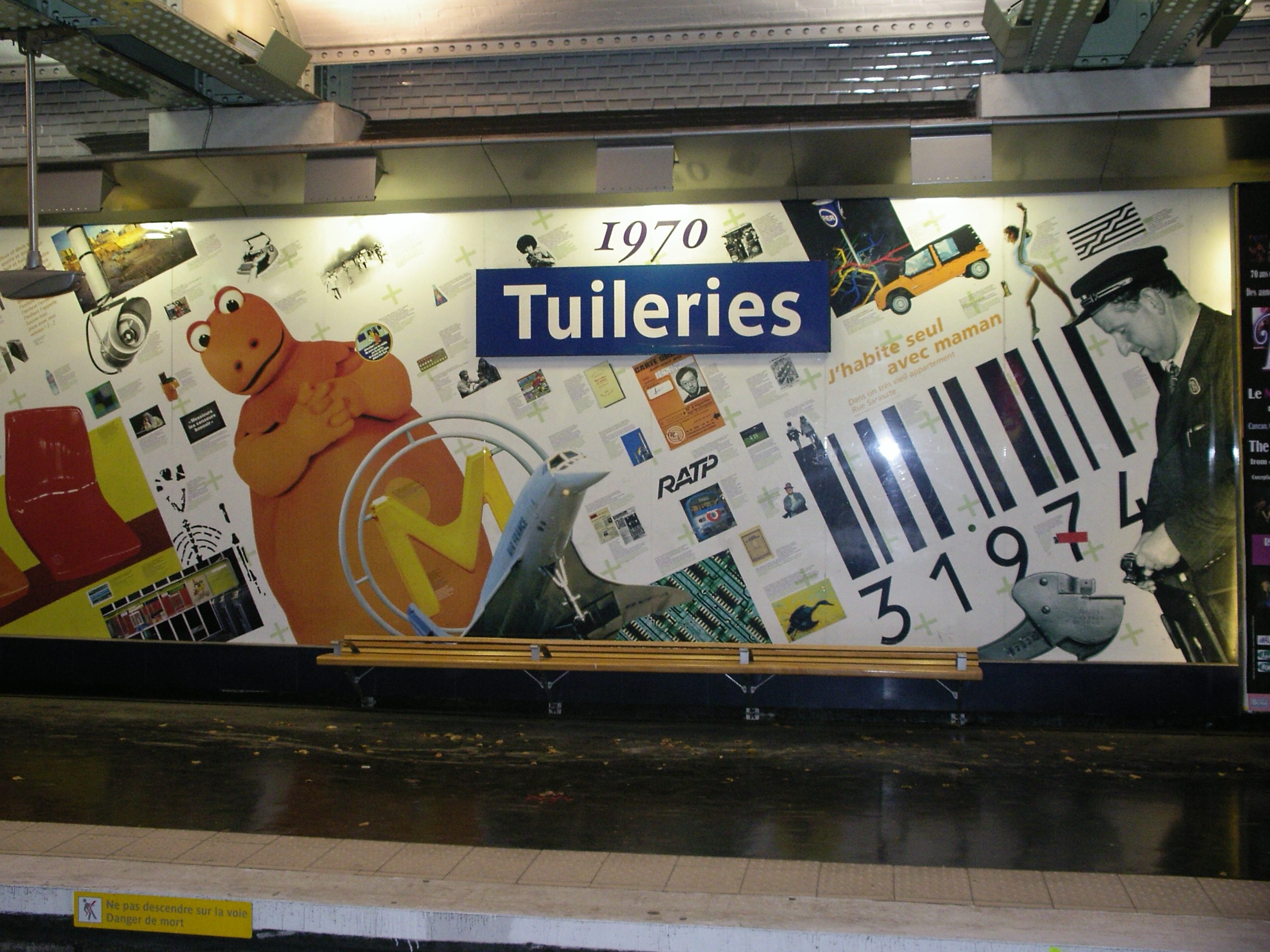
Station Tuileries (Linie 1): Wanddekoration zeigt die Geschichte der Métro

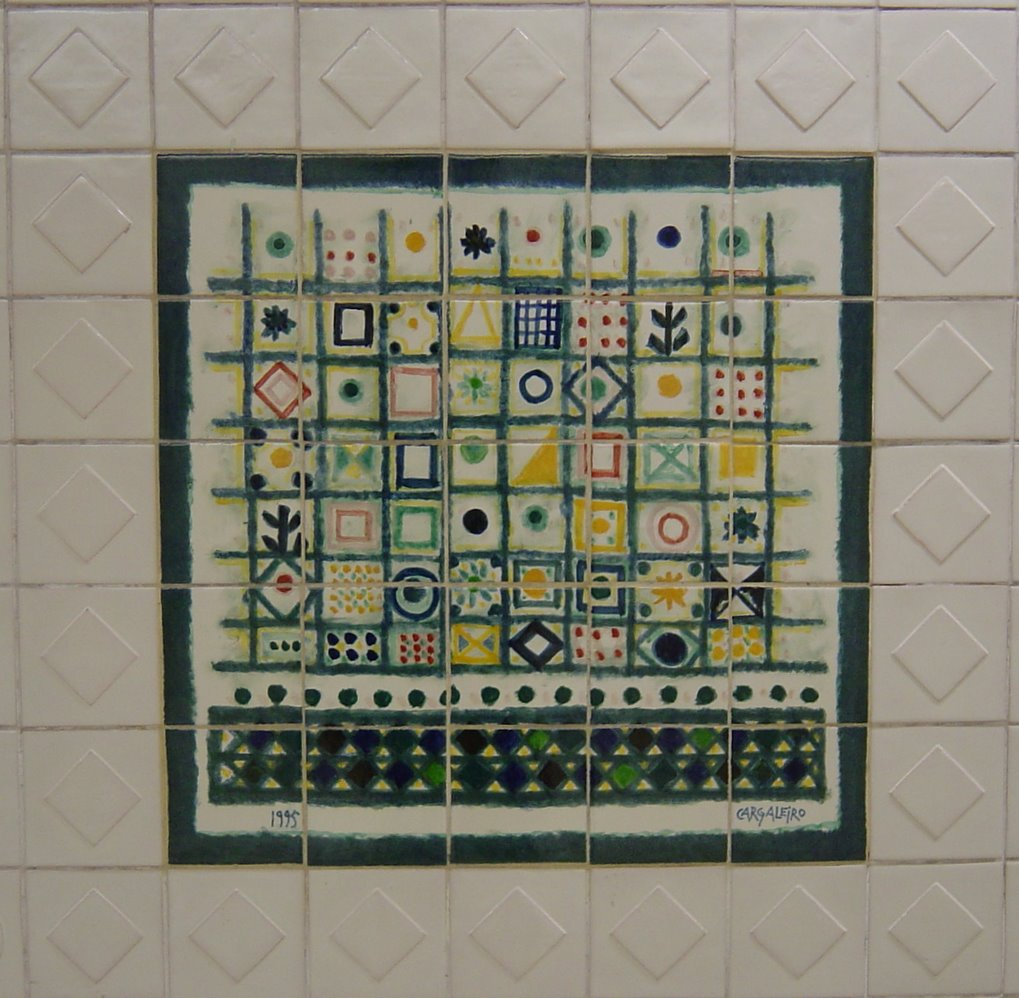
„Fresque en azulejos“ des portugiesischen Grafikers Manuel Cargaleiro in der Station Champs-Élysées – Clemenceau

Etwa 30 Stationen wurden mit Einzelkunstwerken geschmückt. Allein der französische Künstler Hervé Mathieu-Bachelot ist mit zehn Werken in Métrostationen und RER-Bahnhöfen vertreten, darunter auch mit Glasfenstern und Mosaiken. In der Station Madeleine befindet sich neben anderen Kunstwerken auch die Kopie einer Skulptur von Constantin Brâncuși.

#### Ausstattung der Bahnsteighallen
Wie bereits erwähnt waren anfangs die Bahnsteighallen nur spärlich beleuchtet, die Wände waren mit weißen rechteckigen Kacheln mit abgeschrägten Kanten ausgelegt. Es gab nur wenige Sitzplätze für die wartenden Fahrgäste. Der Stationsvorsteher hatte ein eigenes Büro.
Typisch sind die großen Reklametafeln in jeder Station.
Neuerung sind die Trennwände zu den Gleisen und Bahnsteigtüren in den Stationen der fahrerlosen Strecken und den stark frequentierten Stationen der Linie 13. Sie sollen verhindern, dass Personen in das Gleisbett stürzen.

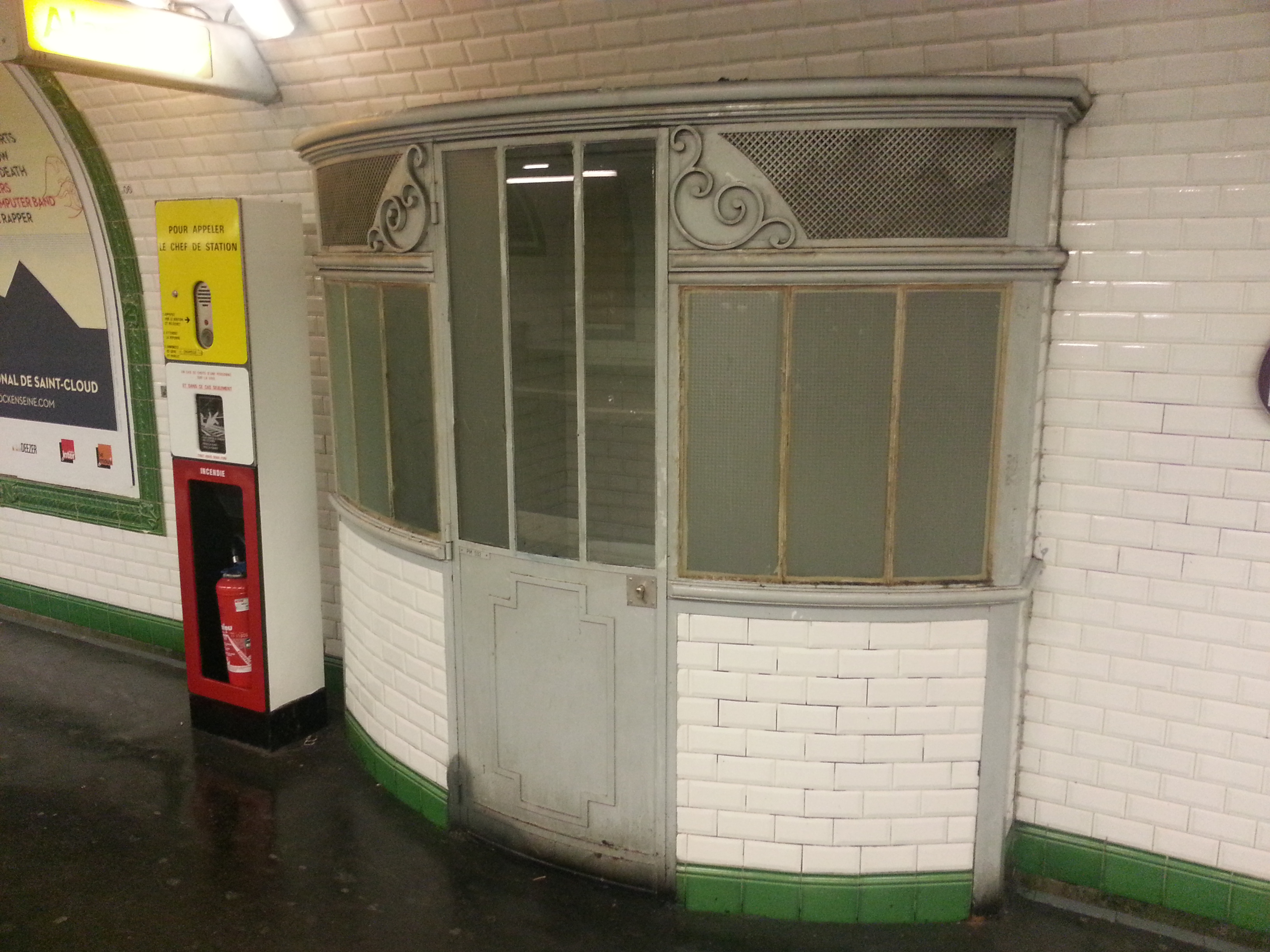
Kabine des Stationsleiters; bis ca. 1970 in Verwendung; Station Sèvres – Babylone
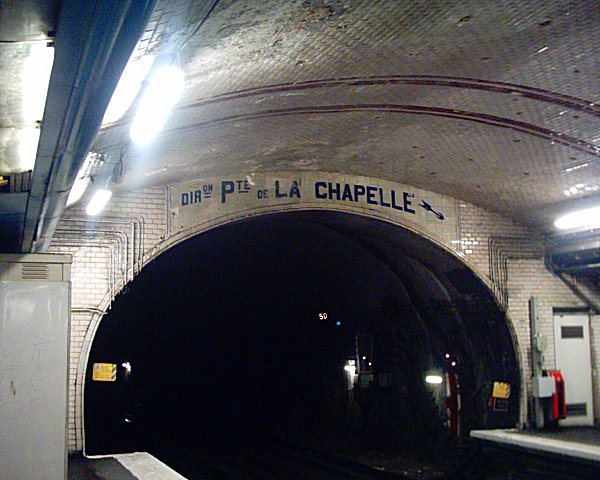
Eine Bahnsteighalle der Nord-Sud
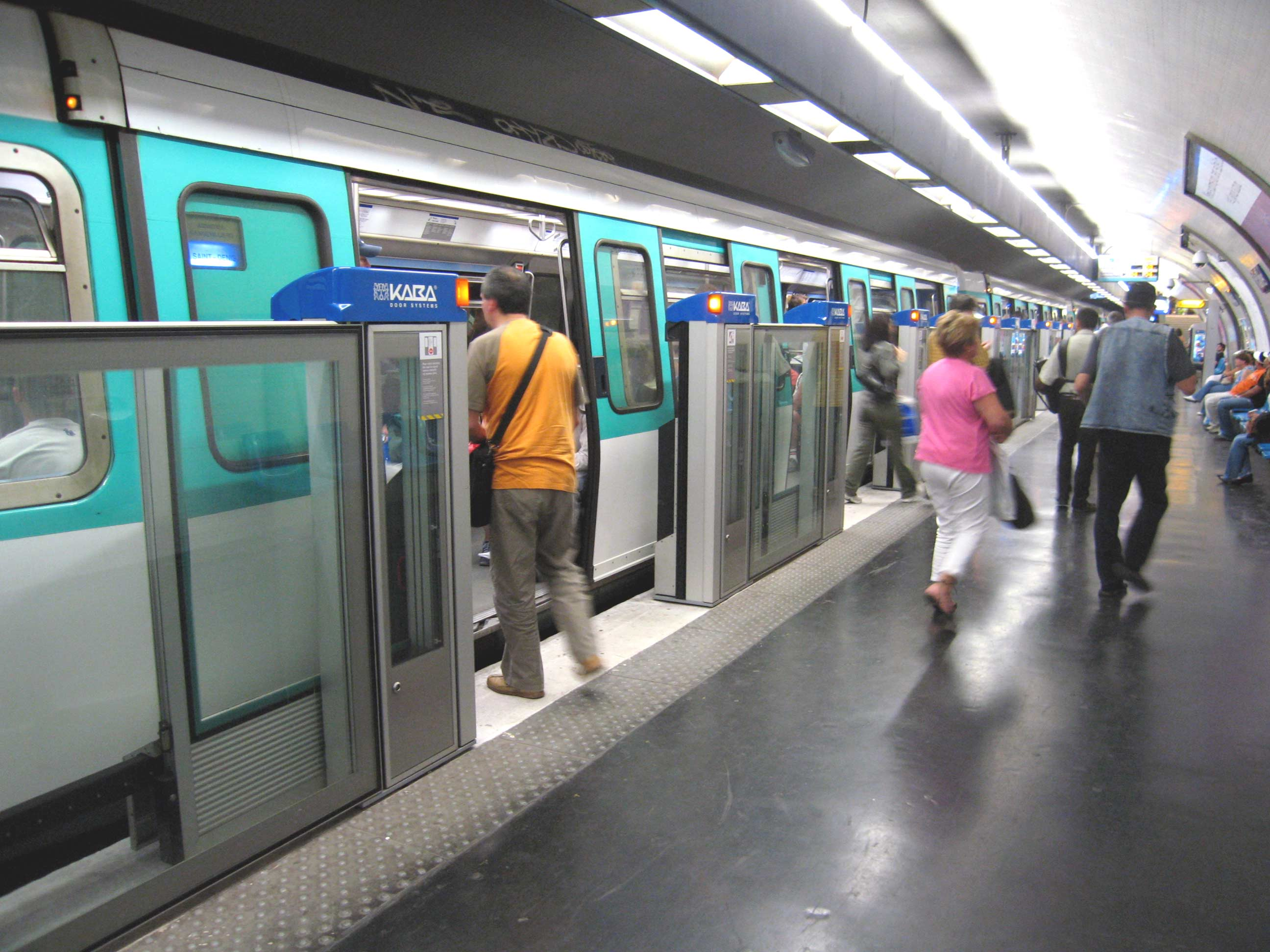
Bahnsteigtüren, Station Invalides, 2006

### Fahrgastinformationssysteme
Die Wegweiser sind in zwei verschiedenen Farben anzutreffen: Weiße Schrift auf blauem Grund zeigt den Weg zu den Ausgängen. Blaue Schrift auf weißem Grund gibt Hinweise auf Örtlichkeiten innerhalb des Métrostation: Wegweiser zu den einzelnen Linien bzw. zum Infoschalter oder zum Fahrkartenverkauf.
Auf den Bahnsteigen installierte SIEL-Anzeigetafeln geben an, wie lange es noch bis zur Einfahrt der nächsten Bahn dauert.
Großformatige Stadtpläne zeigen sowohl im Eingangsbereich, auch auf den Bahnsteigen das Métronetz von Paris, zusätzlich gibt es noch eine detaillierte Karte der Umgebung der jeweiligen Métrostation. Im Eingangsbereich großer Stationen hängen Stadtpläne, bei denen Leuchtdioden den Weg zu einer beliebigen anderen Station zeigen.

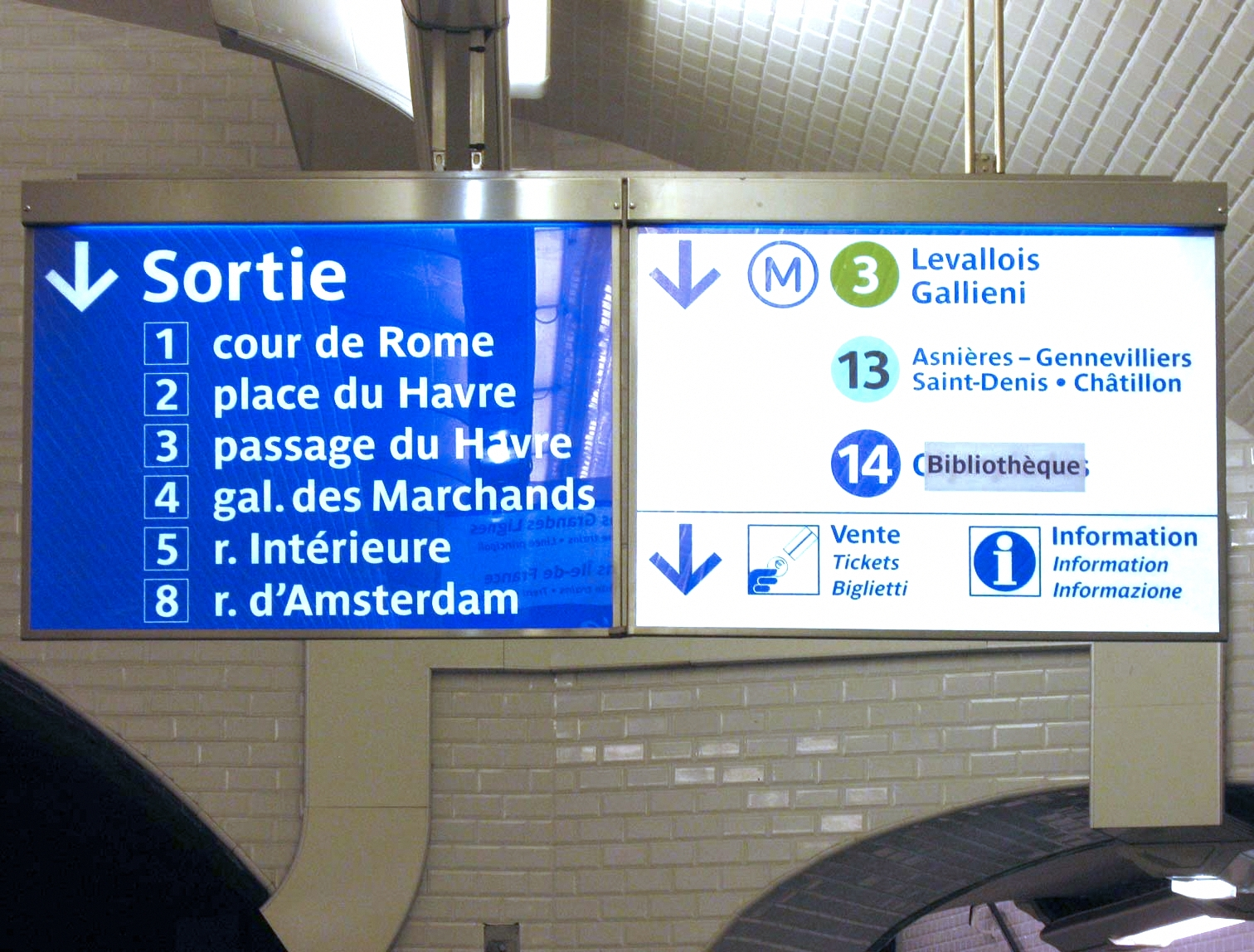
Station Saint-Lazare
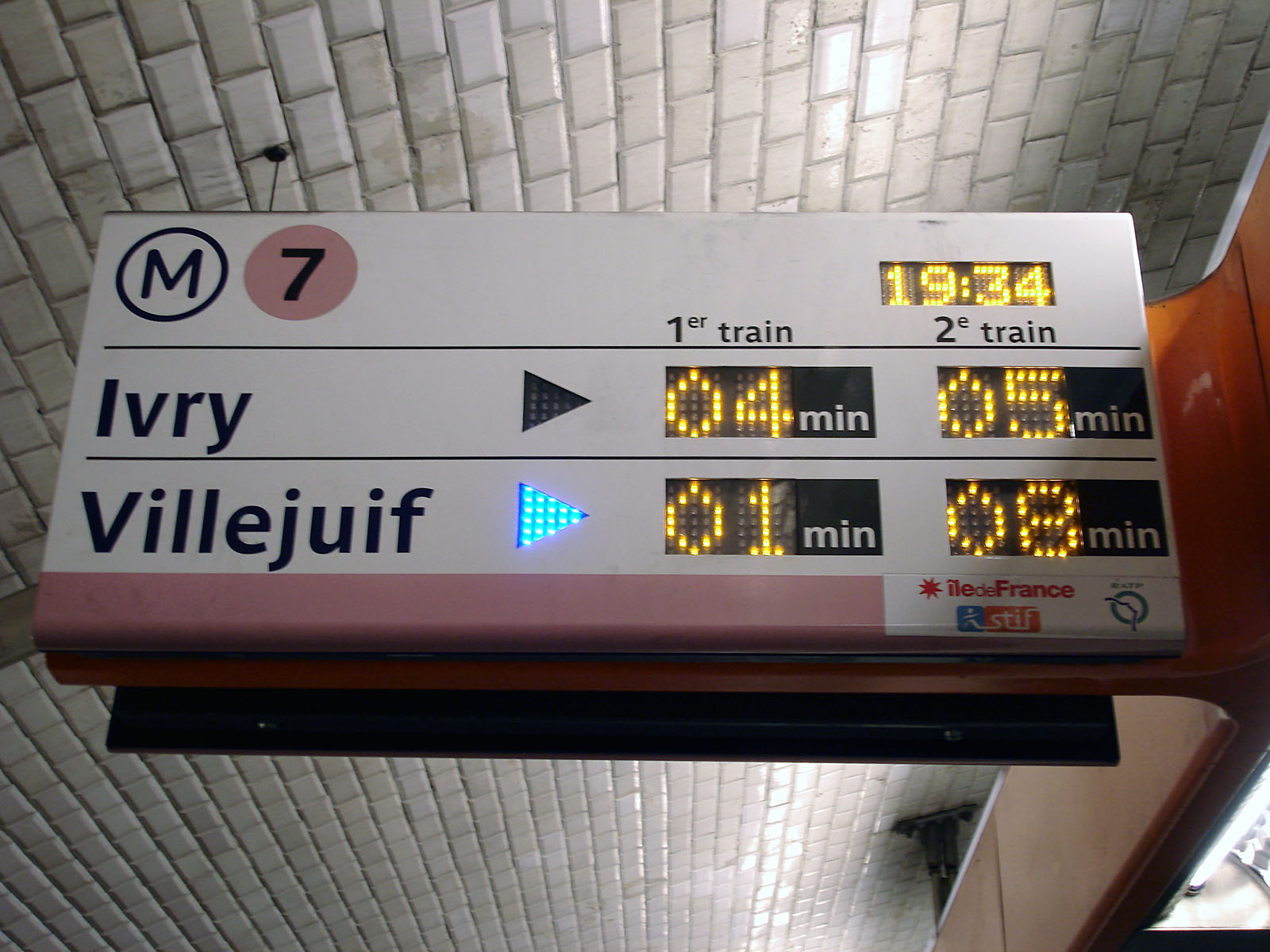
SIEL, Station Place Monge
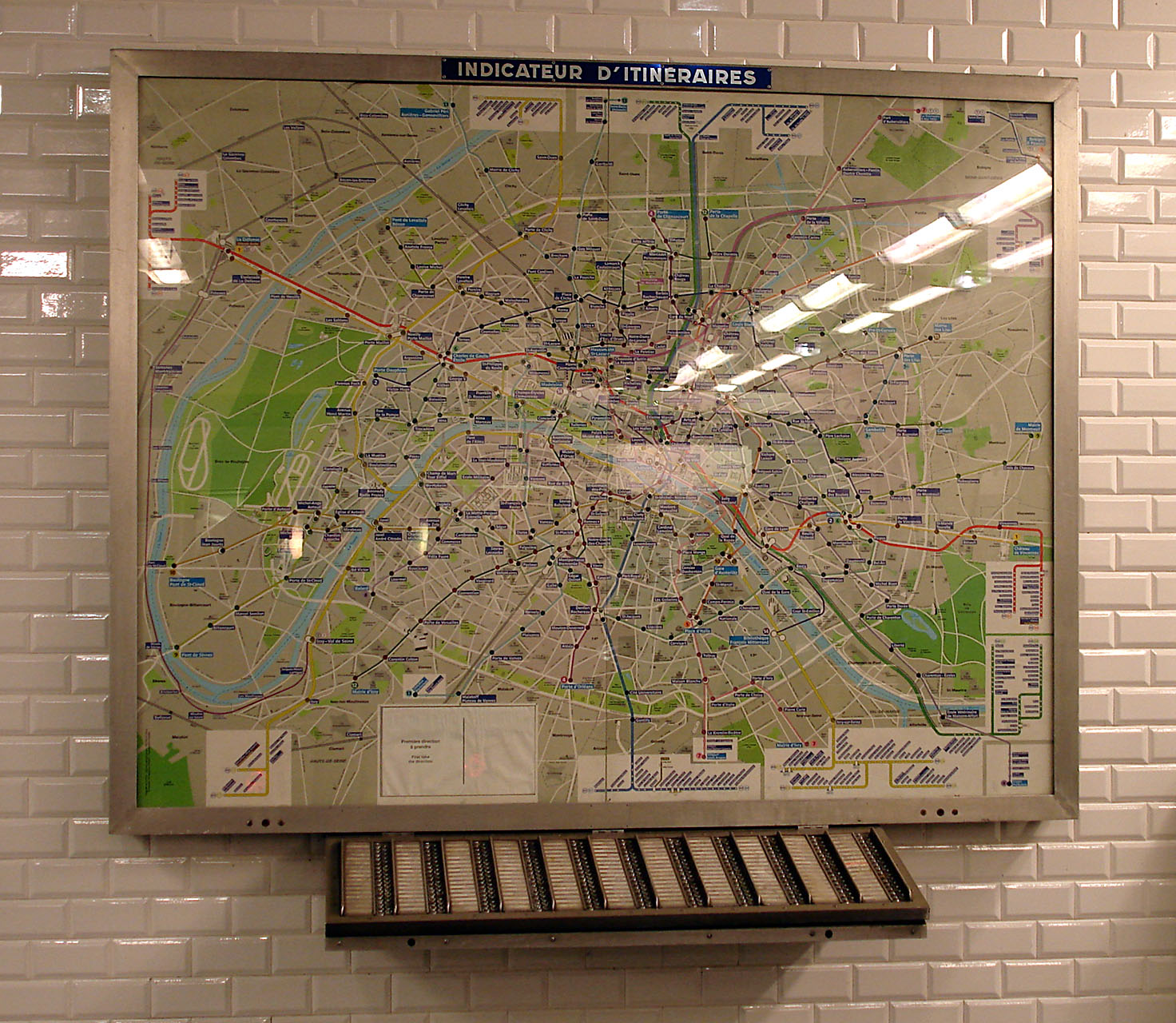
Stadtplan mit Leuchtanzeige

### Geisterstationen
Darüber hinaus gibt es eine Reihe von „Geisterbahnhöfen“: Bahnhöfe, die nie in Betrieb genommen wurden oder Bahnhöfe, die nur vorübergehend bestanden:
| Station                  | Linie       | Eröffnung | Schließung | Bemerkung                                                 |
| ------------------------ | ----------- | --------- | ---------- | --------------------------------------------------------- |
| La Défense – Michelet    | 01          | –         | –          |                                                           |
| Élysées La Défense       | 01          | –         | –          |                                                           |
| Victor Hugo              | 02          | 1900      | 1931       |                                                           |
| Martin Nadaud            | 03          | 1905      | 1969       |                                                           |
| Haxo                     | 03bis 07bis | –         | –          |                                                           |
| Porte des Lilas – Cinéma | 03bis 07bis | –         | –          |                                                           |
| Arsenal                  | 05          | 1906      | 1939       |                                                           |
| Gare du Nord USFRT       | 05          | 1907      | 1942       |                                                           |
| Orly-Sud                 | 07          | –         | –          | nicht mit der Station Orly-Sud des Orlyval zu verwechseln |
| Champ de Mars            | 08          | 1913      | 1939       |                                                           |
| Saint-Martin             | 08 09       | 1931      | 1939       |                                                           |
| Porte Molitor            | 09 10       | –         | –          |                                                           |
| Croix-Rouge              | 10          | 1923      | 1939       |                                                           |
| Porte de Versailles      | 12          | 1910      | –          | Station wurde 1934 nach Süden verschoben                  |